# 御嶽山
御嶽山（日语：／ Ontake san），又稱木曾御嶽山或御嶽，是位於日本長野縣木曾郡木曾町、王瀧村和岐阜縣下呂市、高山市邊界的複合成層火山，為山麓原野廣大的獨立峰。現為日本47個監控的活火山之一。
御嶽山標高3,067公尺，在日本活火山中的標高僅次於富士山。日本百名山之一。

## 概要

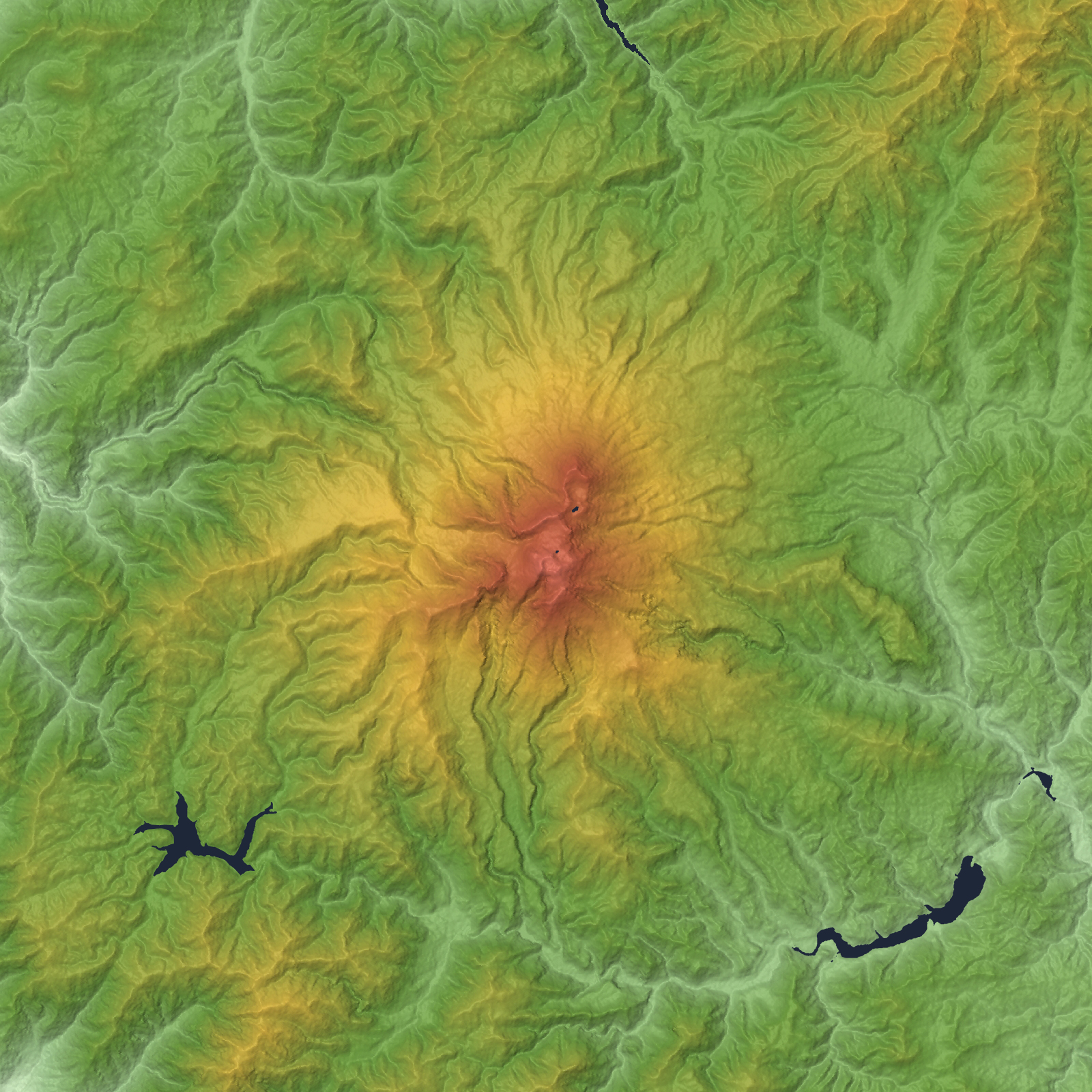
御嶽火山地形圖

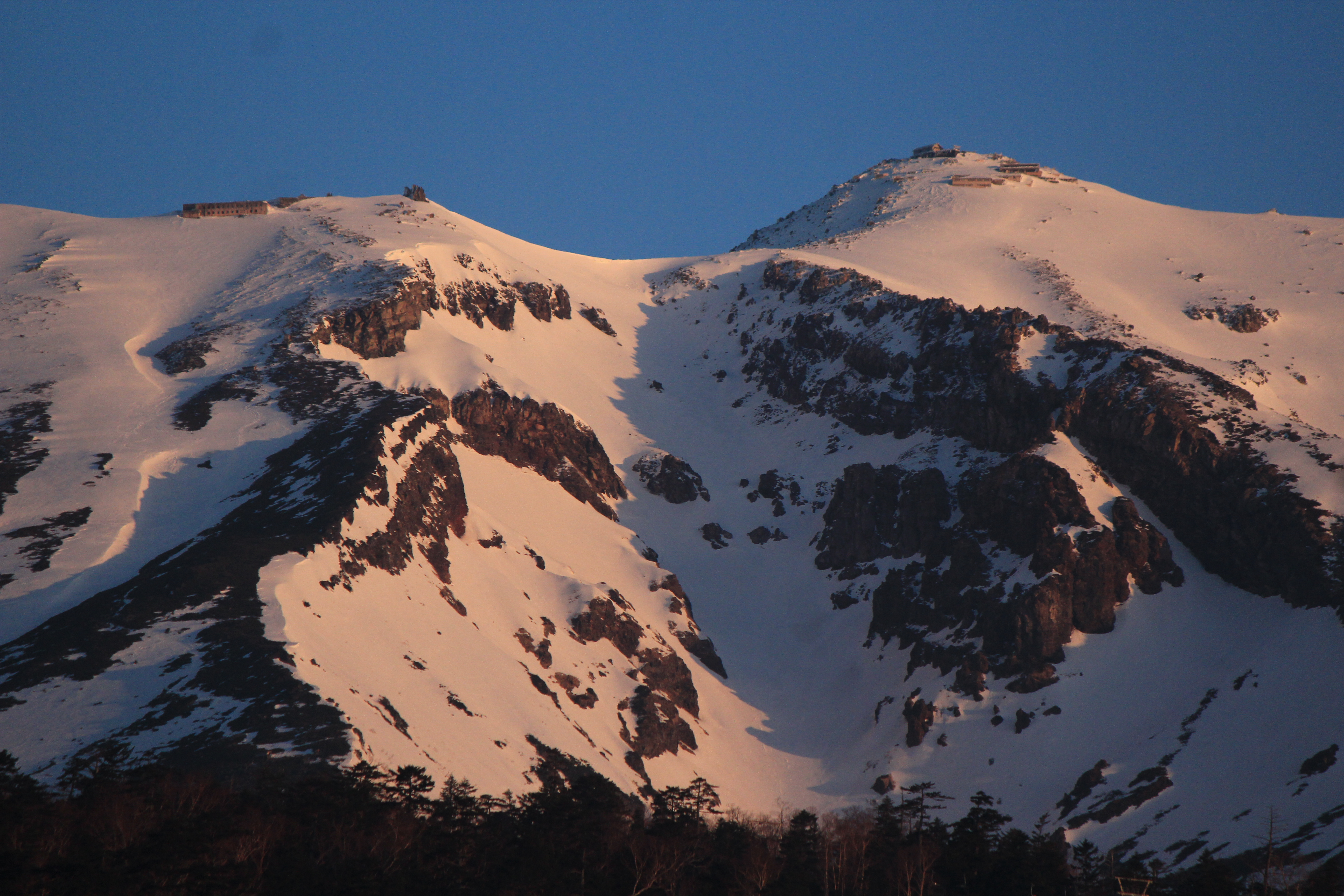
御嶽2240眺望御嶽山晨曦

御嶽山又稱木曾御嶽山、御嶽、王嶽、王御嶽，也以新字體寫作御岳山、或簡稱御岳。是日本國內超過3000公尺的山岳中最西的一座，也是日本眾多同名山岳（御嶽山、御岳山）中的最高峰。山頂有一等三角點（3,063.61公尺，三角點名「御岳山」）與御嶽神社奥社。
自古以來作為山岳信仰的名山，是木曾的代表山岳。東海地方，特別是尾張地方，由於幾乎全境皆可看見其山容，因此將之稱為「木曾的御嶽山」。
御嶽山是日本百名山、新日本百名山、花之百名山、岐阜百山之一。而作為舊開田村代表山岳的飛驒頂上，以及舊三岳村代表山岳的劍峰則入選「信州故鄉120山」。1927年（昭和2年），大阪每日新聞社與東京日日新聞社等將御嶽山選為日本二十五勝之一。
御嶽山與木曾山脈是木曾扁柏生長地，林業興盛，因此未劃入國定公園，僅被劃入長野縣的御岳縣立自然公園與岐阜縣的御嶽山縣立自然公園。御嶽山腰森林茂密，多瀑布，是木曾川水系的源頭。
在1979年（昭和54年）10月28日噴發以前，御嶽山曾被認為是死火山或休火山。2008年（平成20年）3月31日，氣象廳發布火山噴發警戒等級1（留意活火山）與火山噴發預報。
2014年（平成26年）9月27日，噴發的火山碎屑流沿南側斜面流下，火山噴發警戒等級提升至3（入山管制），火山口周邊4公里區域禁止進入。2015年6月，火山噴發警戒等級下調至2（火山口周邊管制），禁止進入區域縮小至火山口周邊1公里。2017年8月，火山噴發警戒等級下調至1（留意活火山）。現在禁止進入區域維持在火山口周邊1公里，但依據「岐阜縣北阿爾卑斯地區及活火山地區山岳事故防止相關條例」，若要進入御嶽山火山口周邊4公里以內的範圍，需提出登山申請書。

## 山名由來
自古有王嶽藏王權現坐鎮，修驗者尊稱本山為「王之御嶽」（おうのみたけ），簡稱「王嶽」（おうたけ）。之後演變為「御嶽」。因此其念法「おんたけ」與源自修驗者總本山金峯山「金之御嶽」（かねのみたけ）的甲斐御嶽、武藏御嶽「みたけ」不同。在日本全國眾多山岳中，有「山有富士、嶽有御嶽」之稱。

## 火山、地勢

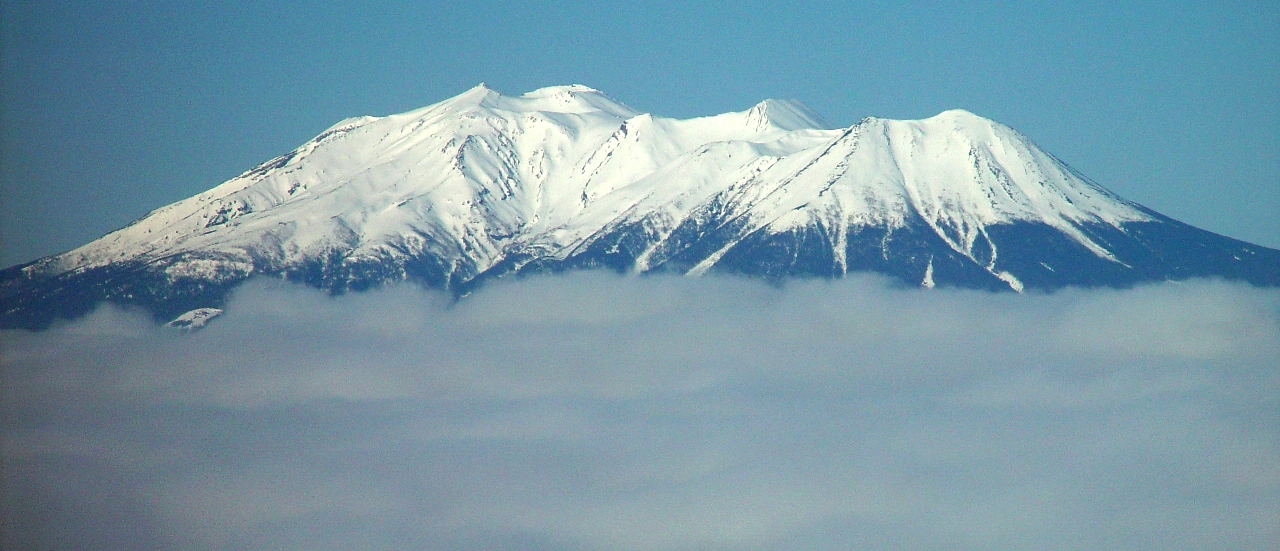
信州松本野麥峠滑雪場所見的御嶽山，右端是稱為「日和田富士」的繼子岳

御嶽山是日本標高第14高的山，在火山中則僅次於富士山。最高點劍峰屬長野縣，另有摩利支天山（2,959.2公尺）、繼子岳（2,858.9公尺）、繼母岳（2,867公尺） 等外輪山，山頂部呈現梯形，南北長約3.5公里。北端的繼子岳是較新的山體，從北側山麓所見，由於看不見其他山峰，山體呈現如富士山的圓錐形，因而被稱為「日和田富士」。另外，長野縣側有寄生火山三笠山（2,256公尺）、小三笠山（2,029公尺）。王瀧口登山道至外輪山的會合處稱「王瀧頂上」（標高2,936公尺），小坂口登山道至外輪山的會合處稱「飛驒頂上」（標高2,811 m）。
由於古時的噴發活動，火山灰遍布周邊山麓原野，如長野縣側山麓斜坡耕地可見深色的火山灰。另外，屬長野縣的開田高原以蕎麥產地聞名。岐阜縣側地形較長野縣側複雜，平坦地少，脊線彎斜。
2007年（平成19年）5月10日，地質百選選定委員會將御嶽山選入「日本地質百選」第1期（全國83處）。

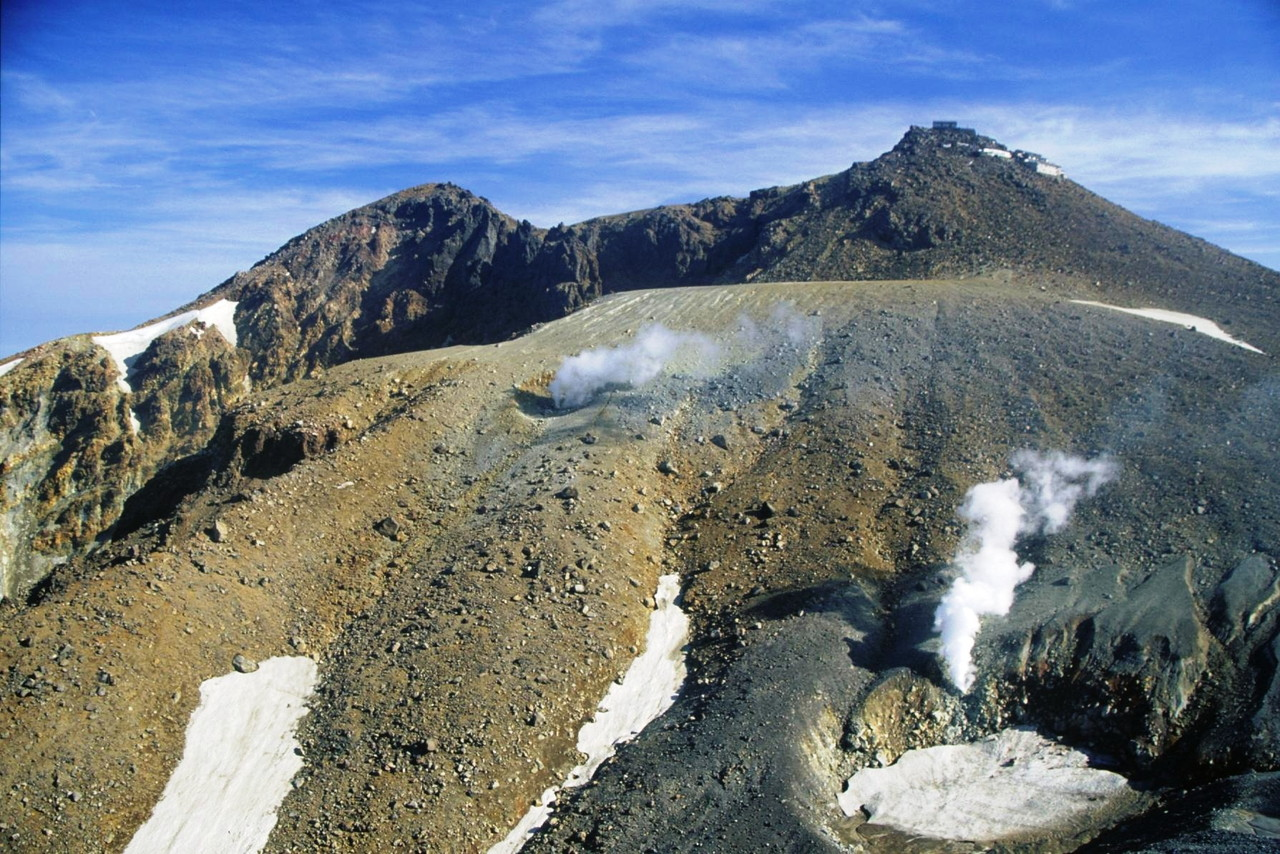
王瀧頂上方向眺望御嶽山
1995年6月25日的噴煙情況

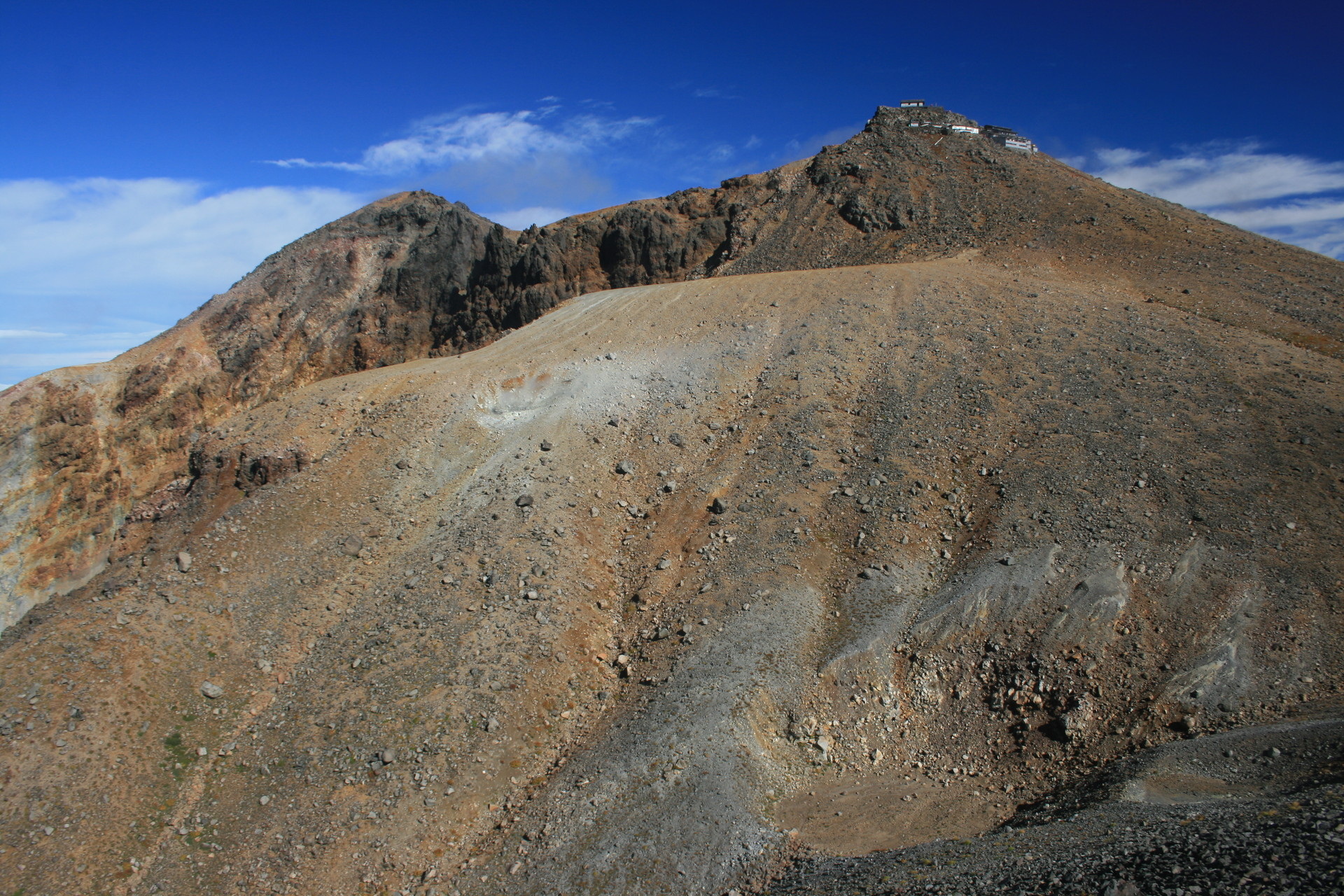
王瀧頂上方向眺望御嶽山
2011年9月18日的噴煙情況

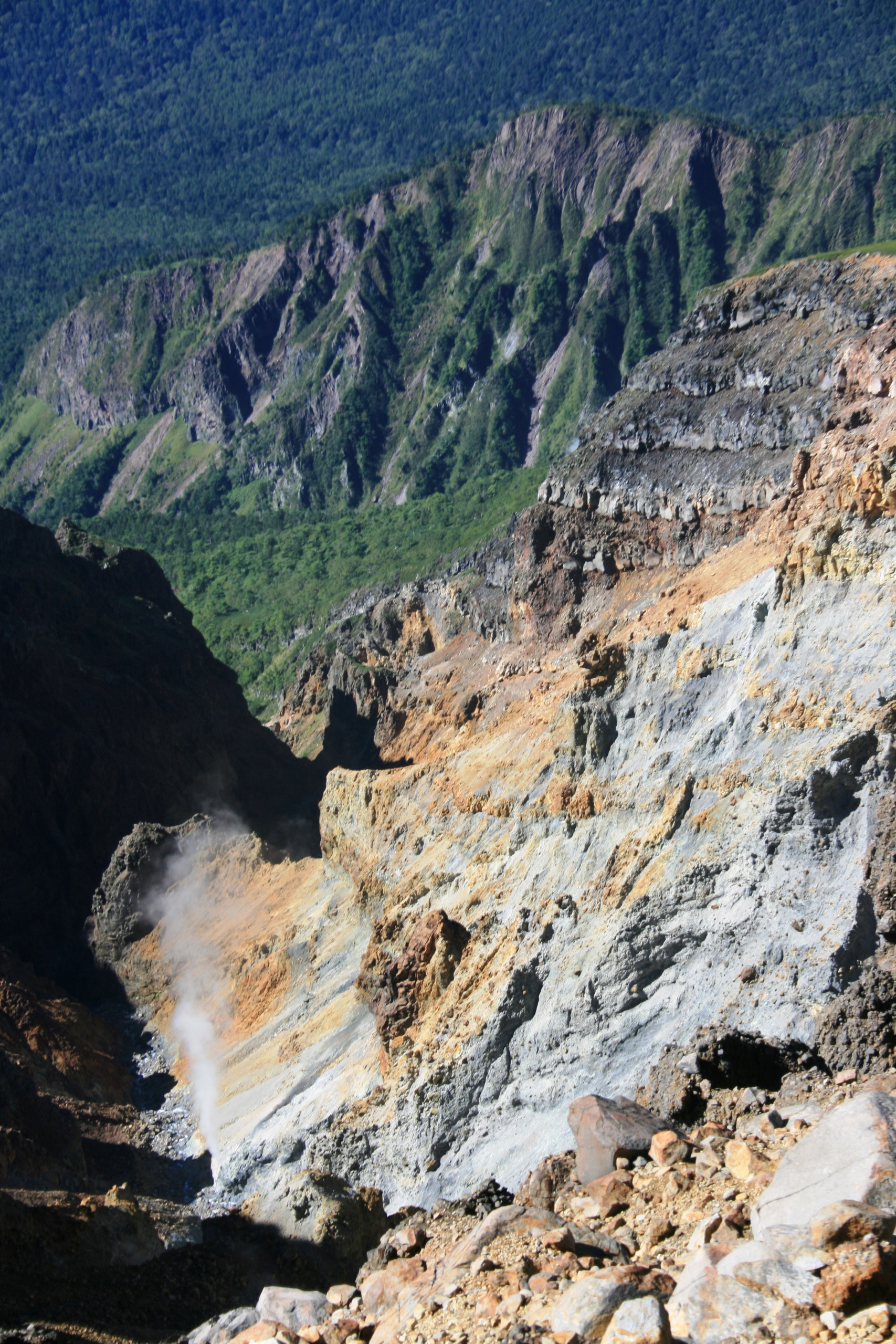
御嶽山南面木曾川水系王瀧川支流赤川最上游的地獄谷火山噴氣孔
2011年9月18日的噴煙情況

| 山容                                                                              | 山名            | 標高 （公尺） | 三角點等級 基準點名                | 劍峰為基準的 方向與距離（公里） | 所在地        |
| --------------------------------------------------------------------------------- | --------------- | ------------- | ---------------------------------- | ------------------------------- | ------------- |
| 摩利支天山眺望繼子岳，前方是五之池與五之池小屋，遠處左側是乘鞍岳（2013年7月9日）  | 繼子岳          | 2,859.14      | 三等 「繼子岳」                    | 北 2.7                          | 高山市 木曾町 |
| 南側眺望摩利支天山と與賽之河原（2014年9月6日）                                    | 摩利支天山      | 2,959.45      | 三等 「御岳」                      | 北北西 1.4                      | 下呂市 木曾町 |
| 王瀧頂上眺望劍峰，山頂部有御嶽神社頂上奧宮本宮與山小屋（2010年8月27日）           | 劍峰 （最高點） | 3,067         | （一等） 「御岳山」 (3,063.61公尺) | 0                               | 木曾町 王瀧村 |
| 東方眺望繼母岳（2013年7月9日）                                                    | 繼母岳          | 2,867         |                                    | 西 1.4                          | 下呂市 王瀧村 |
| 三笠山，登山口田之原有停車場與田之原山莊，遠處是牧尾水壩的御岳湖（2011年9月18日） | 三笠山          | 2,256.1       | 三等 「三笠山」                    | 東南 3.2                        | 王瀧村        |

### 火山活動
御嶽山位居東日本火山帶的西端，基盤由古生層與中生代濃飛流紋岩類組成，基盤上是高1,400-1,900公尺、由橄欖石、複輝石、安山岩等組成的成層火山。過去噴發時，熔岩會往各方向流動，其中往西流的摩利支天山第6溶岩流最達約17公里。其末端是現今岐阜縣的安山岩大岩壁巖立。
以一之池為中心，連結摩利支天山、繼母岳、王瀧頂上的外輪山內側被認為是破火山口。而在破火山口形成以前，御嶽山推測是高度可與富士山匹敵的成層火山。因火山大爆發而崩塌的土石形成土石流沿著河川流至岐阜縣各務原市的各務原台地。該次大噴發也形成劍峰、摩利支天山、繼母岳等山峰，使得御嶽山成為複成火山，其山容類似非洲的吉力馬札羅山。
1970年代以前，一般認為最後的岩漿噴發是發生在約2萬年前，但在2006年（平成18年）岐阜縣的調査與2008年（平成20年）國土交通省多治見砂防國道事務所及產業技術綜合研究所的調査發現，包含約5200年前爆發的火山碎屑流在內，御嶽山在兩萬年間共發生了四次（約1萬年前、約9000年前、約5200年前、約5000年前）岩漿噴發。2007年（平成19年）4月30日，信濃每日新聞報導指出，岐阜縣在劍峰西北方6公里的下呂市小坂町發現約5200 - 6000年前的火山碎屑流所堆積的地層，並確認是五之池火山口的噴出物。
1979年的水蒸氣噴發六個月前，三之池出現池水混濁與冒泡現象。噴發六小時前，御嶽山發生火山口下方地震，被認為是噴發的前兆。1979年以後，御嶽山一直有（1991年、2007年）小規模噴氣活動。2014年，氣象廳將其指定為「為了火山防災需充實監視、觀測體制的火山」，山頂周邊設有觀測火山活動的地震儀、空氣振動測量儀、傾斜儀、火山氣體監測器、GPS觀測裝置、監視鏡頭等設備。2001年起，名古屋大學大學院環境學研究科配合「岐阜、長野兩縣火山噴發警戒避難對策事業」進行御岳火山災害觀測。2011年（平成23年）7月27日，「御嶽山火山噴火緊急減災對策砂防計畫檢討會」擬定御嶽山火山噴火緊急減災對策砂防計畫。

#### 活火山定義
1979年（昭和54年）水蒸氣爆發以前，眾多學者與一般民眾皆將御嶽山視為死火山。因此當時媒體將此次爆發宣傳為『死火山大爆發』。然而，19世紀前半的文獻就有記載實際的噴氣活動現象。而氣象廳在1968年（昭和43年）發行的「火山觀測指針」 已將御嶽山（御岳山）列在63座活火山之一，1975年（昭和50年）發行的《日本活火山要覧》也將本山列入77座活火山之一。
1979年，當時山上沒有建立穩定的觀測體制，因此無法觀測出明確的前兆。同年10月28日，水蒸氣噴發出約1,000公尺高的噴煙。同日五點火山開始噴發，到下午兩點達到最大，之後逐漸減緩。本次噴發總量約二十多萬噸。噴煙延伸至東北方向的輕井澤町與群馬縣前橋市一帶。
這次火山爆發促使日本對火山分類（死火山、休眠火山、活火山定義）的審查。日本現在已不再使用「活火山」以外的用語。

#### 火山史

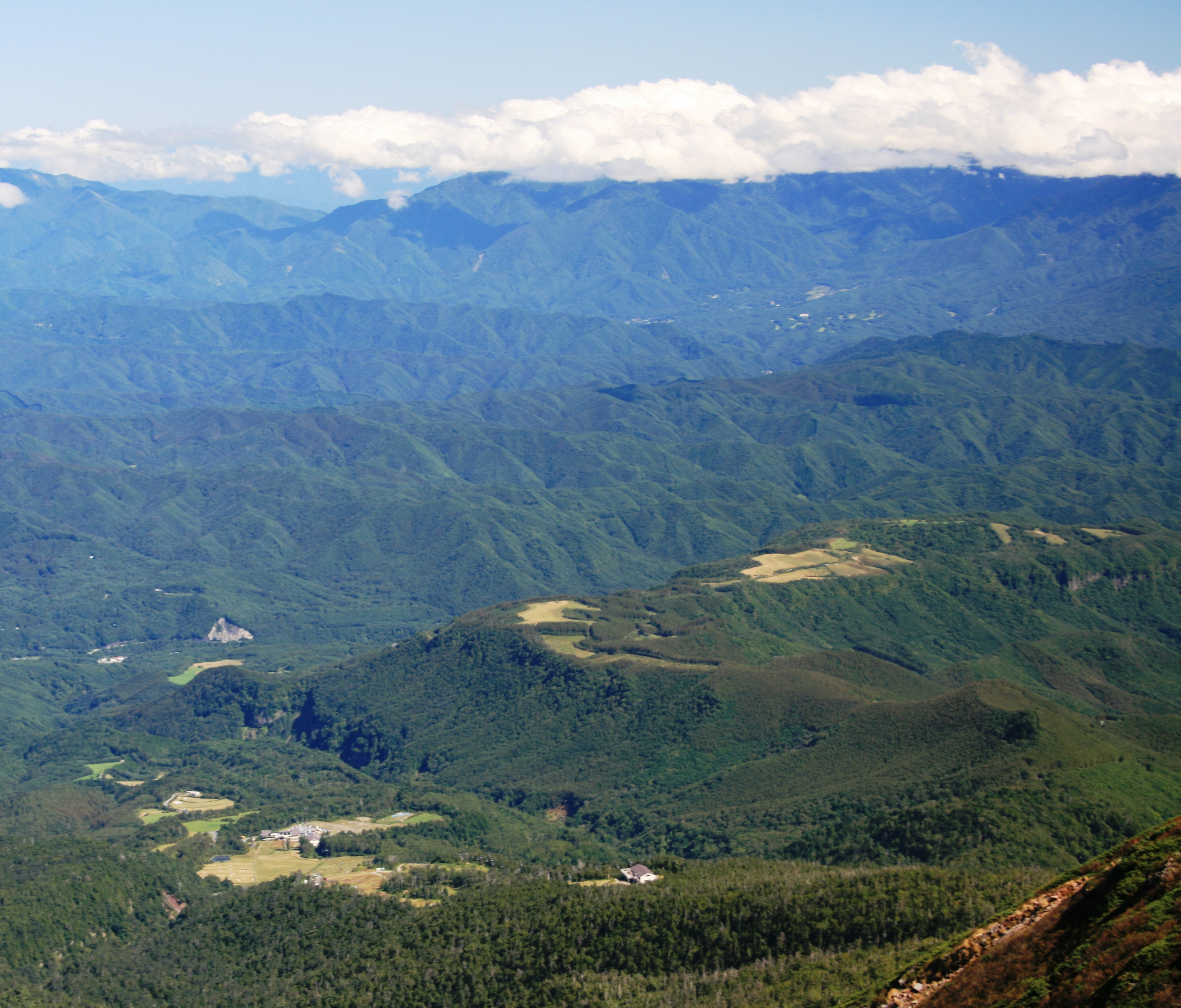
御嶽山東側山腰的倉越高原

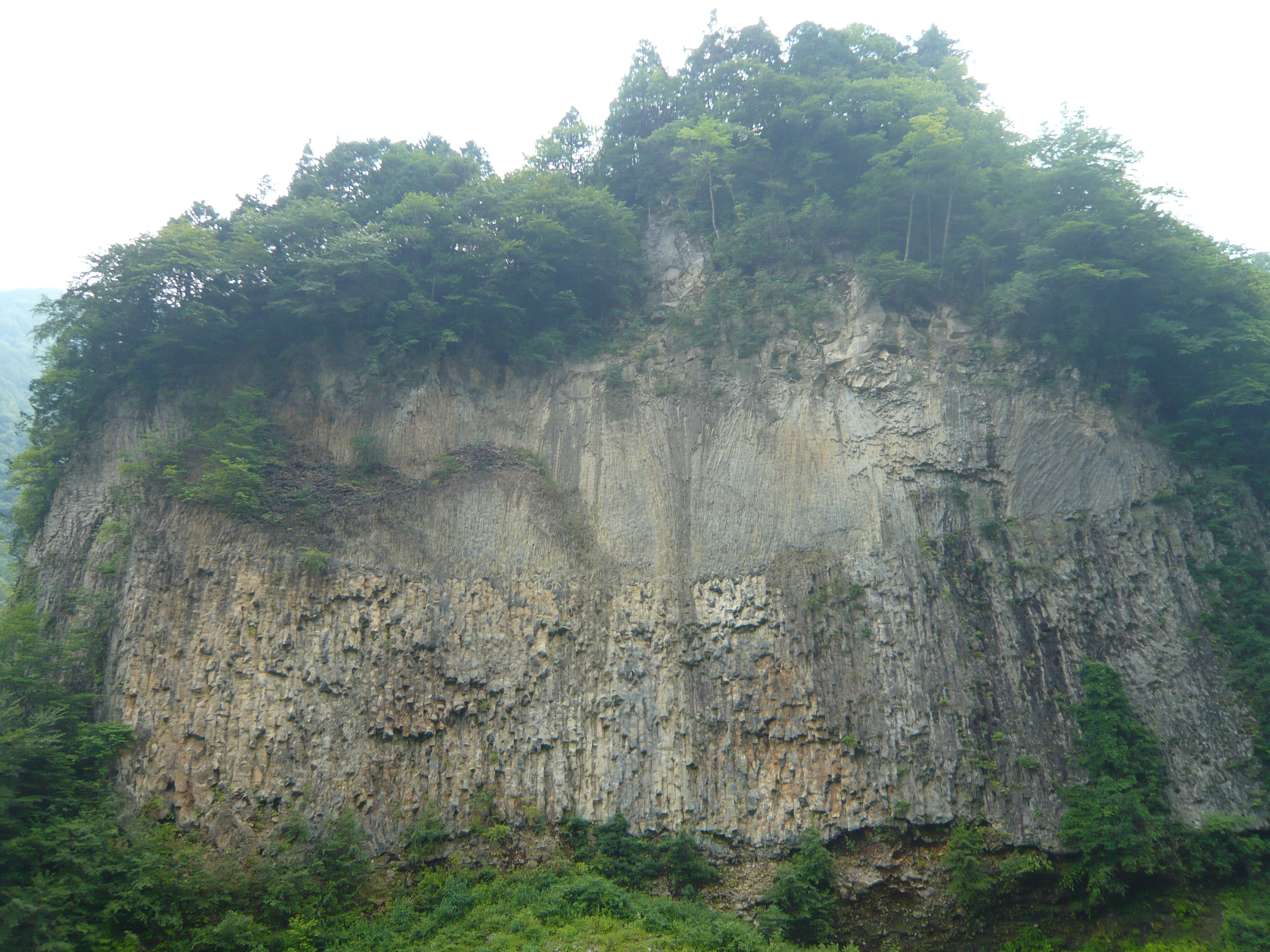
御嶽山西側山腰的巖立柱狀節理

御嶽火山的活動史可分為以休止期分隔的古期、新期兩個活動期，以及新期以後至現在的靜穏期。然而，學者對於各時期的年代推論並未統一，其差距可至五萬年左右。
古期御嶽火山（78萬年前以前至39萬年前）
古期御嶽火山是具有噴火口，由玄武岩、安山岩、英安岩組成的複成火山群，標高3,200-3,400公尺。古期御岳火山大致可分為兩個階段，一是約78萬年前以前至64萬年前、以火山噴發碎屑為主的階段，以及約64萬年前至39萬年前、以熔岩流為主的階段。以火山噴發碎屑為主的階段還可再細分為三個子階段。另外，依據熔岩層的年代値與分布，可推測當時有四個火山體。若提到影響日本全國的廣域型火山碎屑，則御嶽火山的湯川火山噴發碎屑5與上浦澤火山噴發碎屑分別可對應上總層群中的白尾火山噴發碎屑（約77萬年前）與笠森12火山噴發碎屑（60-58萬年前）。
- 78萬年前至65萬年前 - 東部火山群
- 68萬年前至57萬年前 - 土浦澤火山
  - 64萬年前 - 東側山腰噴出倉越熔岩。形成現在的倉越高原。
- 54萬年前至52萬年前 - 上俵山火山
- 44萬年前至42萬年前 - 三笠山火山
  - 東側山腰噴出安山岩質溶岩的三笠山熔岩。

休止期（約39萬年前至10萬年前）
約30萬年的活動休止期間，山體受到侵蝕，形成深谷與和村泥流。
新期御嶽火山（約10萬年前至2萬年前）
依據活動區域分為摩利支天火山群與西側的繼母岳火山群。
- 繼母岳火山群 - 約9萬年前噴發出遠至關東地方的御嶽第1輕石層與鹽尻輕石層、Pm-I火山噴發碎屑[62]。本次活動為普林尼式火山噴發，使得古期御嶽火山中央形成直徑5-6公里的破火山口，並形成新谷熔岩層、湯之谷熔岩層、濁瀧火山碎屑流堆積物、三浦山熔岩層。總噴發量50 km3（30 km3 DRE）。
- 摩利支天火山群 - 破火山口形成後的約8萬年前至約2萬年前活動，由摩利支天火山群的濁河火山、金剛堂火山、奧之院火山、草木谷火山、繼子岳火山、與大略呈南北方向的小火山群四之池火山、一之池火山、三之池火山等火山口噴發出安山岩質的熔岩、火山碎屑[63]。噴出量以四之池火山口最多。火山群的噴發形成現在御嶽山最高點劍峰火山口丘與南北山頂群。
- 約6萬年前 - 噴發摩利支天熔岩。摩利支天第6熔岩沿著濁河川支流大俣川流動形成柱狀節理的「巖立（日语：巌立）」（所在地為下呂市小坂町落合中崎平），並於1957年（昭和32年）指定為岐阜縣天然紀念物[35]。
- 約5萬年前 - 大規模山體崩塌，土石由東側山麓西野川流向王瀧川、木曾川流域，最遠至約200公里下游的愛知縣犬山市。

約2萬年前至現在的靜穏期
2000年代以前認為從約2萬年前開始進入靜穏期，然而近年研究發現最近1萬年間曾發生四次岩漿噴發與十多次水蒸氣爆發。
- 約1萬年前 - 柄谷火山碎屑流帶來1740萬平方公尺的輕石[38][65]。
- 約9,000年前 - 噴發三之池熔岩，約5億平方公尺[38][63]。
- 約6,000年前 - 形成五之池火山口[65]。
- 約5,200年前 - 噴發女人堂火山渣，約140萬平方公尺[38]。
- 約5,000年前 - 噴發濁瀧火山渣，約35-75萬平方公尺[38]。

有史以來

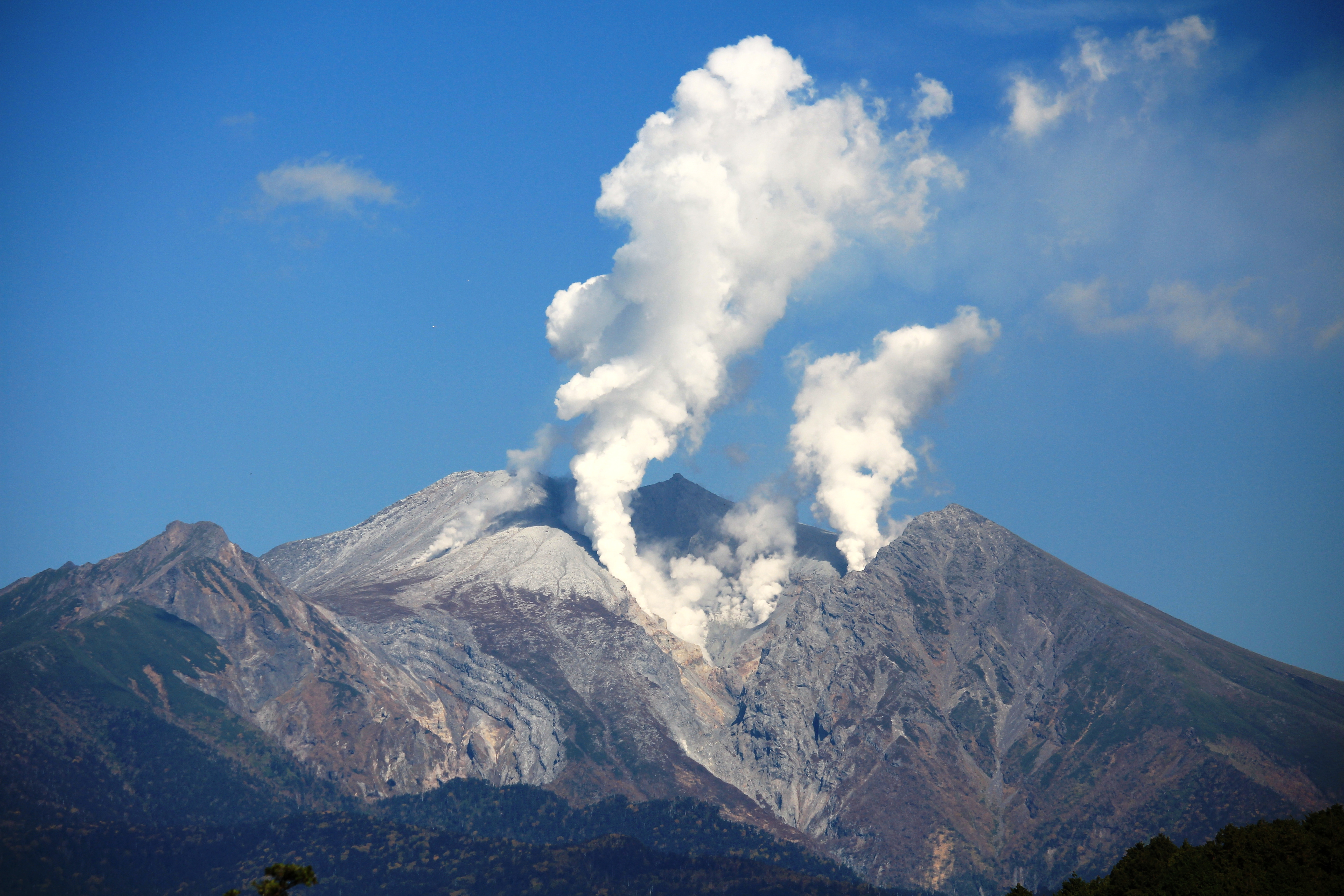
2014年御嶽山火山噴發後的火山活動（2014年10月11日）

《御嶽山 地質與噴火記錄》記載774年與1892年曾有噴火活動，然而之後的研究認為這兩次噴發並不存在。
1979年以後是有史以來火山活動最活躍的時代。
- 19世紀前半 有小規模噴氣活動的紀錄。
- 1968年 氣象廳「火山觀測指針」列為63座活火山之一。
- 1975年 氣象廳「日本活火山要覧」列為77座活火山之一。
- 1979年（昭和54年）
地獄谷上方標高2,700公尺一帶形成10個火山口群[8][40]，噴發出18萬噸至20多萬噸火山灰[38][67]。最大降灰深度是溫田原的三公分[68]。噴出的火山灰以帶有濕氣的埃洛石、高嶺石、蒙脱石等為主要成分。其中，蒙脱石的存在，認為是由於山頂地表下的淺層有泥漿流動，泥漿受到深處的高溫氣體加熱而噴出形成[69][70]。本次爆發造成1名登山客受傷[8]。
  - 4月開始，三之池池水濁化[39]。
  - 10月28日
    - 噴火六小時前，山頂下方的地震增加[39]。
    - 5點左右 - 水蒸氣爆發，王瀧村役場職員確認山頂附近有高150公尺的噴煙[8][48]。
    - 5點15分左右 - 從王瀧頂上往山頂的登山客聞到硫磺臭味，15分鐘後降下火山灰[8]。
    - 6點左右 - 王瀧口7合目登山口（田之原）的登山客看見山頂附近有黑煙升起，山頂的登山客聽到類似噴射機的聲音與煙[8]。
    - 9點左右 - 三岳村看到白煙上昇，田之原白煙變為茶色。
    - 9點30分 - 飛機確認山頂的山小屋被黑色火山灰覆蓋，並有高1,000公尺的噴煙往東北東方飄散。
    - 11點 - 定期班次飛機確認高1,800公尺的噴煙與下方有灰色火山灰噴出，火山灰影響到三岳村。
    - 12點 - 長野地方氣象台（日语：長野地方気象台）發布臨時火山情報第1號。
    - 12點30分左右 - 確認有蕈狀雲狀的噴煙。至八合目為止有飛石。噴火口附近確認有直徑達1公尺的飛岩。噴煙高約4000至5000公尺。
    - 15點左右 - 三岳村有大量火山灰降下。開田村受到火山灰影響，視距僅10-20公尺。
    - 16點左右 - 開田村火山灰逐漸減少。
    - 17點左右 - 王瀧村確認有大量黑煙，王瀧頂上的山小屋確認有白色噴煙。王瀧口村有大量降灰。
    - 18:45 - 長野地方氣象台發布臨時火山情報第2號。

  - 10月29日 - 噴煙量減少並變為白色，火山灰降灰減少[8][48]。
  - 10月31日 - 噴煙與火山灰停止。

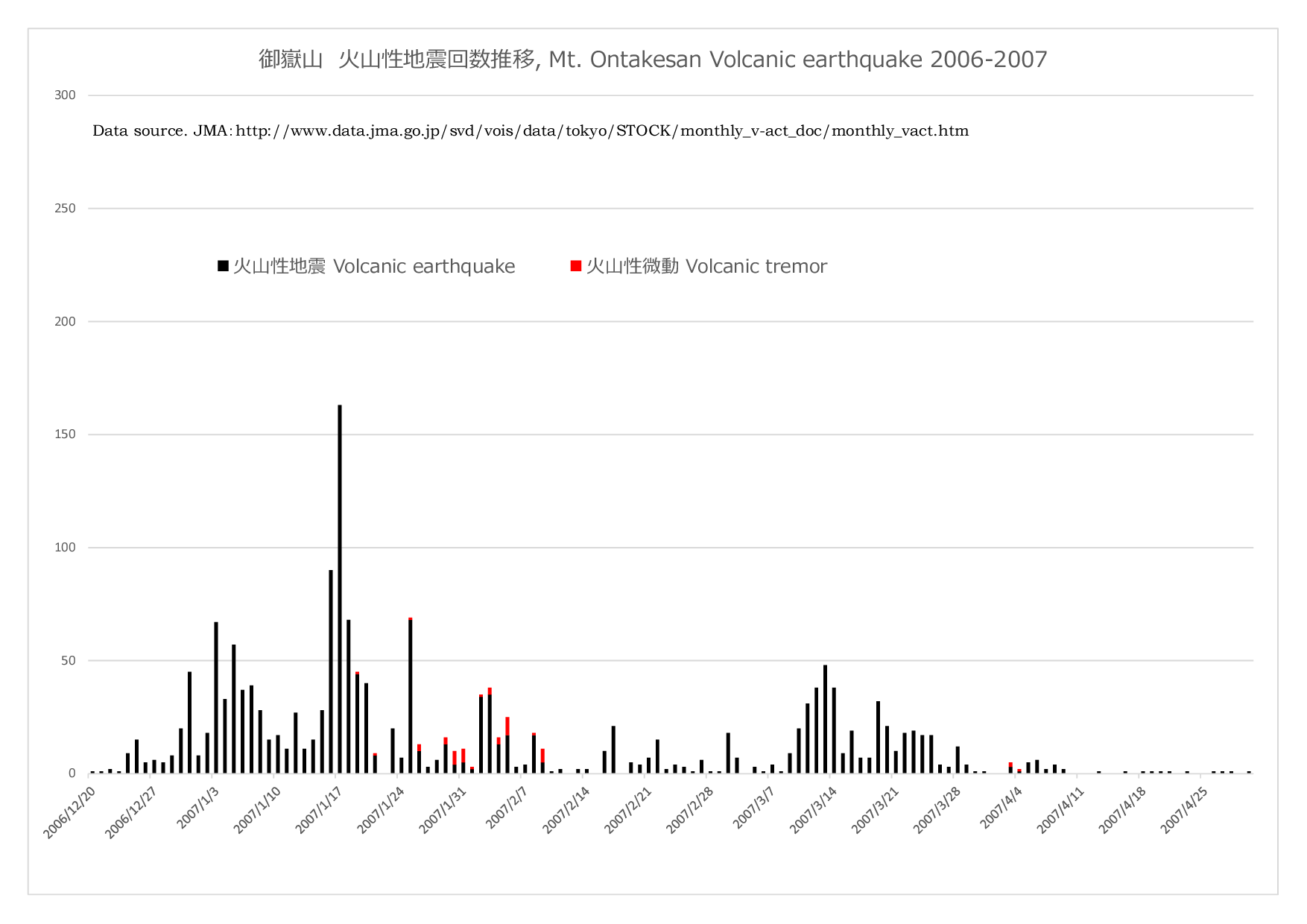
御嶽山　火山性地震回数變化圖 2006-2007

- - 11月4日 - 白色噴煙達100公尺，持續小型活動。
  - 12月2日 - 深夜在山頂附近觀測到微小地震與鳴動，持續數日。
  - 12月底 - 極少量噴煙。
- 1984年 氣象廳「日本活火山總覧」公布77座活火山。
  - 9月14日 長野縣西部地震
- 1991年（平成3年）5月中旬 - 79-7火山口發生小規模噴發，噴出約10噸左右的火山灰[40]。約1個月前開始出現火山性地震[71]。79火山口群部分火山口與地獄谷上方噴氣孔持續噴發。有火山碎屑流發生的紀錄[67]。
- 2004年 發生微弱地震與噴氣活動[72]。
- 2007年（平成19年）3月16日左右[73]- 79-7火山口發生小規模噴發[40][74]。約4個月前開始有火山性地震與山體膨脹現象，約2個月前開始有低周波地震與火山性微動[39][75]。
- 2008年（平成20年）3月31日 - 氣象廳導入火山噴發預警級別，發布噴發預警（火山噴發預警級別1）[20]。
- 2014年（平成26年）
  - 8月底起觀測到火山性地震。
  - 9月27日 - 11時52分噴發[76]。

### 長野縣西部地震

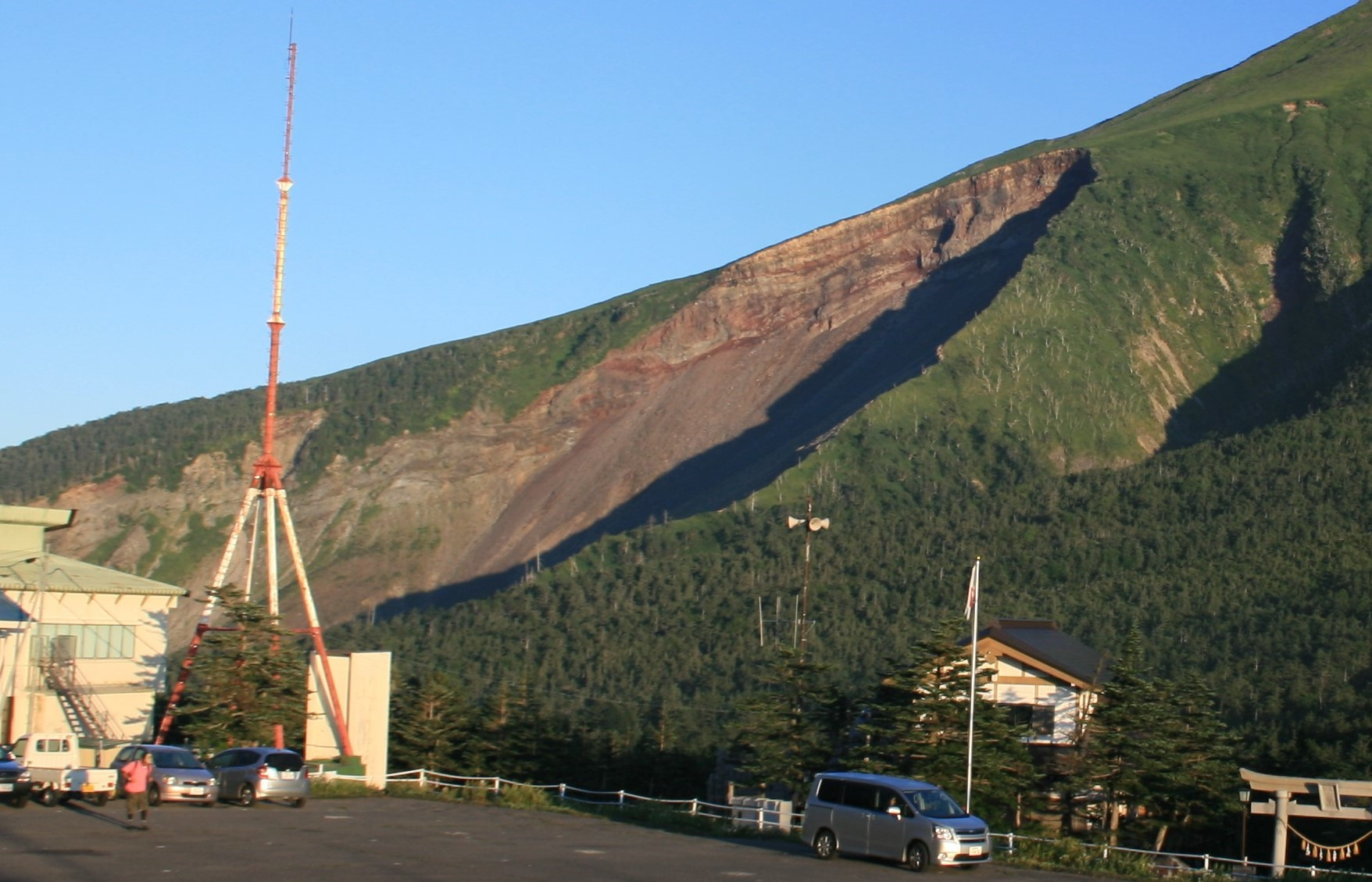
長野縣西部地震造成御嶽山南面大規模崩塌

1984年（昭和59年）9月14日8時48分49秒，南山麓發生長野縣西部地震（規模6.8），造成御嶽山南斜面大規模崩塌。因地震崩塌的大量土石沿著木曾川水系濁川上游支流傳上川往下滑動至王瀧川。時間長達八分鐘，平均時速達80-100公里，移動距離約3公里，稱作「御岳崩塌」。此次崩塌造成濁川溫泉、住宅、營林署建物毀損，15人喪生。

### 火山口湖

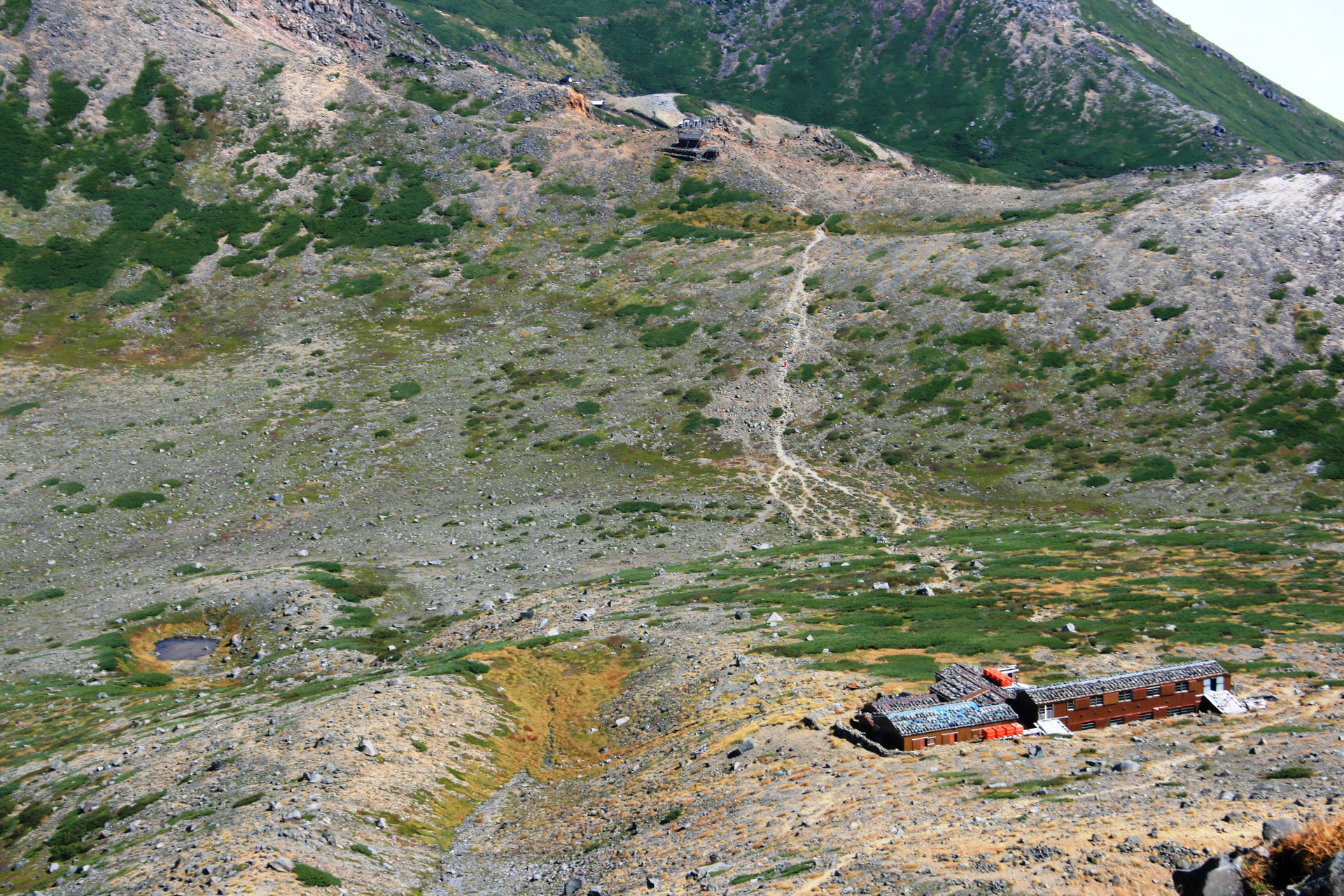
二之池西北斜坡與賽之河原之間的小窪地「六之池」

1927年（昭和4年），京都大學地理學者田中阿歌麿進行湖沼調査，確認御嶽山有五座火山口湖，分別命名為一之池至五之池。呈現祖母綠色的二之池與三之池常年有水，其中二之池是日本最高的湖泊（2,905公尺），深度達3.5公尺。與御庫裏池等飛驒山脈火水口湖相比，由於日夜溫度差造成融雪量差異，二之池的一日水位變化可達40公分左右。1979年火山噴發將大量硫磺帶入二之池，使得池水呈現酸性。現在，周邊山小屋利用湖水作為住宿者的洗澡水。三之池是御嶽山最大的池，湖盆平均斜度14.4度、水深13.3公尺，8月初湖表平均水溫為9.75℃，低層為9.5℃。由於三之池畔祭祀荒神與白龍王初春姬大神等神明，因此三之池的湖水被信徒視為御神水（ごしんすい），並與王瀧村御嶽神社里宮御神水選為「信州之名水、秘水」之一。四之池是高地濕原，是高山植物生長地。另外，二之池西北斜坡與賽之河原之間有個小窪地，在多雨期會形成小水池，稱為六之池。
| 圖片                                                 | 名稱   | 標高 （公尺） | 水深 （公尺） | 備註                                      | 座標                                                      |
| ---------------------------------------------------- | ------ | ------------- | ------------- | ----------------------------------------- | --------------------------------------------------------- |
| 西方眺望一之池與劍峰（2011年9月18日）                | 一之池 | 2,990         |               | 多呈現乾涸狀態                            | （35°53′42.9″N 137°28′42.4″E / 35.895250°N 137.478444°E） |
| 山頂跳望二之池與池畔的二之池本館（2014年9月6日）     | 二之池 | 2,905         | 3.5           | 日本最高的湖沼 東北岸有二之池小屋         | （35°53′51.4″N 137°28′52.0″E / 35.897611°N 137.481111°E） |
| 摩利支天山方向跳望三之池（2014年9月6日）             | 三之池 | 2,720         | 13.3          | 湖岸線705公尺 湖盆平均斜度14.4度          | （35°54′27.1″N 137°29′11.3″E / 35.907528°N 137.486472°E） |
| 三之池方向跳望四之池與繼子岳（2013年7月9日）         | 四之池 | 2,690         |               | 水流從濕原往東流                          | （35°54′41.8″N 137°29′14.8″E / 35.911611°N 137.487444°E） |
| 摩利支天山から望む五ノ池と五の池小屋（2014年9月6日） | 五之池 | 2,790         |               | 殘雪期與降水後才有水 水池北側有五之池小屋 | （35°54′32.5″N 137°29′1.3″E / 35.909028°N 137.483694°E）  |

### 瀑布
由於以御嶽山為源頭的河川有許多瀑布，因此御嶽山又被稱為瀑布之山。這是因為御嶽山地形陡峭、高低差大，加上獨立峰山體廣大，降雨量多，茂盛的森林提供高度的保水能力，使得此地水源源源不絕。雖然有許多瀑布難以接近，但從黑澤口至油木尾根的遊步道可看見百間瀑布（西野川支流南俣川）、開田高原的尾之島瀑布、王瀧口瀑布、清瀧、濁河溫泉附近的仙人瀑布、緋之瀑布、入選日本瀑布百選的根尾瀑布等。新瀧與清瀧是御嶽教的行場，新瀧由於有洞窟，因此成為信眾斷食修行的場所。冬季時，新瀧（高度差約30公尺）與清瀧還會形成冰柱。黑澤口四合目的靈神場周邊有日之出瀑布、明榮瀑布、大祓瀑布、松尾瀑布等，是祭祀不動明王等神靈的行場。下呂市小坂町境內共有200座高低差達五公尺以上的瀑布，不僅有專門網站介紹，並規劃了眾多觀賞路線供民眾選擇。

### 御嶽山與飛驒山脈

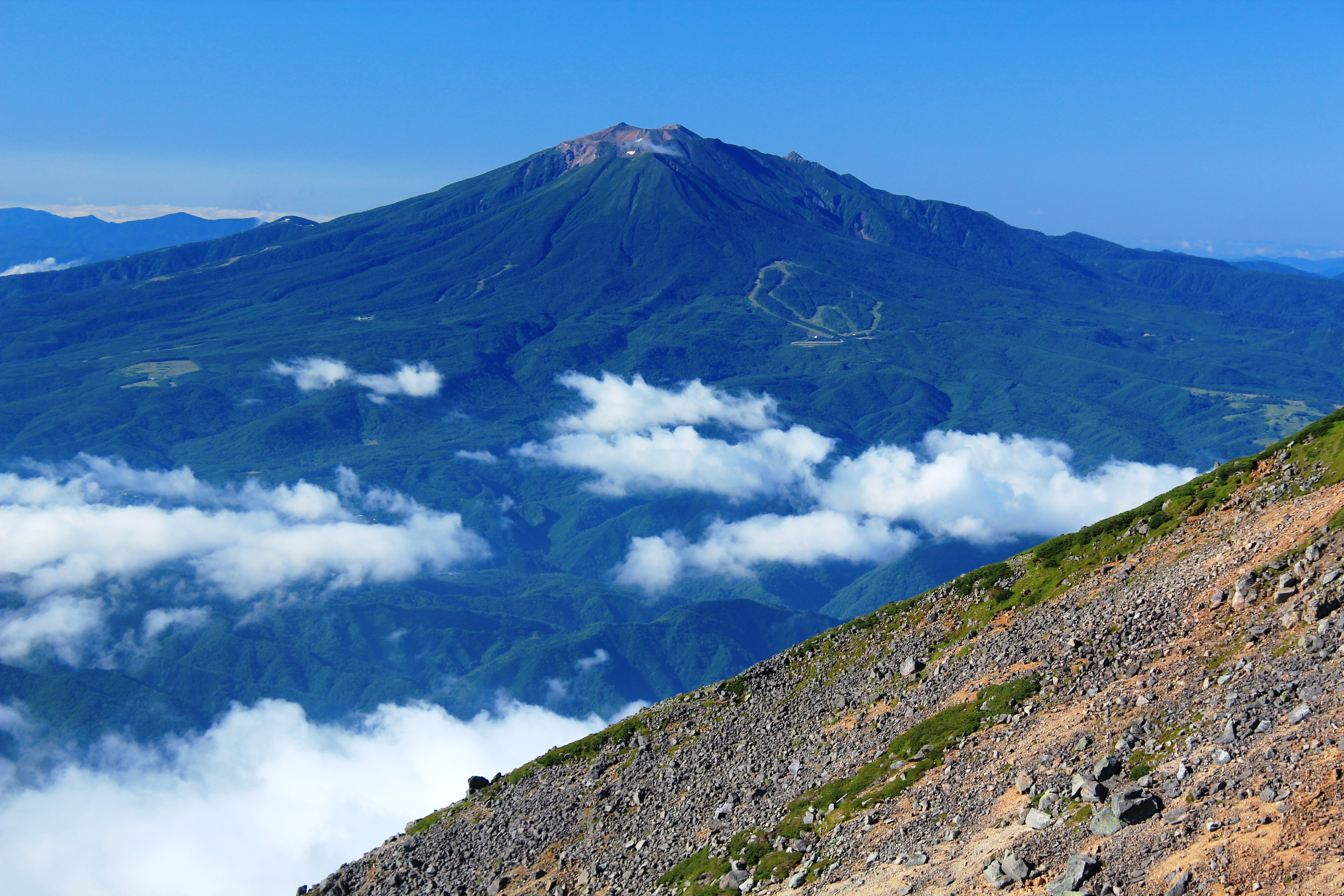
自飛驒山脈南部的乘鞍岳眺望御嶽山

御嶽山位在北阿爾卑斯（飛驒山脈）的延長線上，因此有人將御嶽山視為北阿爾卑斯的一部份，但由於與北側乘鞍岳之間並沒有稜線與山峰連結，一般將之視為不同山系。不過，兩山之間也沒有河川隔閡，因此至今仍未有定論。而在指南書中，可見將御嶽山與中央阿爾卑斯一同介紹的情況，因此有許多民眾將御嶽山視為中央阿爾卑斯的一部份，然而御嶽山與中央阿爾卑斯之間有木曾川分隔，很明顯的不屬同一山系。在國土地理院的日本主要山岳標高一覧中，到鎌峰為止是列在「飛驒山脈南部」，御嶽山則是列在「御嶽山與其周邊」。御嶽山與鎌峰之間的鞍部為長峰峠（標高約1,350公尺）。

## 歷史、信仰
御嶽山是山岳信仰的名山。一般將富士山、白山、立山列為日本三靈山，但有時也以御嶽山取代白山或立山。在日本的山岳信仰史中，御嶽山的御嶽講與富士山的富士講同為日本庶民的重要信仰。御嶽山也是教派神道之一的御嶽教信仰對象。最高點的劍峰上有祭祀大己貴尊與惠比壽神的御嶽神社奧社。鎌倉時代，御嶽山一帶曾是修驗者的行場，但在之後衰退。室町時代中期，神澤杜口的隨筆《翁草》記載了參拜的情況。當時人們要前往山頂的御嶽神社奥社登拜時，需在山麓進行75日或100日嚴格的精進潔齋，結束後才可進行一年一次的上山登拜。1560年（永祿3年）6月13日，木曾義昌與隨從為了祈願，先在御嶽神社里宮進行100日的精進潔齋後登山參拜。江戶時代前期，行腳僧圓空也曾來到御嶽山參拜，現在周邊寺院留有許多當時的木雕佛像。1785年（天明5年），尾張春日井郡出身的覺明行者與當地信徒打造登山口黑澤口的登拜道，使得登拜更為普及，也開始出現捨棄嚴格修行僅做水行的參拜客。之後，普寛行者開設另一個登山口王瀧口。江戶時代，王瀧口、黑澤口與小坂口三個登山道的開通，使得御嶽教擴展至全國，成為大眾化的信仰名山。江戶時代末期至明治初期，在御嶽講的熱潮下，每年有數十萬人前往登拜。江戶時代末期的《信濃奇勝錄》記有當時的參拜狀況。1868年（明治元年），黑澤口8合目設置第一個山小屋「女人堂」，並限制女人繼續向前登山，1872年，太政官通達宣布御嶽山解除女性禁令。
王瀧口與黑澤口的山道有許多靈場與修行場跡。御嶽信仰有在自然石塊上刻印靈神（れいじん）名稱的習俗，稱為「靈神碑」。現在黑澤口參道有大約5,000座靈神碑。另外，距離御嶽山較遠的鳥居峠與和田峠等遙拜所，可見到御嶽信仰的石碑與祠堂。江戶時代後期的繪師谷文晁在《日本名山圖會》中，將御嶽山列為名山介紹。隨著林道黑石線與白崩林道等收費道路與御岳纜車的通車與啟用，吸引大量登山客來到御嶽山。1985年（昭和60年）起，山腰陸續開設四座滑雪場。

### 御嶽神社
御嶽神社祭祀稱為御嶽大神的國常立尊、大己貴命、少彥名命。王瀧口設有里宮，黑澤口設有里宮與若宮，木曾御嶽神社王瀧口的奧社在王瀧頂上，木曾御嶽神社黑澤口的奥社在山頂的劍峰。1882年（明治15年）6月，小谷分喜出版《御嶽神社社略緣起》。1944年（昭和22年），御嶽教等教團與御嶽神社成立「木曾御嶽山奉贊會」，之後更名為「御嶽山奉贊會」，負責神社的營運。1984年（昭和59年）9月14日，御嶽山發生地震（長野縣西部地震），一合目里宮的拜殿與末社半毀，而作為行場的清瀧，其瀑潭遭到土石掩埋。御嶽神社黑澤口有太太神樂獻演活動。
- 木曾御嶽神社黑澤口
  - 里宮 - 位於黑澤口，祭神為少彥名命。

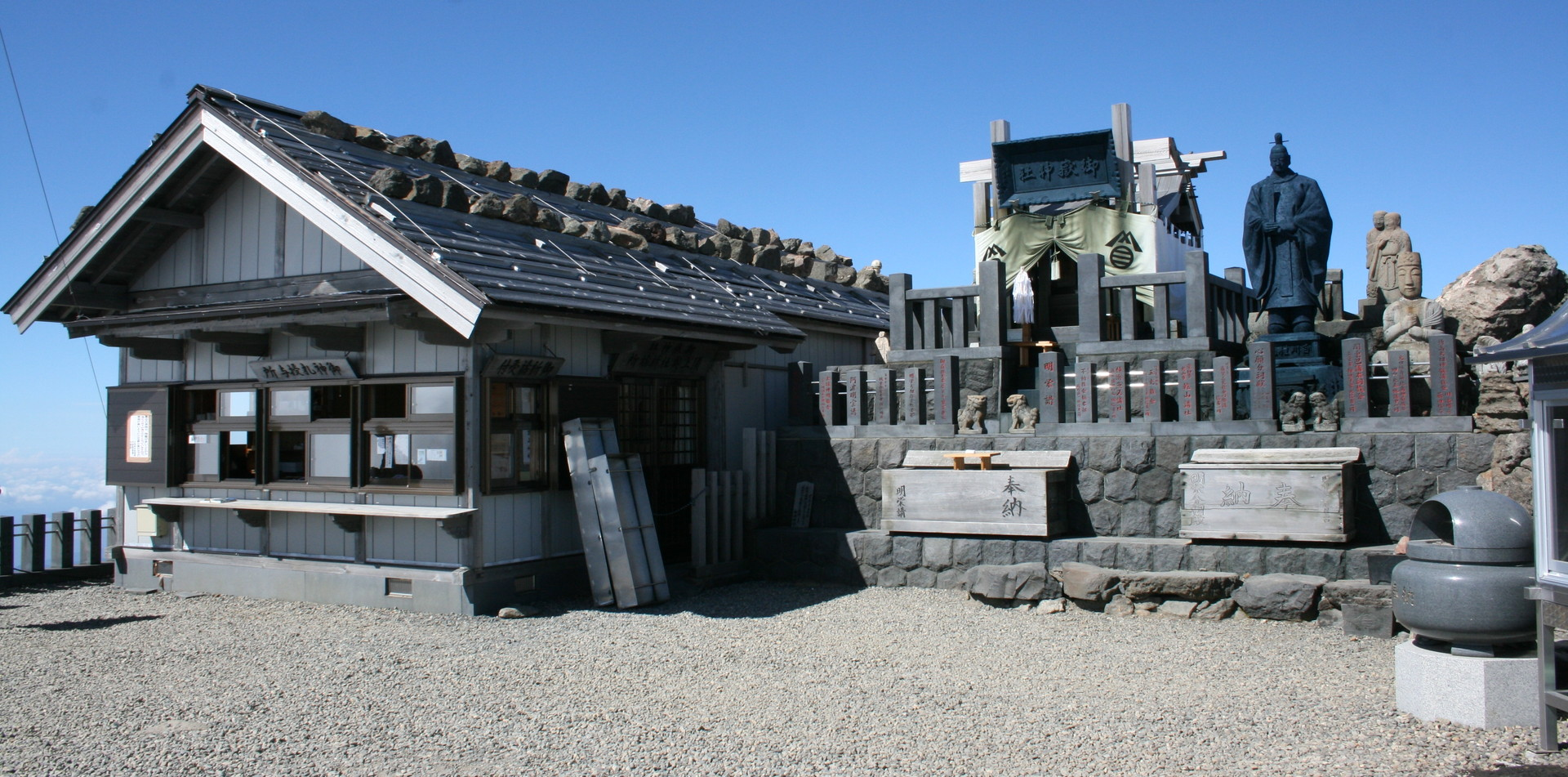
最高點劍峰的御嶽教總本山御嶽神社黑澤口奥社本宮

  - 若宮 - 1385年（至德）重建[110]，祭神為大己貴命。
  - 頂上奥社本宮 - 御嶽山頂上（劍峰），祭神為大己貴命與少彦名命[111]。
- 木曾御嶽神社王瀧口（日语：木曽御嶽神社王滝口）
  - 里宮 - 位於王瀧口1合目，1484年（文明16年）再建，是登拜御嶽山前精進潔齋的閉關場所。古時稱「岩戶權現」[101][112]，明治以前曾祭祀王御嶽岩戶座王權現[111]，現祭祀國常立尊、大己貴命、少彥名命。王瀧頂上的木曾御嶽神社王瀧口（日语：木曽御嶽神社王滝口）頂上奥社本宮

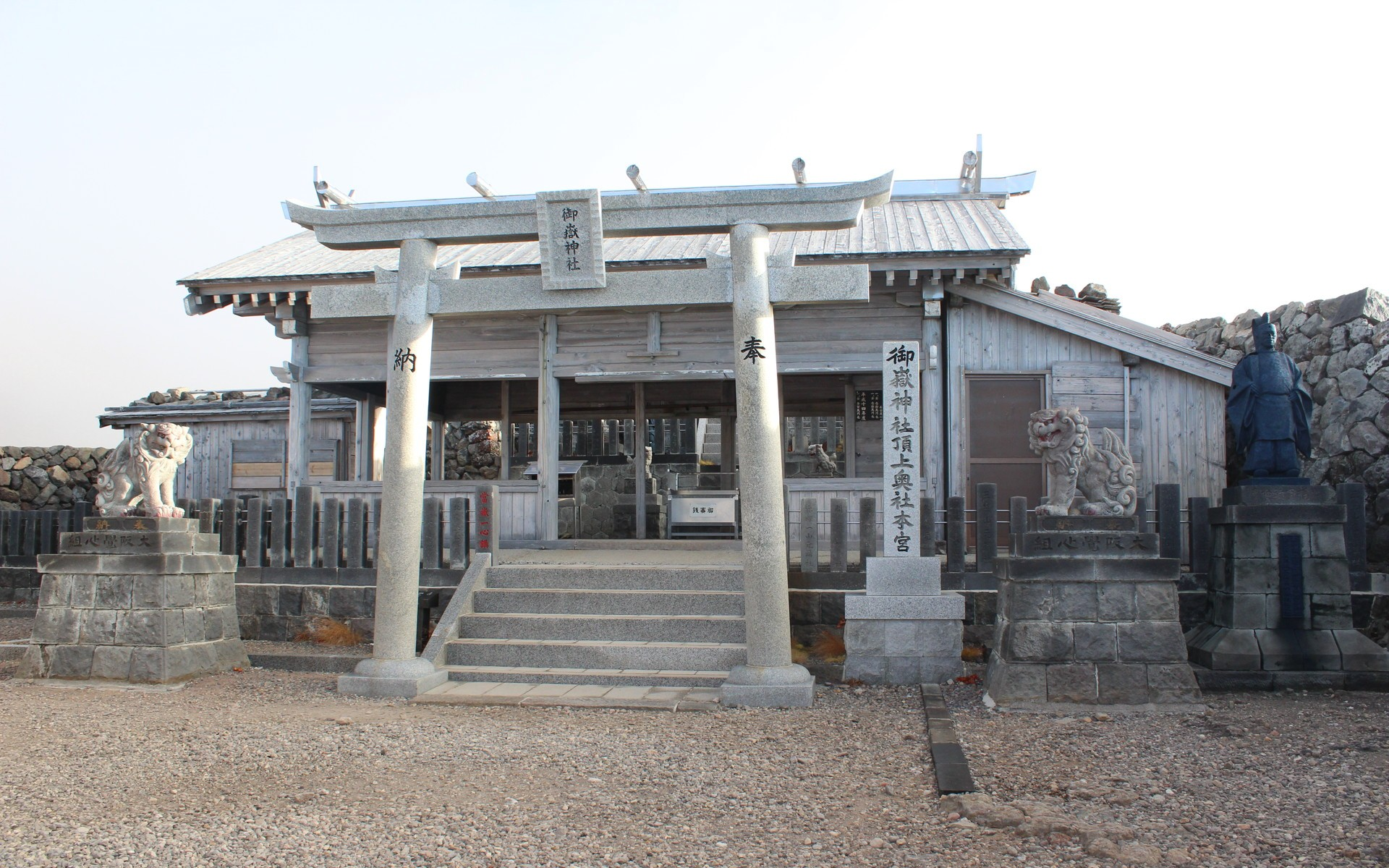
王瀧頂上的木曾御嶽神社王瀧口頂上奥社本宮

  - 頂上奥社本宮 - 位於山頂上的劍峰，過去曾祭祀日之權現，現在祭祀國常立尊、大己貴命、少彥名命[113]。
- 八海山神社 - 位於王瀧口5合目，主掌眼病平癒
- 三笠山神社 - 位於王瀧口7合目的三笠山頂上，主掌道中安全、交通安全
- 田之原大黑天 - 位於王瀧口5合目的田之原，主掌商業繁盛、開運
- 御嶽神社飛驒口里宮 - 濁河溫泉登山口

### 御嶽的四門
從遠方前來登拜御嶽時，最早能遠望御嶽山的地點稱為「御嶽的四門」，設有鳥居等作為御嶽山的遙拜所。此四門對應佛教四門，分別為岩鄉村神戶的發心門、長峰峠的菩薩門、三浦山中的修行門、鳥居峠的涅槃門。另外，木曾福島往黑澤口的古道，在合戶峠與姥神峠等地也設有御嶽遙拜所。
- 岩鄉村神戶 - 從京都方向沿中山道前來的第一個能遙望御嶽山的地點[116]，在現在的木曾町。御嶽山頂東南東方19.8公里。
- 長峰峠 - 位於與鎌峰之間的鞍部，空明行者在此設立御嶽大權現石碑[114][116]。御嶽山頂北北東方10.4公里。
- 三浦山中 - 因戰亂而破壞[116]。位於阿寺山地的拜殿山。御嶽山頂西南方17.2公里。
- 鳥居峠（日语：鳥居峠 (長野県)） - 位於中山道。木曾義元（日语：木曾義元）祈求戰勝在此建造遙拜御嶽的鳥居。此地有一心行者的石像。御嶽山頂東北東方29.2公里。

### 宣揚御嶽信仰的行者

#### 覺明行者

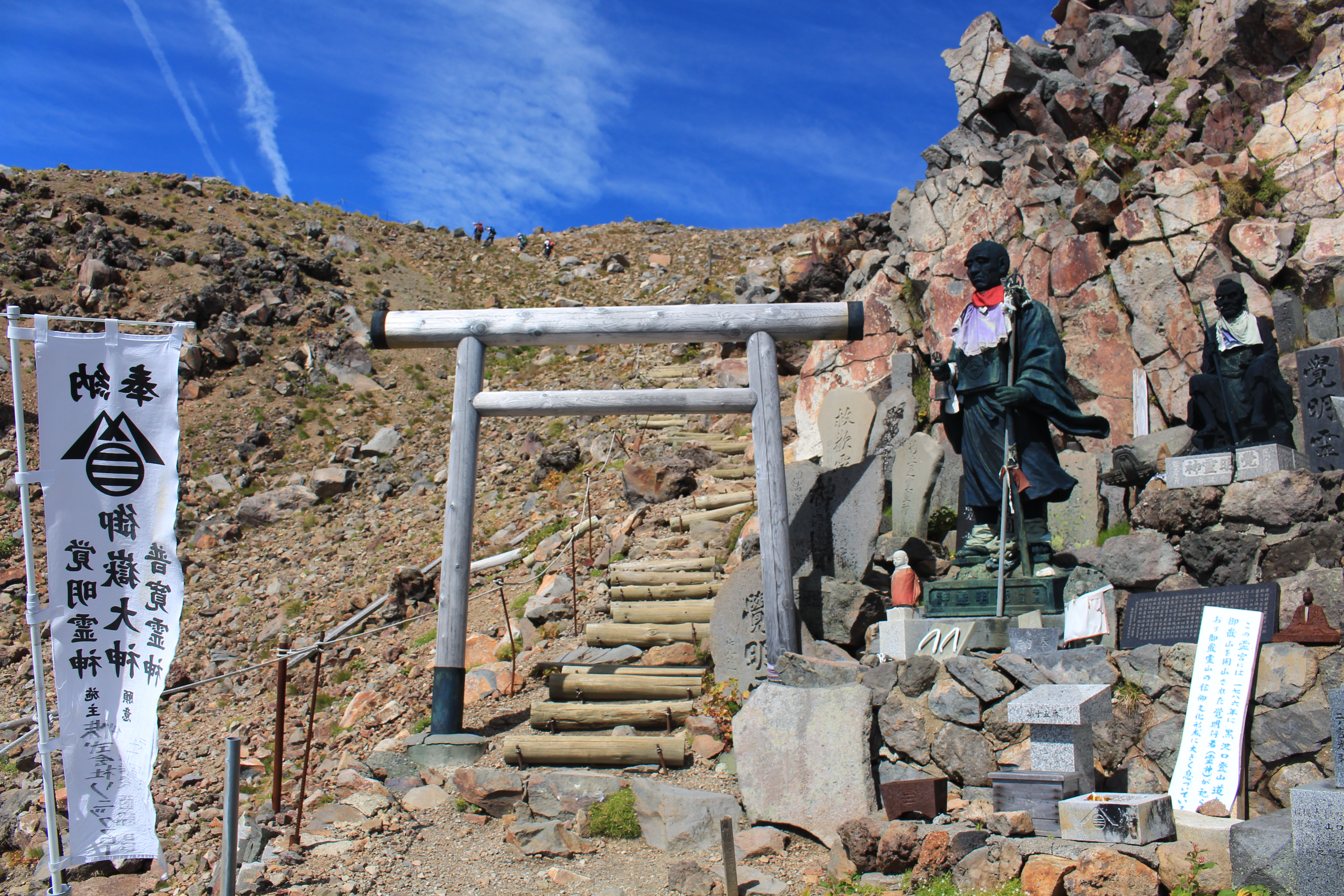
黑澤口登山道九合半的覺明行者靈場。覺明行者在1785年（天明5年）開設黑澤口，翌年在修築登山道的期間於二之池病倒，之後葬於覺明堂（山小屋）旁的此地

覺明行者（日语：／）生於1718年（享保3年）3月3日，是尾張國春日井郡牛山村皿屋敷的農夫丹羽清兵衛（左衛門）與千代之子，幼名源助，後改名為仁右五衛門。小時生活在新川村土器野新田的農家。1818年（文政元年）10月的《連城亭隨筆》記載覺明行者在結婚後開設餅店。之後，覺明行者成為在各地巡禮修行的行者，並在木曾谷各村進行布教。1782年（天明2年），覺明行者向管轄御嶽山的神職武居家與尾張藩木曾代官山村氏提出登山許可，但認為會破壞維持數百年的登拜型式（精進潔齋）而拒絕。1785年（天明5年），在未取得登山許可的狀況下，覺明行者於6月8日帶領八名地方居民、6月14日帶領39名尾張信眾、6月28日帶領約80名信眾登拜，因此被拘留21天。1786年（天明6年），覺明行者帶著眾多同志登拜並整修黑澤的登山道，但在整修途中於6月20日病倒二之池畔，之後葬在黑澤口九合目的覺明堂宿舍岩場。現在山小屋「覺明堂」旁有覺明行者的靈場。之後，繼承覺明行者意志的信徒完成了黑澤口登山道的整修。隨著信眾的增加，也帶動了福島宿的發展。1791年（寛政3年）6月，山麓庄屋一同向武居家提出輕精進登拜，並於1792年（寛政4年）1月1日取得許可。1850年（嘉永3年），上野東叡山日光御門主授予菩薩號給覺明行者。
此外，覺明行者在山麓的開田西野教導村人種植，成為當地地名「開田」的由來。1806年（文化3年），此地設立稗田石碑作為紀念。

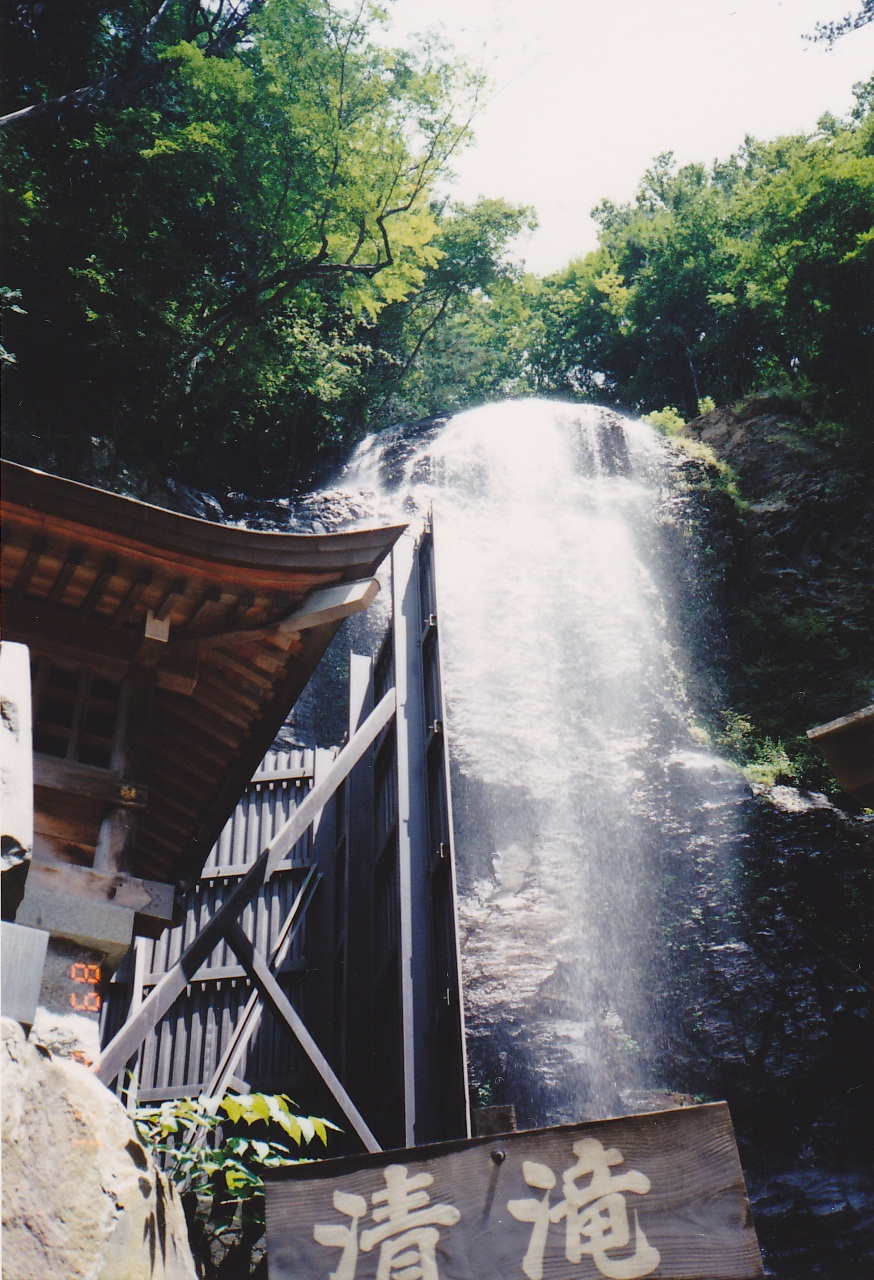
王瀧口三合目的清滝祭祀清瀧不動明王，是登拜者進行水行的行場

覺明行者被視為是御嶽山中興開山的先驅者。

#### 普寛行者
普寛行者（日语：／）在1731年（享保16年）於武藏國秩父郡大瀧村落合出生（本名本明院普寛），傳聞青少年時期仕於酒井雅樂頭家。1764年（明和元年）於三峯神社入門，成為本山派的修驗者。1792年（寛政4年）5月，普寛行者帶領江戶等地的信眾前往御嶽山，6月8日入山並在各地進行御座（おざ），6月10日開闢王瀧口。之後，在江戶一帶組織御嶽講，宣揚御嶽信仰。1794年（寛政6年）在上州武尊山、1795年（寛政7年）在八海山進行開山活動，1801年（享和元年）9月病倒於武州本庄宿。現在王瀧口3合目的清瀧有普寛行者的墓塔。1850年（嘉永3年），上野東叡山日光御門主授予普寛行者菩薩號。1890年（明治23年），王瀧村舉行普寛行者百年祭，並設立紀念碑。普寛行者的直系弟子如廣山行者、泰賢行者、順明行者等人，及之後眾多行者持續宣揚御嶽講。

### 御嶽講與參拜
最初，普寛行者與其後人在江戶等關東地方開設普寛行者體系的御嶽講社。之後，普寛行者弟子儀覺行者（きかくぎょうじゃ、1769-1841年）在東海地方開設宮丸講。覺明行者體系的講社則以愛知縣為中心向西日本擴展。其中，濃尾平野的農民將作為木曾川源頭的御嶽山視為水分神之山。而木曾谷地域也有許多普寛行者系的講社。御嶽信仰相信，各講的先達（指導者）靈魂將作為靈神附於碑上（靈神碑）鎮守於御嶽山登拜道，也就是「死後我的御靈將回歸山中」。
在過去，御嶽山的登拜有一種形式是由行者帶領信徒一起進行聖地巡禮之旅（御嶽參拜），而講者在此多做為引導者帶領團隊前進。
江戶時代開始，關東與尾張等地的民眾多利用中山道前往御嶽山，1919年（大正8年）中央本線全線開通後逐漸改從木曾福島站開始登拜。1923年（大正12年）木曾森林鐵道鋪設後，木曾福島站可搭乘御嶽交通的巴士前往黑澤與王瀧。1966年（昭和41年），收費道路林道黑石線全線開通，可搭乘巴士直接到達王瀧口的田之原，1971年（昭和46年），收費道路白崩林道全線開通，可搭乘巴士直接到達黑澤口的中之湯。現在，在天氣穩定的7月下旬至8月中旬，民眾常選擇兩天一夜或三天兩夜的登拜活動，主要路線有從黑澤口經8合目的女人堂至山頂後折返下山、從黑澤口經山頂至王瀧口下山等路線，或是從王瀧口至山頂後折返下山、或是從王瀧口經8合目的女人堂至黑澤口下山的路線。

### 宗教團體

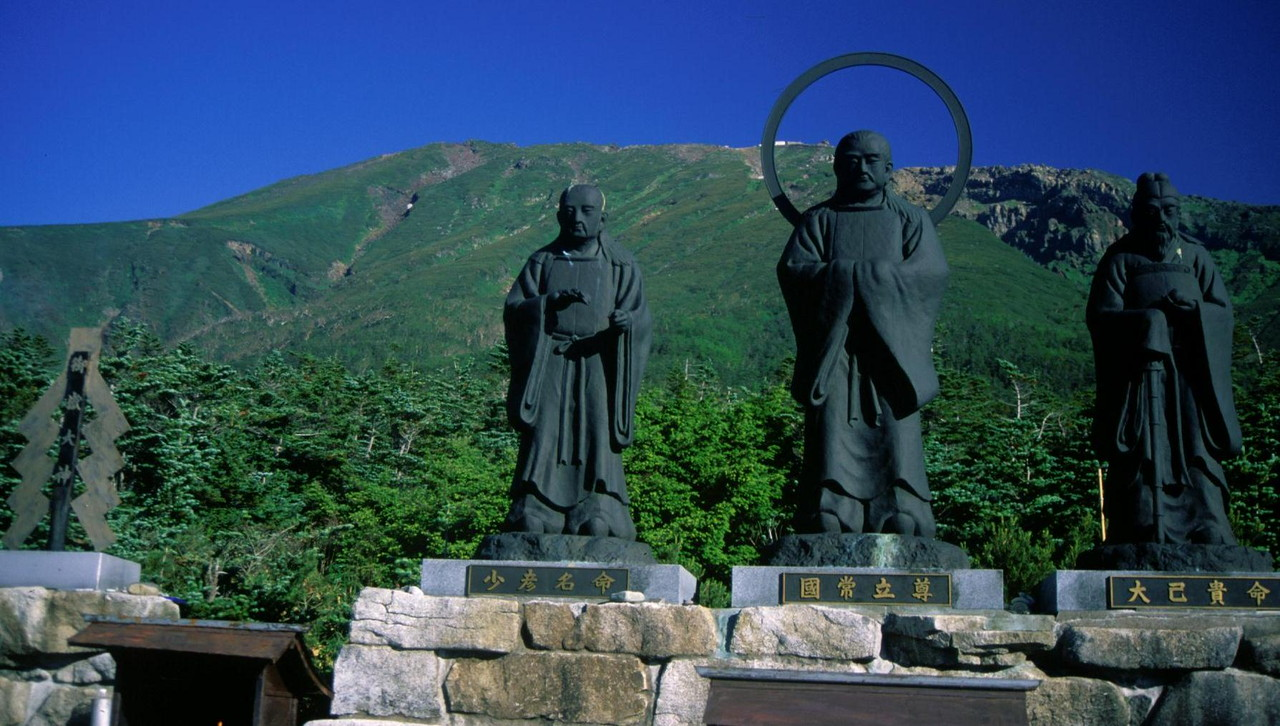
王瀧口7合目遠望御嶽山，三尊神像分別為少彦名命、國常立尊、大己貴命

現在的御嶽信仰團體有御嶽教、木曾御嶽教、神進大教、神理教、禊教、大成教、神道修成派、丸山教、稻荷教、天台宗寺門派與古時被稱作講社的舊教派神道系教團。

#### 御嶽教
御嶽教（日语：／）是教團本部設於奈良縣奈良市（御嶽山大和本宮）的教派神道，為神道十三派之一。御嶽教山本部木曾大教殿位於長野縣木曾町福島新滿郡。1984年（昭和59年）4月，日本全國的御嶽教教會、枝教會、布教所有978（愛知縣263、岐阜縣98、埼玉縣47、長野縣40等）處。

#### 木曾御嶽教
木曾御嶽教（日语：／）是1946年（昭和21年）由覺明行者體系講社等組成設立的御嶽信仰宗教教團。總本廳與天昇殿事務所在木曾町三岳。

### 御嶽山年表
- 702年（大寶2年）6月 - 役小角開山[5]，高根道基在山頂的劍峰創建御嶽神社（日语：御嶽神社）奥社[26][101]。
- 774年（寶龜5年） - 信濃國司石川望足 （石川朝臣）受勅令登頂，祭拜大己貴命與少彥名命祈求惡疫退散[26][110]。
- 925年（延長3年） - 白河少將重賴登拜，建造御嶽神社奥社的神殿[101]。

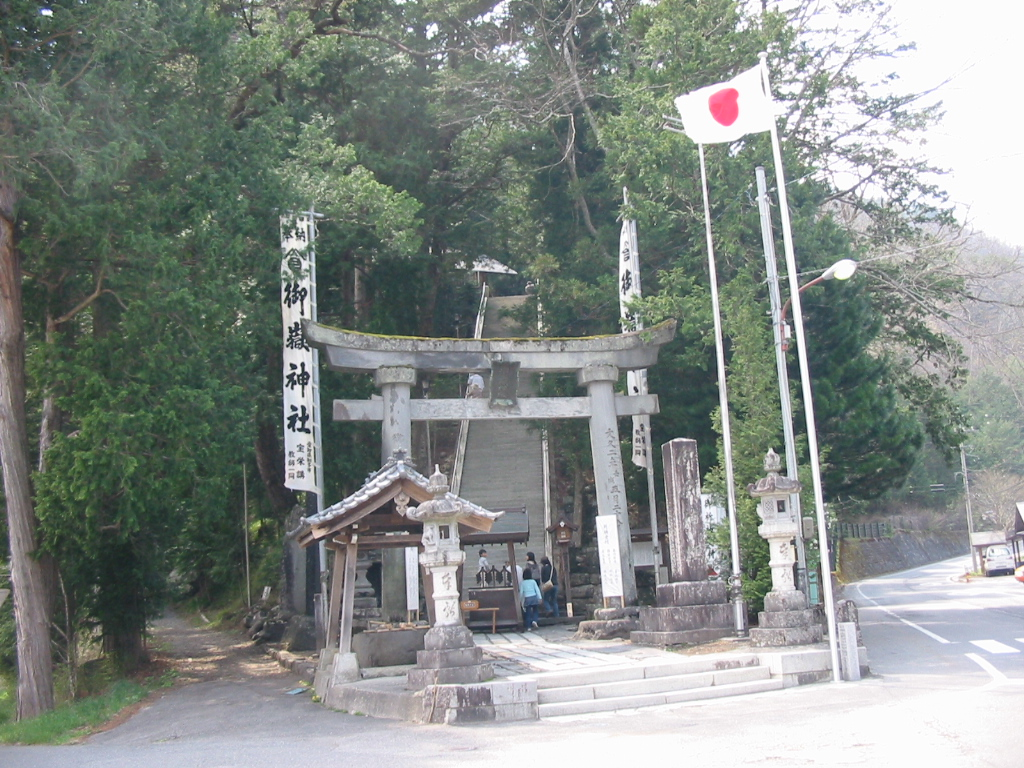
黑澤御嶽神社里宮

- 928年（延長6年） - 醍醐天皇勅使於黑澤口建造御嶽神社里宮[110]。
- 1161年（應保元年）- 傳聞後白河天皇勅使登山參拜[110]。
- 1177年-1184年（治承元年-壽永3年） - 傳聞木曾義仲為打倒平氏登拜祈願[5]。
- 室町時代 - 修驗者登拜興盛。
- 1492年-1500年（明應-大永年間） - 木曾義元（日语：木曾義元）為打倒小笠原氏（日语：小笠原氏），於藪原峠建造遙拜御嶽的鳥居[110]。
- 1503年（文龜3年） - 王瀧村祚宜彥五郎書寫《王御嶽登山清女行法卷》的祭文[110]。
- 1507年（永正4年） - 王瀧村祚宜彥五郎書寫《王御嶽藏王權現祭祀祝詞》[110]。
- 1560年（永祿3年）6月13日 - 木曾義昌與隨從為祈求武運昌隆而登頂[79][110][注釋 7]。
- 1591年（天正19年） - 王瀧村祚宜瀧六郎右衛門寫下《嶽由來記》[110]。
- 1593年（文祿元年） - 王瀧村祚宜瀧六郎右衛門寫下《御嶽山緣記》[110]。
- 1716年-1735年（享保年間） - 本草學者丹羽正伯（日语：丹羽正伯）在山中進行生藥的採集與調査[143]。
- 1719年（享保4年）6月15日 - 「山村家給人古畑助三郎以下四十一名」登拜[110][144]。
- 1785年（天明5年） - 尾張的覺明行者開設黑澤口[101]。御嶽信仰名山在江戶時代對一般大眾開放[5][145]。
- 1791年（寛政3年） - 開設小坂口。
- 1792年（寛政4年） - 代官山村良喬允許御嶽山的輕精進登山，並通知武居家[100][145][146]。
  - 6月 - 武藏的普寛行者開設王瀧口[5][101]。
- 1849年（嘉永2年） - 傳聞普寛行者弟子壽光行者採集御嶽山百種靈草製作生藥[147]。
- 1861年（文久元年） - 劍峰的御嶽神社奥社進行祠堂石垣改建，挖掘出700枚左右的大觀通寶[148]。
- 1872年（明治5年） - 發布解除神社佛閣地的女人禁制。
- 1907年（明治40年） - 御嶽山上開設御嶽夏季郵便局[80]。
- 1925年（大正14年） - 御嶽自動車商會（現在的御嶽交通（日语：おんたけ交通））開業[80]。
- 1952年（昭和27年）3月3日 - 長野縣側的山域指定為御岳縣立自然公園[18]。
- 1954年（昭和29年）3月 - 王瀧口開始建設自動車道路。
  - 8月8日 - 山頂下方的八丁ダルミ建造御嶽教齋場「御嶽山頂上祭場」（日本最高的火葬場），每年舉行「御嶽山大御神火祭」[141]。
- 1961年（昭和36年）- 南山麓的牧尾水壩（日语：牧尾ダム）完工，負責供給中京圈用水。
- 1966年（昭和41年）- 王瀧口的收費道路林道黑石線（現在的村道41號線）開通至田之原。

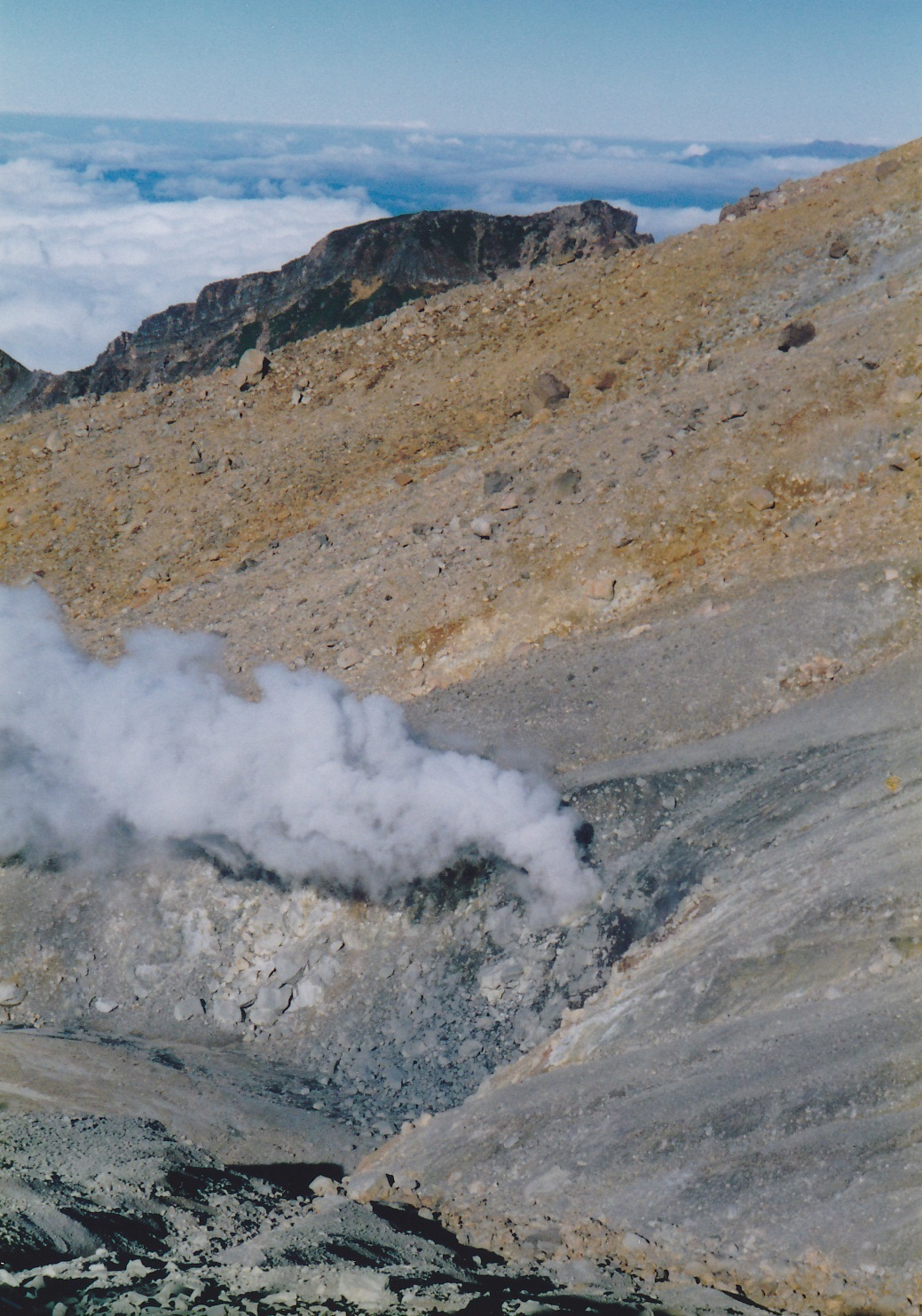
1979年水蒸氣爆發的噴煙（1990年10月10日）

- 1971年（昭和46年）- 黑澤口的收費道路白崩林道開通至中之湯。
- 1979年（昭和54年）10月28日 - 西南側斜面水蒸氣爆發，有史以來第一次噴發[40]。
- 1984年（昭和59年）9月14日8時48分49秒 - 御嶽山下方發生規模6.8的長野縣西部地震[49]，劍峰南南東方的傳上川上游發生崩塌，影響王瀧川沿岸山麓[149]。濁川溫泉（日语：濁川温泉 (長野県)）遭到土石掩埋，經營者一家行蹤不明。
- 1985年（昭和60年）- 東南東山腰的御嶽滑雪場（現在的御嶽2240（日语：おんたけ2240））開業。
- 1989年（平成元年） - 御岳纜車（日语：御岳ロープウェイスキー場）開業。
- 1996年（平成8年） - 東山腰的開田高原MIA滑雪場（日语：開田高原マイアスキー場）開業。
- 1997年（平成9年）4月1日 - 收費道路林道黑石線免費開放。
- 1998年（平成10年）- 北岳山腹的CIAO御岳滑雪度假村（日语：チャオ御岳スノーリゾート）開業。
- 1999年（平成11年）4月1日 - 岐阜縣側山域指定為御嶽山縣立自然公園[19]。
- 2004年（平成16年）3月1日 - 山麓的小坂町及萩原町、下呂町、金山町、馬瀨村合併成立下呂市。
- 2005年（平成17年）2月1日 - 山麓的朝日村、高根村及高山市、丹生川村、清見村、莊川村、宮村、久久野町、國府町、上寶村1市2町7村合併成立新的高山市。
  - 11月1日 - 山麓的開田村、三岳村及木曾福島町、日義村合併成立木曾町。
- 2007年（平成19年）11月13日-11月14日 - 木曾町舉行日本山岳修驗學會（木曾御嶽學術大會）[150][151]。
- 2014年（平成26年）9月27日 - 東南斜面噴發水蒸氣，多名登山客喪生。

## 環境
1757年（寶曆7年），松平君山的《吉蘇志畧》記載了御嶽山的環境與偃松、駒草、御蓼、白鼬等動植物，並有星鴉、岩雷鳥等鳥類的素描。標高1,500m以下的山麓可見日本扁柏、羅漢柏等木曾五木。現在，王瀧口登山道的田之原天然公園周邊約830公頃的土地已被指定為木曾御岳自然休養林。而1836年（天保7年）在西山麓的下呂市小坂町赤沼田所種植的日本扁柏人工林也在1993年（平成5年）由林野廳指定為「赤沼田天保日本扁柏植物群落保護林」。
田中澄江在著作《花之百名山》』中將北極花列為御嶽山的代表花。另外，木曾町三岳也生產被稱為「御嶽黑光真石」的安山岩，是御嶽信仰的靈神碑材料。

### 動物
3萬年前的舊石器時代，御嶽山有大角鹿棲息，而東山麓的開田高原則是大角鹿的狩獵場。另外，在開田高原西野的柳又遺跡曾挖掘出石器與土器。
山頂附近的登山道可見生活在高山地帶的星鴉、岩雷鳥、孔雀蛺蝶。其中，岩雷鳥（雷鳥）已被列為日本特別天然紀念物，環境省將其列為紅色名錄極危物種（絕滅危懼IA類），岐阜縣將其列為絕滅危懼I類、長野縣則列為絕滅危懼II類。2008年的調査發現棲息地從1981年的50處減少至28處。現在，山中棲息的動物有鼬、野豬、貉、亞洲黑熊、日本獼猴、日本赤狐，以及花雀、桑鳲、綠雉、旋木雀、煤山雀、佛法僧等鳥類。東南山麓的長野縣木曾郡木曾町的「三岳佛法僧繁殖地」已被指定為國家天然紀念物。
開田高原是木曾馬的飼育地，已被列為長野縣天然紀念物。
鱗翅目夜蛾科的御嶽夜蛾（Apamea ontakensis Sugi）是僅生活在御嶽山高山地帶的高山蛾。而只棲息在本州山岳地帶的鱗翅目尺蛾科內城尺蛾（Dysstroma truncata fusconebulosa Inoue）已確認在岐阜縣內僅棲息在御嶽山。

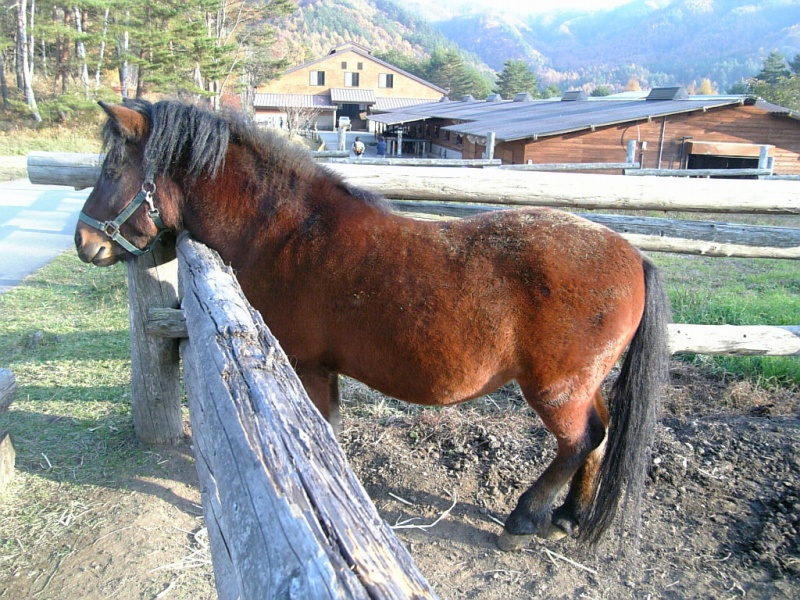
東北山麓的開田高原所飼育的木曾馬（長野縣指定天然紀念物）
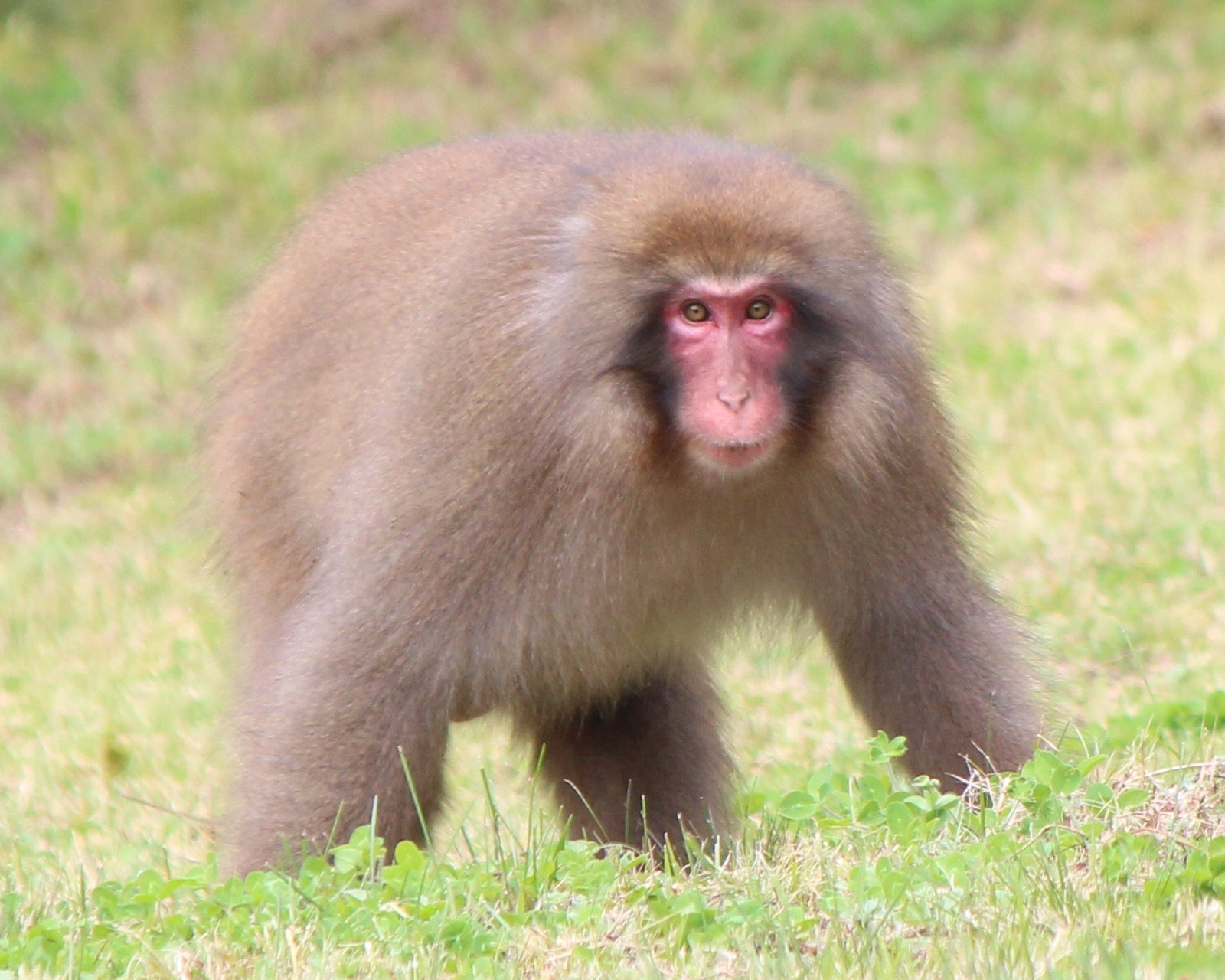
山麓的日本獼猴
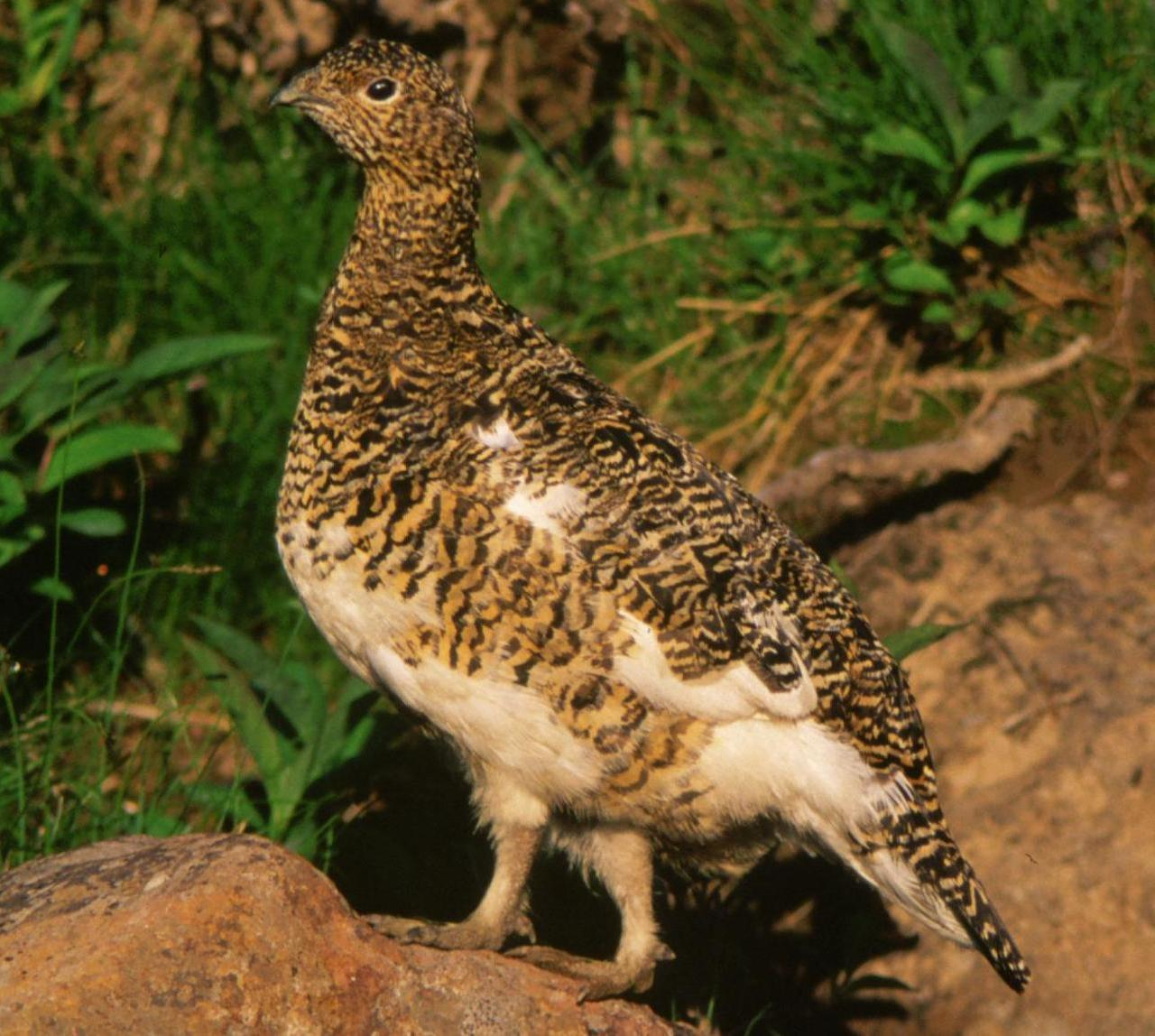
國家指定特別天然物的岩雷鳥
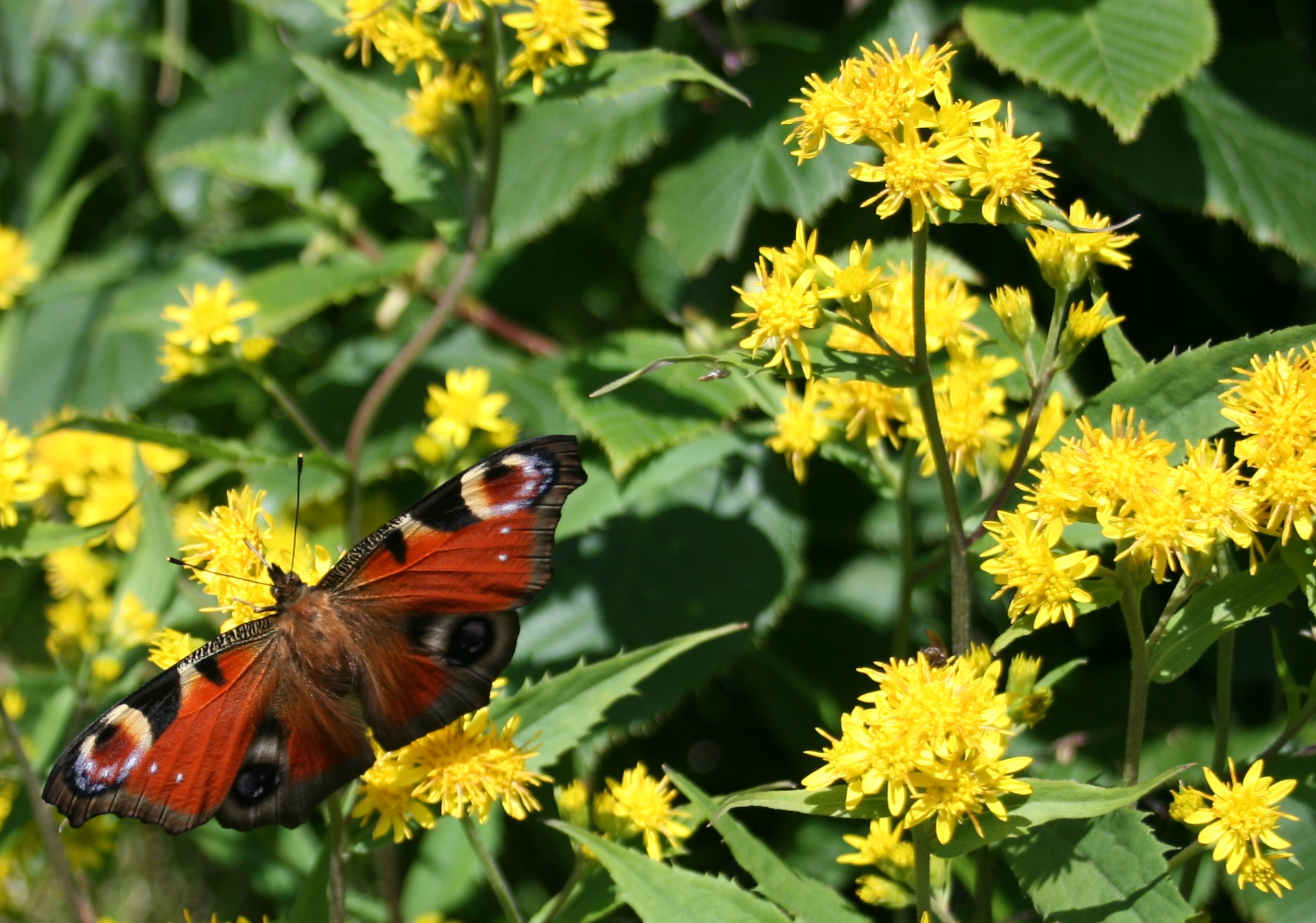
在吸取高山植物深山秋麒麟草的孔雀蛺蝶

### 植物

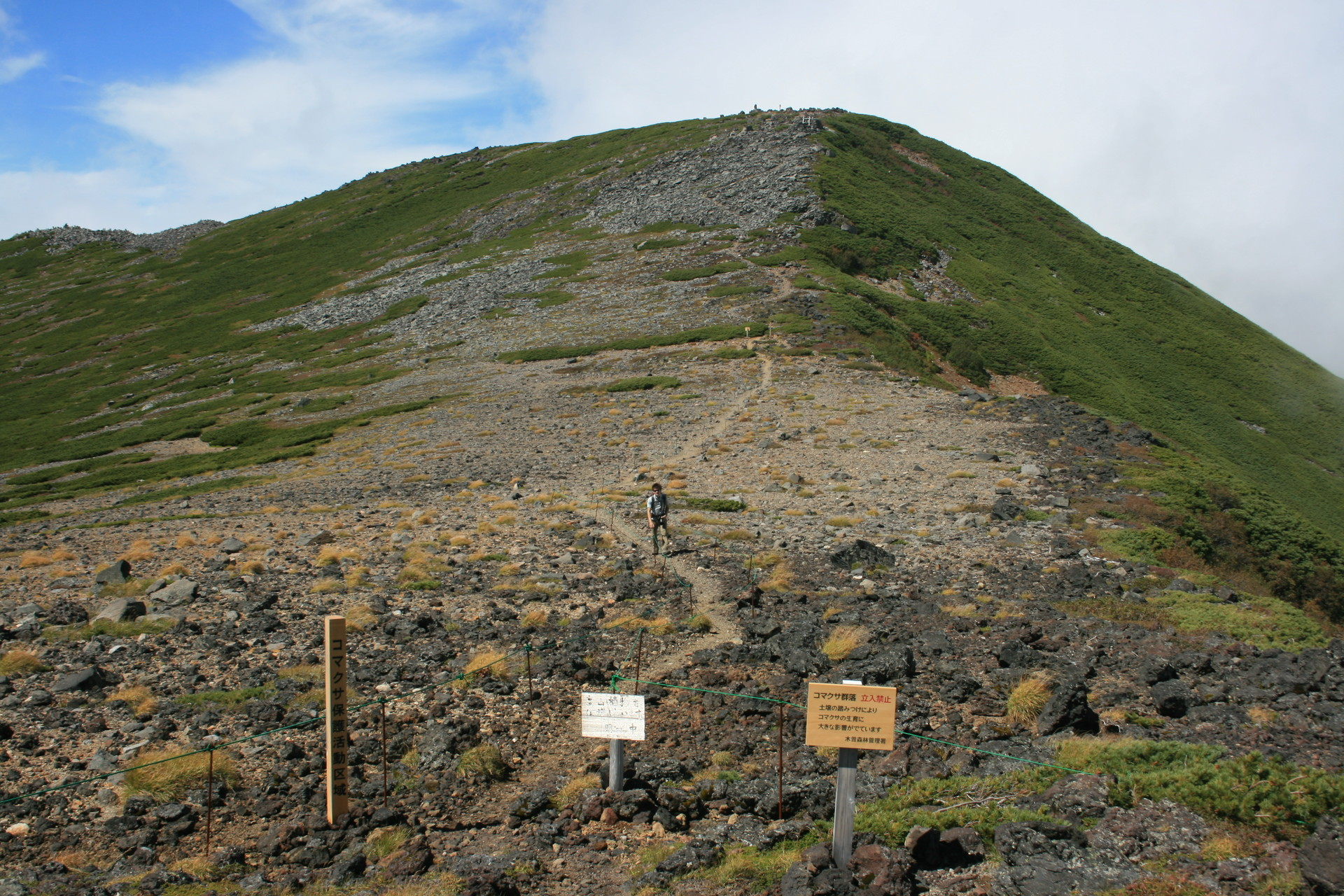
御嶽山上的駒草保護活動區域，江戶時代末期由於「御神草」的採集使得駒草數量大量減少

江戶時代末期，御嶽山的高山植物被稱為珍貴的「御神草」，生長於山頂的駒草因此大量消失。
明治時代，知名植物學者白井光太郎與三好學分別在1887年（明治20年）7月與1889年（明治22年）登頂採集高山植物。1933年（昭和8年），植物學者中野治房前往御嶽山進行植物生態調査。
御嶽山在林木線以上的高山帶有青栂櫻、岩梅、裏白七竃、大瓢簞木、東北岩高蘭、牛皮杜鵑、篤斯越橘（黑豆木）、越橘（苔桃）、米葉栂櫻、高嶺七竃、珍車、偃松、蔓山鵑、深山榛木（ミヤマハンノキ）等植物與山桔梗（岩桔梗）、多花繁縷（岩爪草）、御蓼、雲間草、黑百合、駒草（奇妙荷包牡丹）、鹿蹄草葉白珠（白玉木）、千島桔梗、高山龍膽（當藥龍膽）、伏毛銀蓮花（白山一花）、深山秋麒麟草、深山金梅、深山大根草、紅葉唐松等高山植物。其中，日本特有種御蓼即是在御嶽山上發現。另外，山上還可見到裏白七竃與高嶺七竃的雜交種御嶽七竈（Sorbus x yokouchii M.Mizush. ex T.Shimizu）。山頂南側現在由於有火山活動，植物稀少，北側則有較為豐富的植物相。
御嶽山中段的亞高山帶，有大白時冷杉（大白檜曾）、花楷槭（麻幹花）、日本鐵杉（米栂）、衛氏冷杉（白檜曾）、岳樺、唐檜、七竈、針蕗、黑櫻桃（深山櫻）等樹木與蕨葉草、蟹蝙蝠、木曾薊（キソアザミ）、木曾千鳥（キソチドリ）、加拿大草茱萸（御前橘）、小梅蕙草、山荷葉、芹葉鹽釜、竹縞蘭、七筋姑（燕萬年青）、五葉黃連（梅花黄蓮）、舞鶴草、野捕蟲堇、雪笹等花草。
御嶽山下部的山林地帶則有日本水青岡、楓樹、連香樹、日本栗、白樺、華東椴、水楢等落葉闊葉林與日本七葉樹、黑檜、日本花柏、日本扁柏等自然林，以及日本落葉松、日本柳杉、日本扁柏等組成的人工林，還有岩鏡、九蓋草、日本百合、中國芒、蔓紫陽花、鳥足弁麻（トリアショウマ）、紫斑風鈴草（螢袋）、日本藍盆花、柳蘭等花草。其中，「木曾扁柏」與「秋田杉」、「津輕檜」合稱『日本三大美林』。
現在，林野廳已在此地規劃「御岳蕨葉草」與「胡桃島偃松等」兩座植物群落保護林。
1910年，植物學者小泉源一在此山發現附子屬的御嶽附子（Aconitum metajaponicum Nakai）。現在是環境省的極危物種。

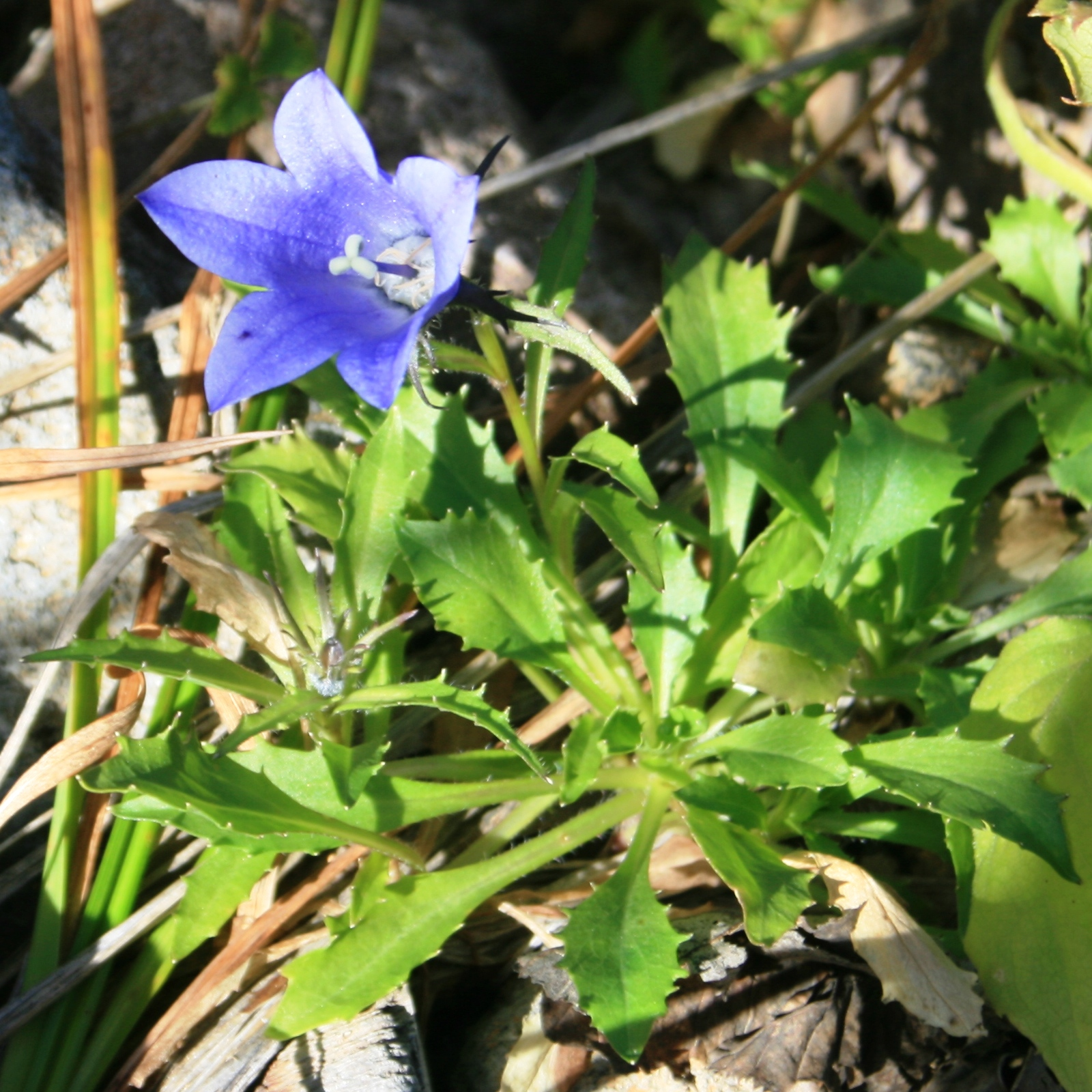
山頂部高山帶生長的岩桔梗（日语：イワギキョウ）
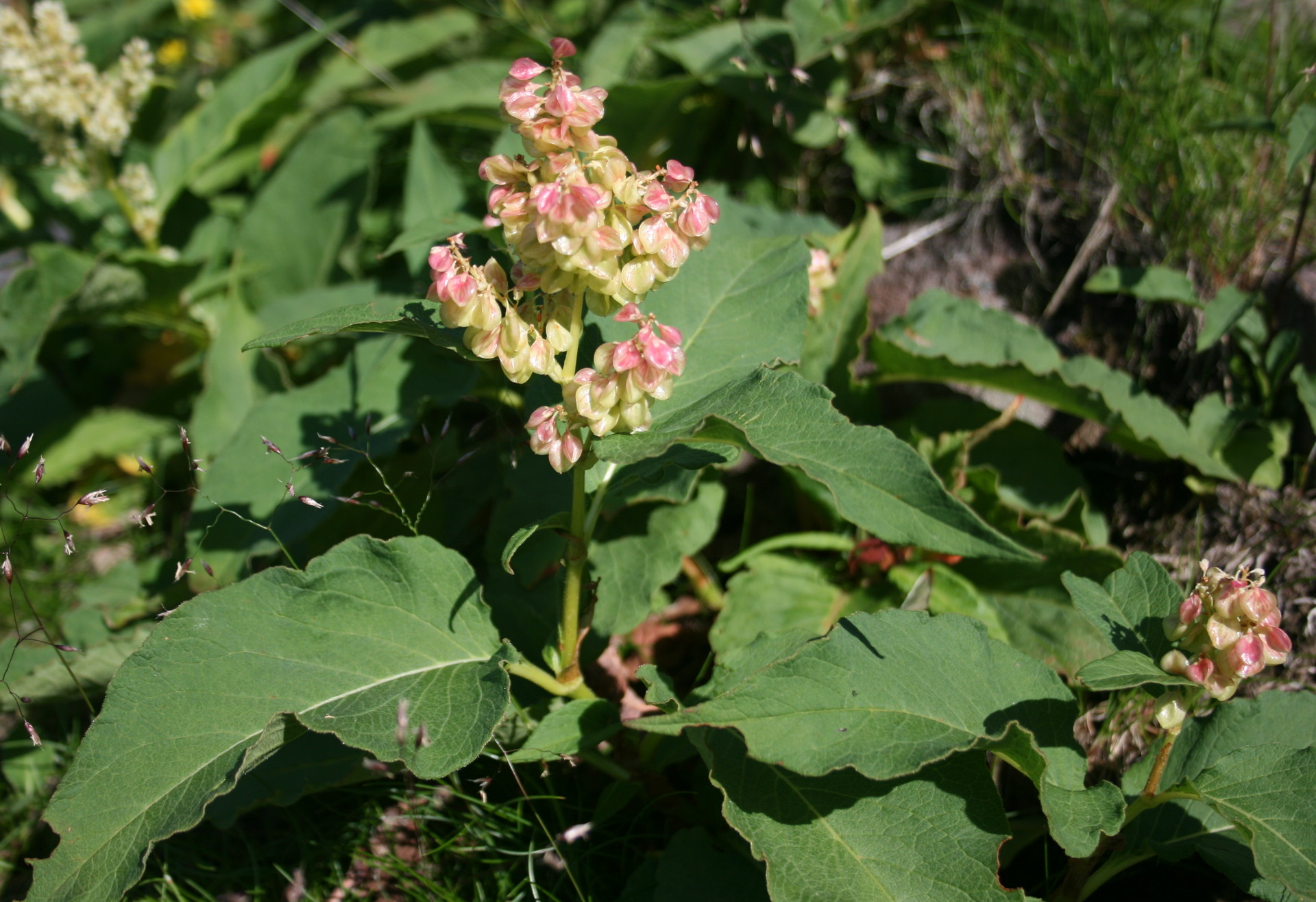
以本山命名的御蓼（日语：オンタデ），生長於高山帶的砂礫地。
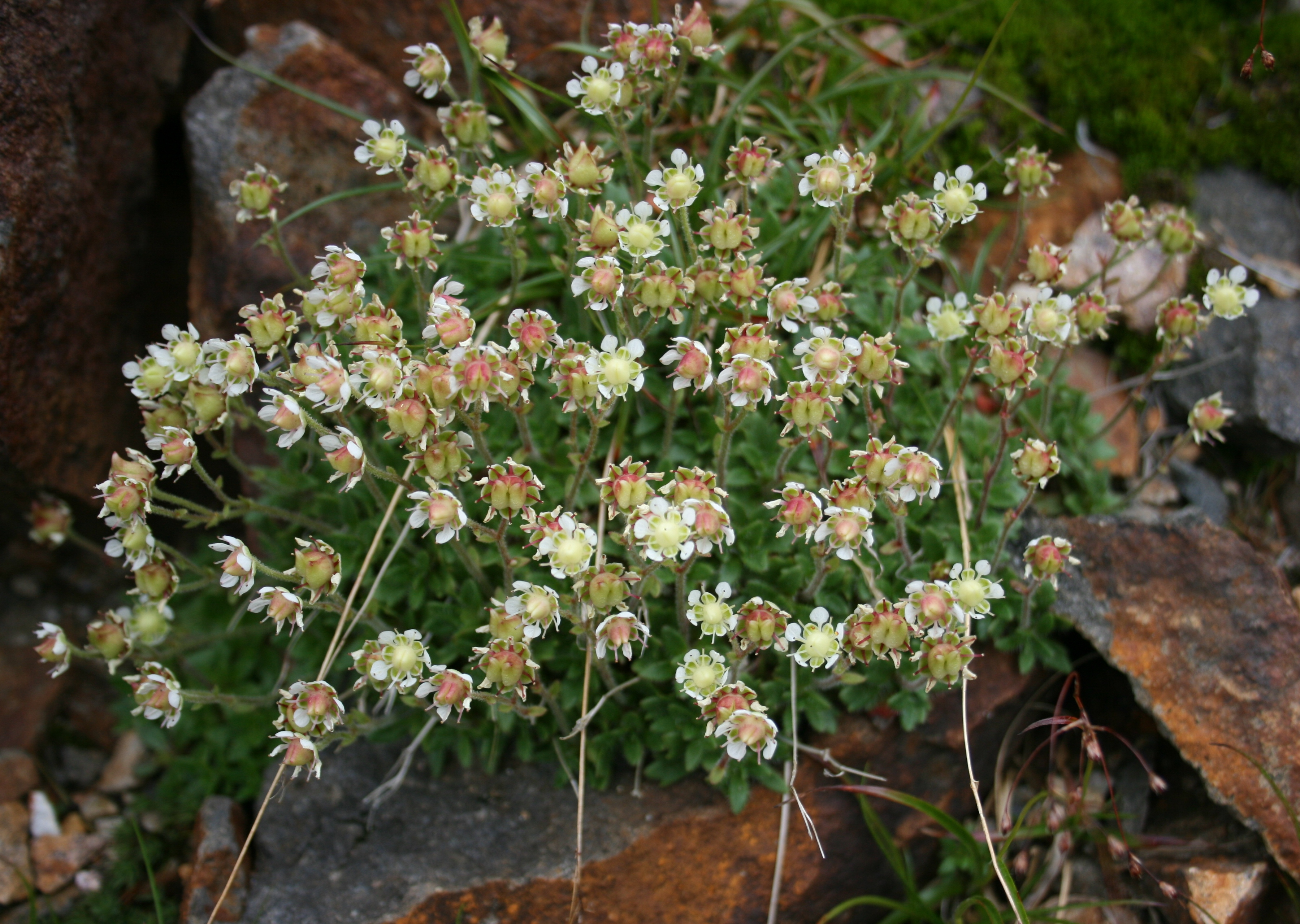
分布於御嶽山與白馬岳的稀少植物雲間草（日语：クモマグサ）
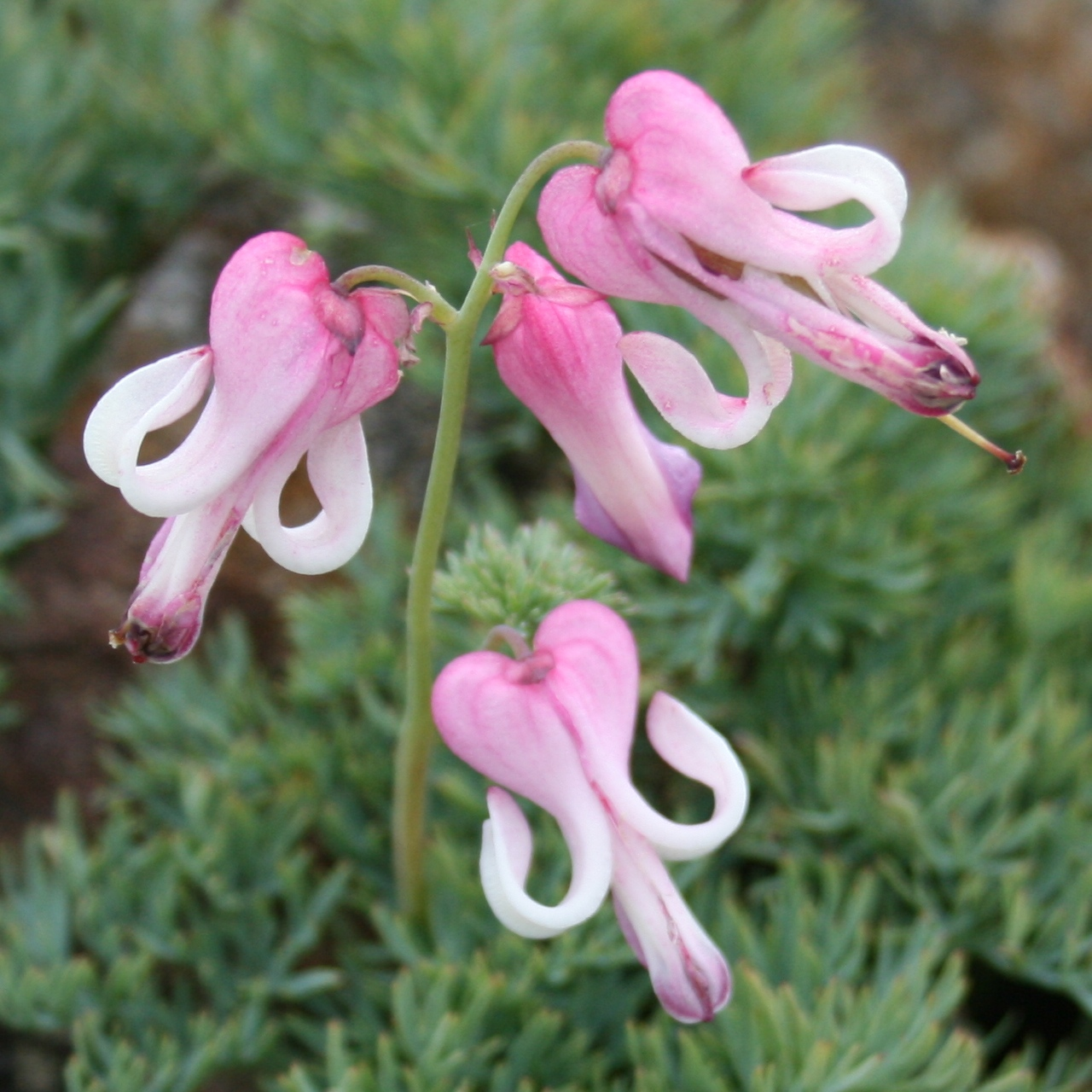
有「高山植物女王」之稱的駒草（日语：コマクサ）
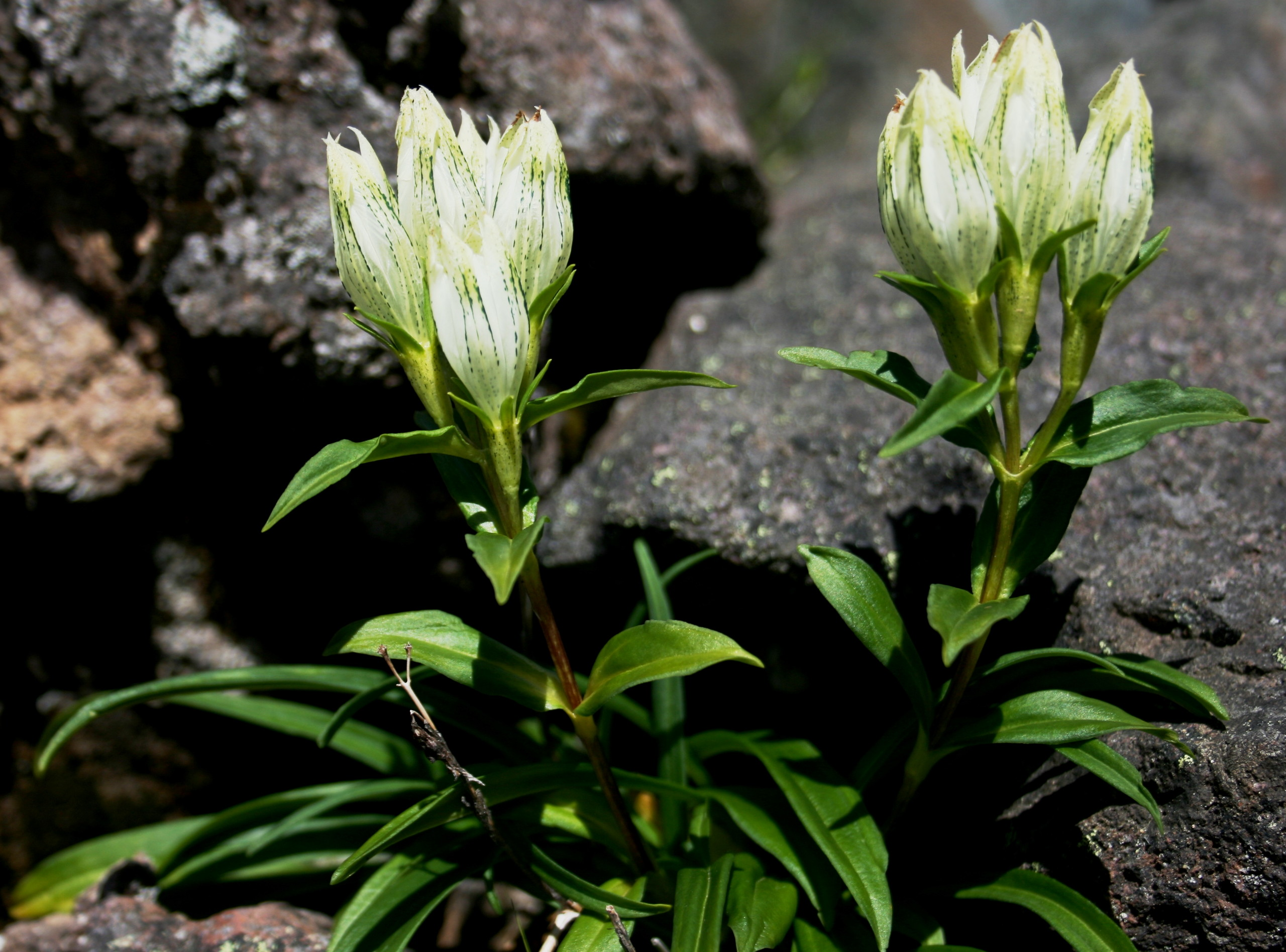
山頂部高山帶生長的當藥龍膽

### 生藥「百草丸」

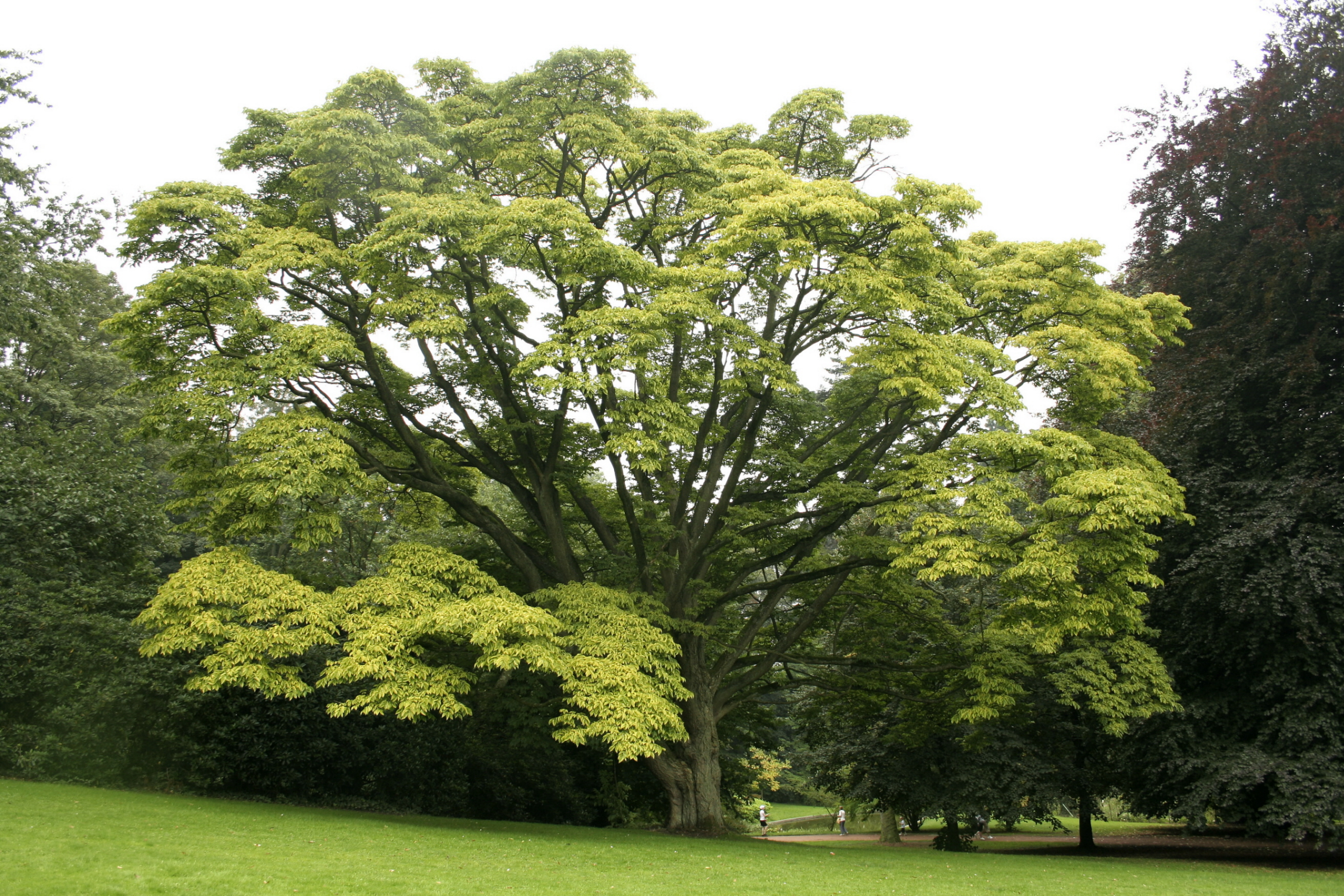
御嶽山山域生長的黄檗。是山麓製藥公司製造的百草丸（御岳百草丸等）主要成分

江戶時代本草學研究興盛，此地是尾張藩採集藥草的地點。1716年至1735年（享保年間），本草學者丹羽正伯在山域進行生藥採集與調査。1804年至1818年（文化年間），水谷豐文發行《木曾採藥記》，記載山頂附近有駒草生長。1844年（天保15年），以周邊木曾谷山域採取的植物製作的壓葉書《木曾產草花根皮類》出版，並以圖鑑形式介紹了青栂櫻、御山龍膽、黑百合、東北堇菜、珍車、水芭蕉等50種植物。隨著本草學的發展，尾張藩的山村代官負責在此進行藥草的調査、栽培、管理。1849年（嘉永2年），傳聞開闢王瀧口的普寛行者弟子壽光行者，登上御嶽山採集百種靈草製作生藥，之後王瀧村設立「百草元之碑」記載依普寛行者遺法所製造的百草。隨著御嶽信仰的擴展，木曾御嶽的「御神藥」百草傳至各地，成為御嶽參拜的土產。現在，南山麓的長野縣製藥（御岳百草丸）與日野製薬（御嶽山日野百草丸）利用黄檗製造「百草丸」（胃腸藥）。藥罐上印有作為御嶽信仰象徴的紋章「山三丸」（可見於御嶽神社與登山道的靈神碑上）。明治時期以後，由於成為士兵的常備藥，為了滿足需求過度採集，使得現在的黄檗多半由中國等地進口。

### 國有林

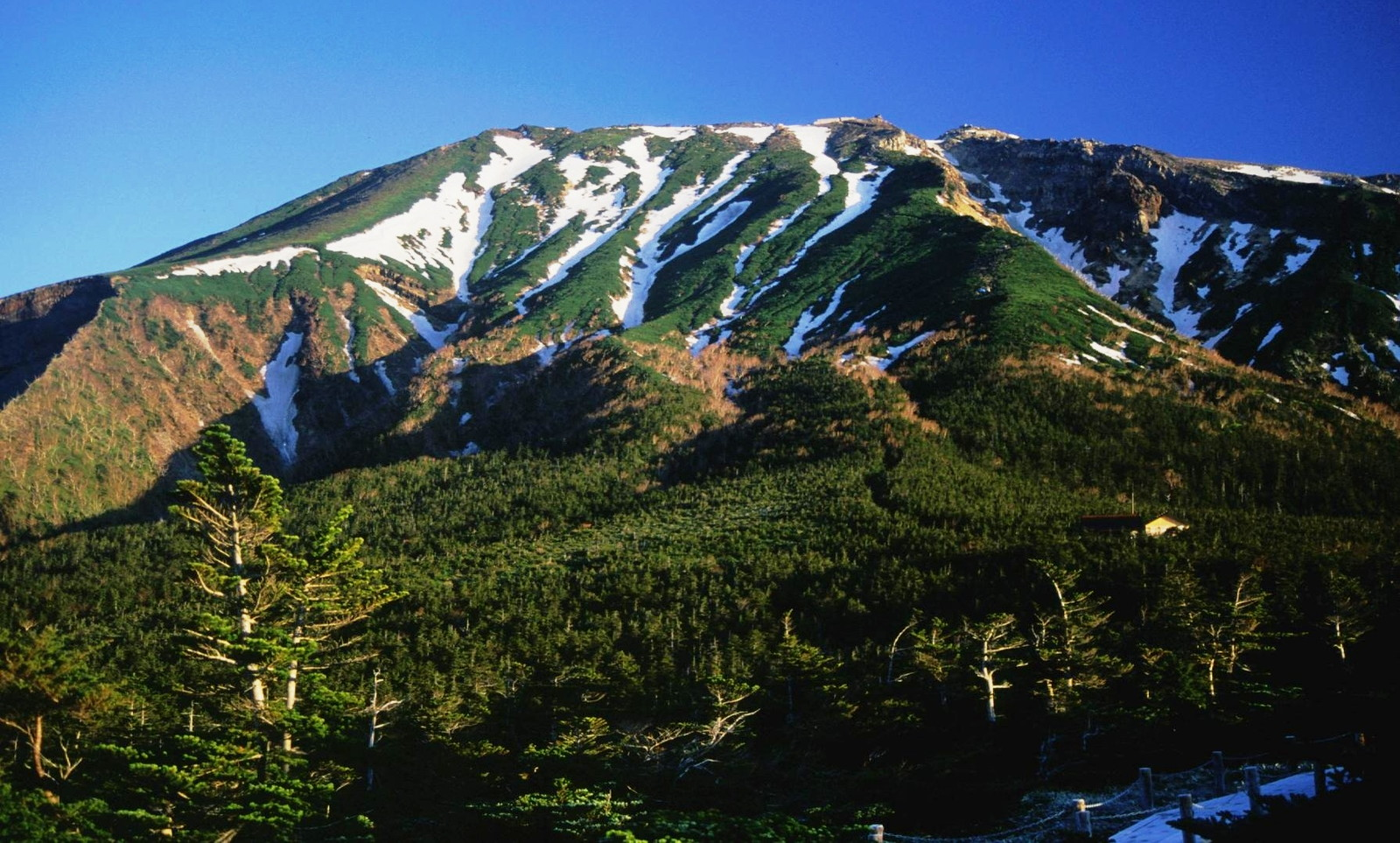
自王瀧口田之原天然公園（木曾御岳自然休養林）遠望仍有殘雪的御嶽山

御嶽山域的森林在江戶時代是由尾張藩管理，明治時代成為御料林，現在山域則多為國有林。其大部分已被指定為水源涵養保安林。另外，御岳特定地理等保護林（1,540公頃）等是為了維持自然環境與保護動植物所成立。而千間樽國有林與胡桃島國有林有部分區域被指定為「御岳自然休養林」。

## 登山

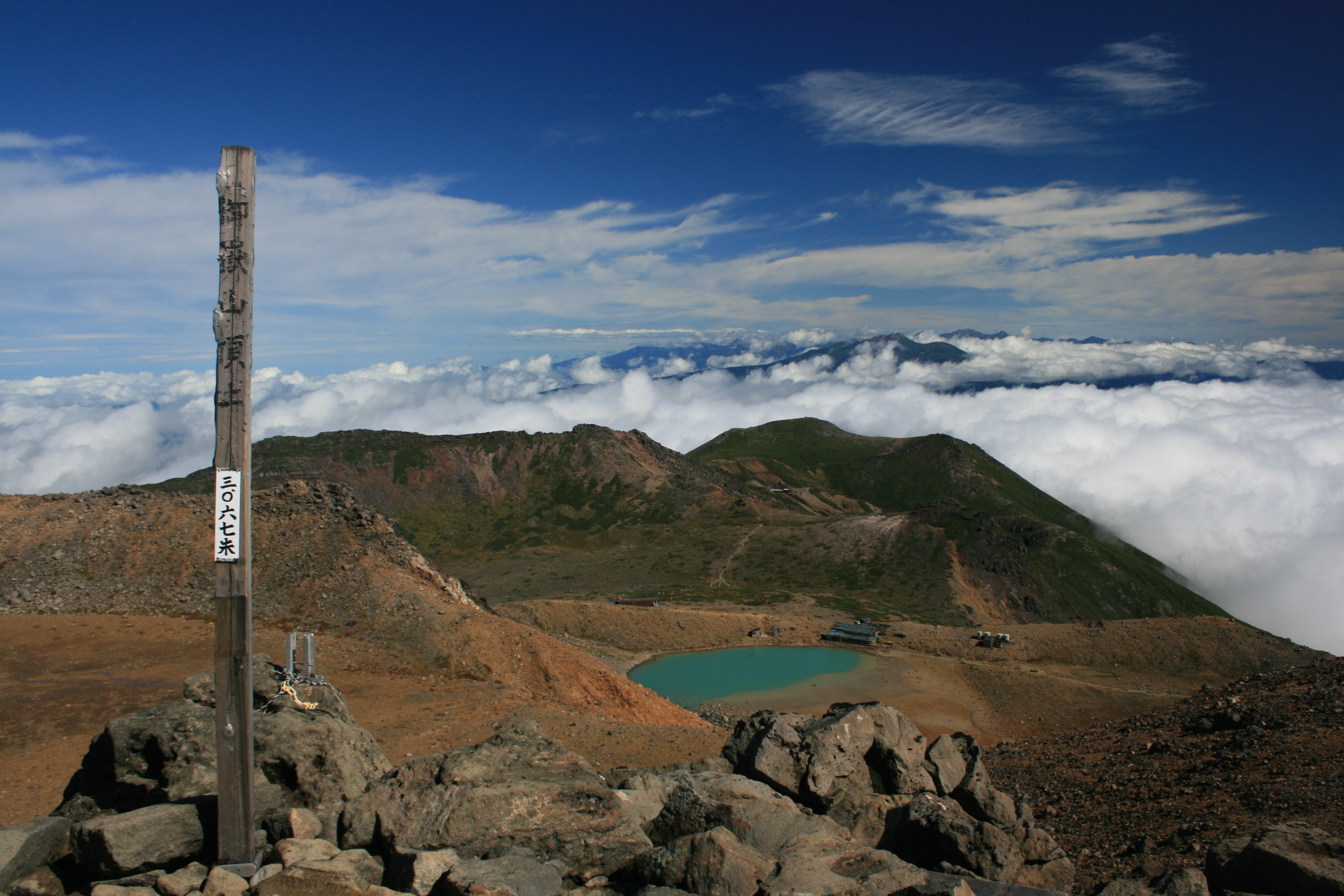
從御嶽山頂上（劍峰）望向北側的乘鞍岳與穗高岳

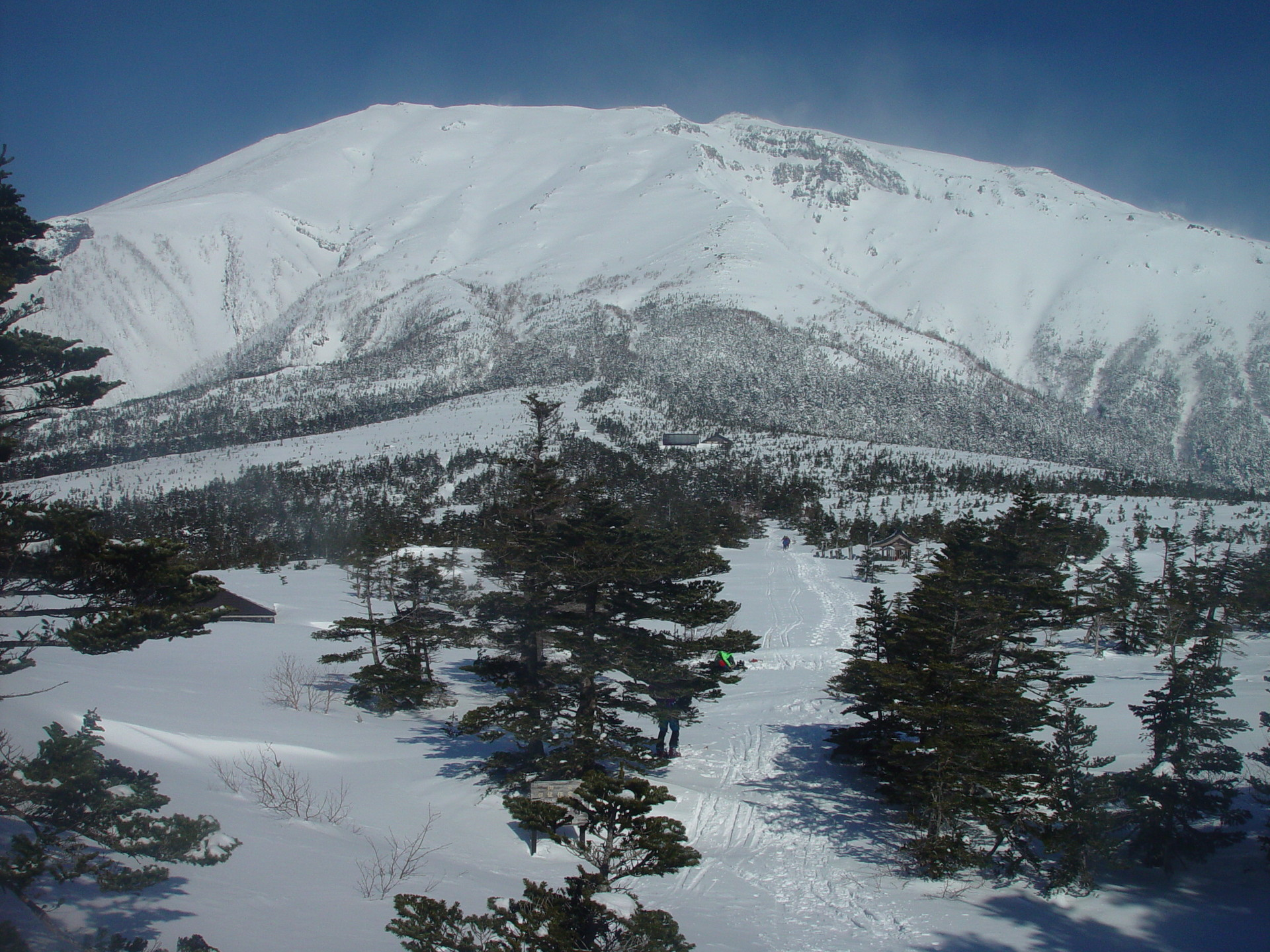
初春從王瀧口田之原往山頂的登山者，稜線風勢強勁、雪煙飛舞

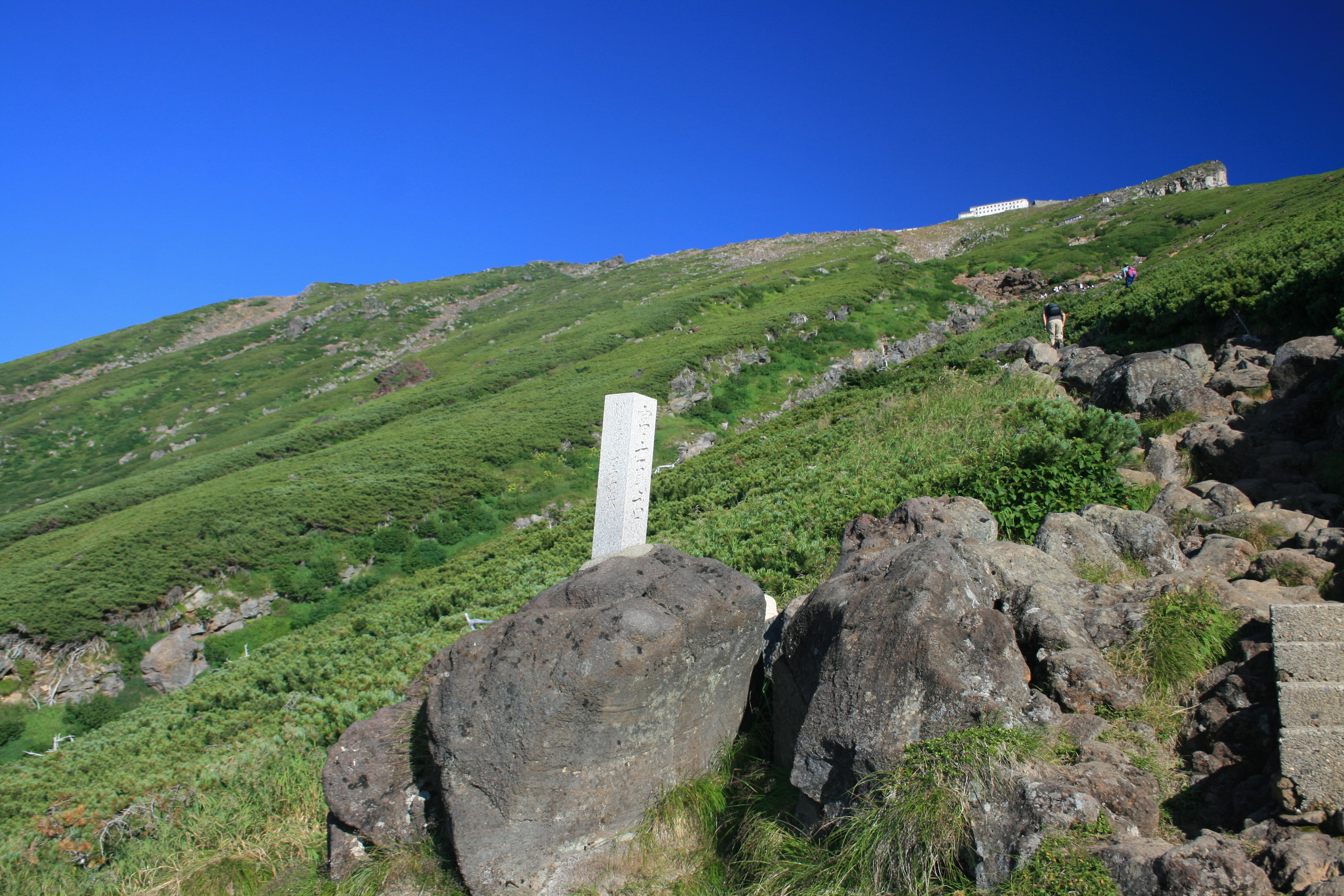
王瀧口上方的富士見石，從此往上可看見富士山

古時，御嶽山雖是民間信仰對象，但僅有少數修驗者登上山頂。江戶時代，覺明行者與普寛行者開闢黑澤口與王瀧口後，開啟了全國各地御嶽講信徒集體登拜的熱潮，直至現在仍可看見身著白裝束的登拜者。而黑澤口等地也可看見御嶽講的先達協助背負信眾的行李與山小屋物資上山。
1868年（明治元年），黑澤口8合目的「女人堂」開業，是御嶽山第一間山小屋。1872年（明治5年）解除女人禁制後，女性開始能往女人堂以上前進。明治初期，外國人的登頂展開了近代登山史。1894年，傳教士沃爾特·韋斯頓登頂。而與韋斯頓同時期的美國天文學家帕西瓦爾·羅威爾也在訪日時登頂，並在著作《Occult Japan》（第1章「御嶽」）中記述當時的情形。
由於登山口海拔高，因此御嶽山成為登山客能一日登頂的3,000公尺以上山岳。另外，山麓的開田中學校與王瀧中學校、下呂市的小學校等也會舉辦學校登山活動。不過，若在積雪期登山，由於為獨立峰，山頂風勢強勁，地面結冰，登山客有滑落的可能，也有可能視線不佳難以確認路況。在近年掀起百名山熱潮後，旅行社推出了許多登山旅遊行程，讓一般民眾更能登上御嶽山。
1979年10月，由於火山噴發，山頂至4合目限制入山。1981年，入山限制縮小至山頂部火山口附近。之後，當地依據氣象廳發表的噴發警戒等級進行入山限制的調整。2014年9月，噴發警戒等級上調至3（入山限制），火山口周邊約四公里的範圍禁止進入。2015年6月，噴發警戒等級下調為2（火山口周邊限制），禁止進入區域縮少至火山口周邊約一公里的範圍。2017年8月，噴發警戒等級下調為1（留意活火山），現在禁止進入區域仍維持在火山口周邊約一公里的範圍。依據「岐阜縣北阿爾卑斯地區及活火山地區山岳遭難防止相關條例」，要進入御嶽山火山口周邊約四公里的範圍時，須提出登山申請書。

### 近代登山史
- 1868年（明治元年） - 黑澤口8合目的「女人堂」開業，是御嶽山最早的山小屋[184]。
- 1873年（明治6年） - 威廉·戈蘭德（英语：William Gowland）等人成為首位登上御嶽山的外國人[79][107]。
- 1874年（明治7年） - Johannes Justus Rein（英语：Johannes Justus Rein）等人登頂[79][186]。
- 1881年（明治14年） - 薩道義與威廉·戈蘭德登頂，寫下《中部及北方日本旅行導覽》[79]。
- 1891年（明治24年）8月 - 沃爾特·韋斯頓（英语：Walter Weston）登頂[194][195]。
- 1893年（明治26年） - 木暮理太郎（日语：木暮理太郎）從王瀧口登頂[79][195]。
- 1894年（明治27年）8月14日 - 沃爾特·韋斯頓從黑澤口登頂後至王瀧口下山，之後出版《日本阿爾卑斯登山與探險》等書介紹御嶽山等日本山岳[80][195][196]。
- 1933年（昭和8年） - 三笠宮登山[80]。
- 1937年（昭和11年）7月17日 - 英文學者兼登山家田部重治（日语：田部重治）從王瀧口登頂後從小坂口下山[197]。
- 1948年（昭和23年） - 山麓的木曾町立開田中學校師生開始舉辦學校登山活動[86]。
- 2006年（平成18年）6月25日 - 開始舉行OSJ御嶽SKYRACE（山徑越野跑）[198]。

### 登山道
御嶽山各方向都有登山道。使用小坂口、日和田口的登山客，除了登上劍峰，也有部分是前往飛驒頂上、繼子岳、或摩利支天山。一之池西側稜線的登山道是劍峰往二之池小屋的路線之一。以前，還有經王瀧川支流濁川旁的濁川溫泉（已不存在）前往劍峰與繼母岳鞍部的松原新道，但在1984年長野縣西部地震中崩塌，現已廢道。

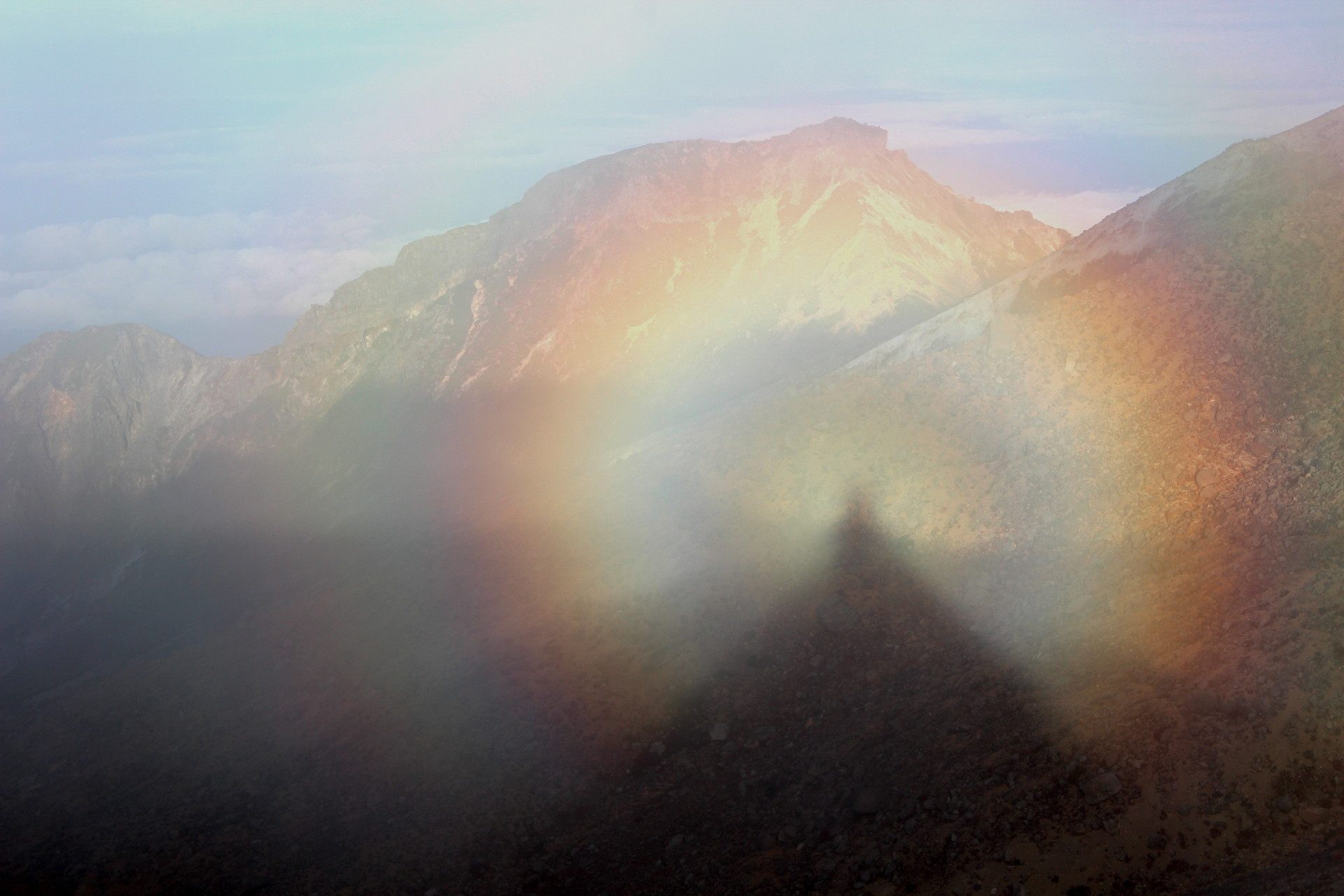
從王瀧頂上望向繼母岳與布羅肯奇景

#### 王瀧口
王瀧口是一般車道能抵達的最高登山口（田之原，標高2,160公尺），是前往山頂劍峰的最短路線。途中風景優美。登山口田之原至王瀧頂上之間的8合目與9合目有避難小屋。每年7月1日會舉行相當於開山的開山祭。積雪期會封閉往登山口田之原的道路，但在初春時期可以改利用御嶽2240滑雪場纜車進行雪地登山。1合目有祭拜國常立尊、大己貴命、少彥名命的御嶽神社里宮。3合目有清瀧與新瀧，清瀧祭祀清瀧不動明王，是登拜者進行水行的行場。5合目有求子神靈十二權現，6合目有眼睛神明八海山大神。標高約2,190公尺的田之原有田之原山莊與木曾御嶽自然休養林田之原自然公園，登山季時汽車可開至此地。
- 田之原 - 7合目大江權現 - 金剛童子（8合目下） - 9合目石室 - 王瀧頂上 - 劍峰[201]

#### 黑澤口

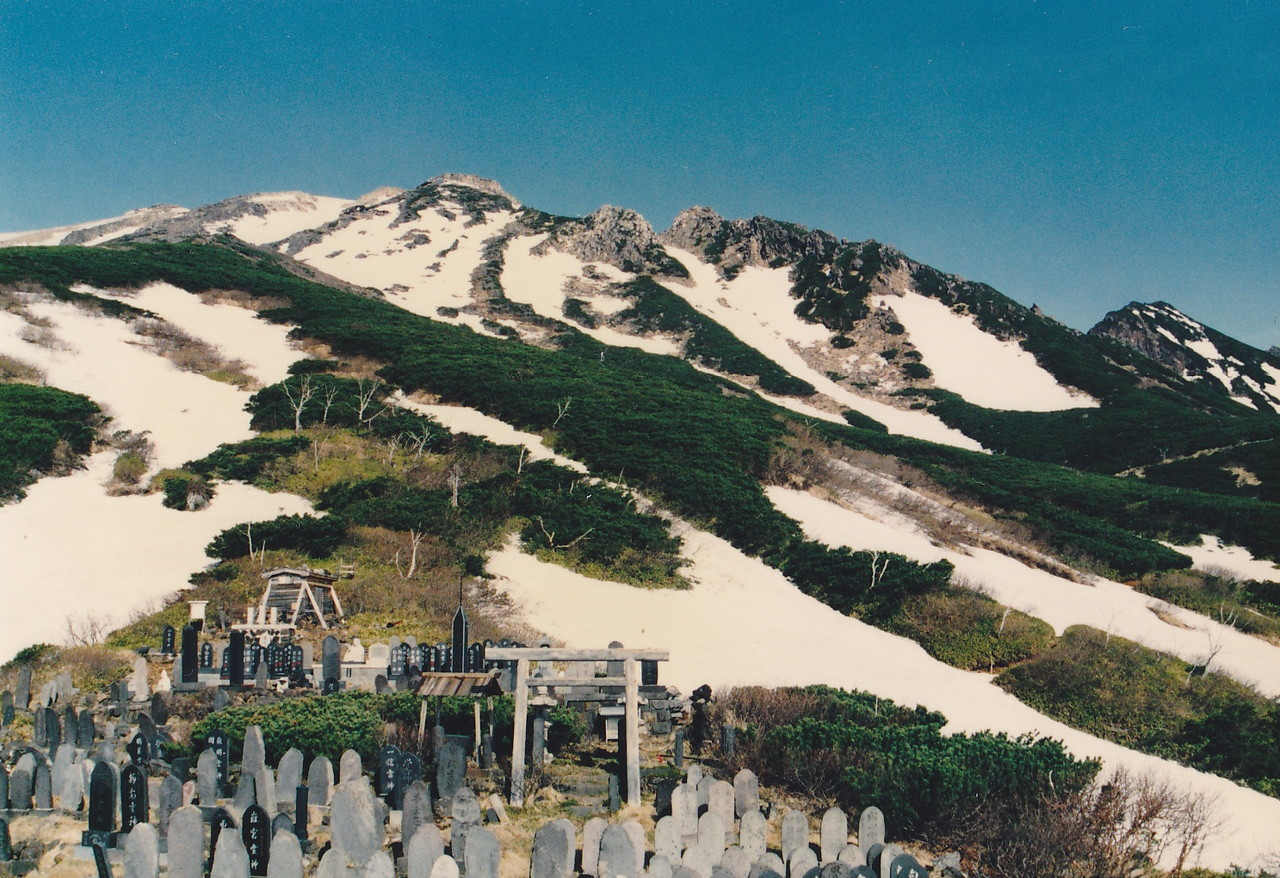
從黑澤口8合目的女人堂望向御嶽山，金剛堂有許多靈神碑

覺明行者開闢的最古老登山道，也是與御嶽教、木曾御嶽本教關係最深的登山道。夏天可見詠唱「懺悔反省、六根清淨」的白衣登拜者。各合目有有人山小屋。現在7合目附近有空中纜車飯森站（標高2,150公尺），與王瀧口登山口的田之原海拔相近，因此大多登山客會利用空中纜車至飯森站。與王瀧口一樣，每年7月1日會舉行相當於開山的開山祭。1合目有祭祀大己貴命的御嶽神社若宮與祭祀少彥名命的御嶽神社里宮。登拜道場可看見許多靈神碑，其中4合目的屋敷場是御嶽山最大規模的靈神場。松尾瀑布經油木尾根、百間瀑布至8合目女人堂的路線稱為百間瀑布道。百間瀑布有百間瀑布小屋。
- 中之湯（6合目）或空中纜車飯森站 - 行場山莊（7合目） - 女人堂（8合目） - 石室山莊（9合目） - 覺明堂 - 劍峰[203]

#### 開田口
木曾側三個登山口中唯一與信仰無關的登山道。原為營林署（現森林管理署）的作業道。距離長，可充分享受大自然。4合目附近有湧水，之後至三之池為止皆無水源。登山口海拔較低（1,500公尺），適合健壯人士。
- 開田口4合目 - 7合目避難小屋跡 - 三之池避難小屋 - 賽之河原 - 二之池 - 劍峰

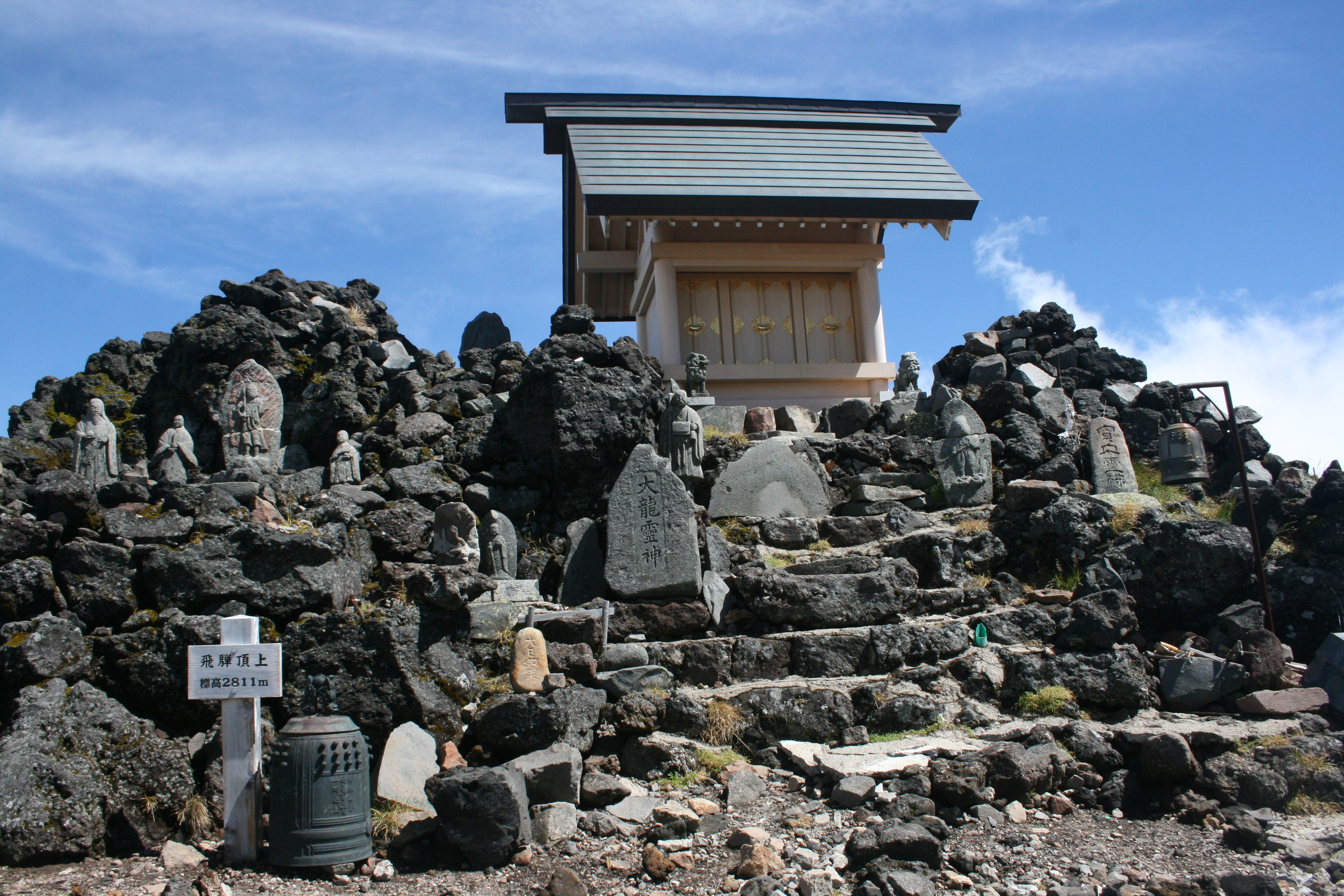
飛驒頂上，南邊正下方是五之池小屋

#### 小坂口
往劍峰的路途較長，較少信仰登山者，多為一般登山客。開山在每年6月15日於御嶽神社飛驒口里宮舉行。本路線以溫泉為主打特色。另外，還有一條從登山口經胡桃島，至窺視岩（のぞき岩）避難小屋下與濁河溫泉登山道會合的路線，又稱為胡桃島路線。飛驒頂上的五之池小屋在2010年增建新館，容納人增至100人。
- 濁河溫泉（日语：濁河温泉） - 湯之花峠 - 窺視岩避難小屋 - 飛驒頂上（五之池小屋（日语：五の池小屋）） - 賽之河原 - 二之池 - 劍峰

#### 日和田口
前往繼子岳頂的登山路線，也是與宗教無關的路線。1998年CIAO御岳滑雪場開發後，登山客多使用全年運行的纜車上山，使得原登山口使用人數下降。利用纜車上山可至與王瀧口高度相似的地點（2,190公尺），但經繼子岳前往最高峰劍峰的距離依然比其他路線長。此外，本路線的整備程度也較其他路線低。2010年，索道僅在滑雪季（12月初旬 - 5月初旬）運行，春至秋季無法搭乘。
- 日和田口或空中纜車山頂站 - 繼子岳 - 飛驒頂上（五之池小屋） - 賽之河原 - 二之池 - 劍峰

### 山小屋

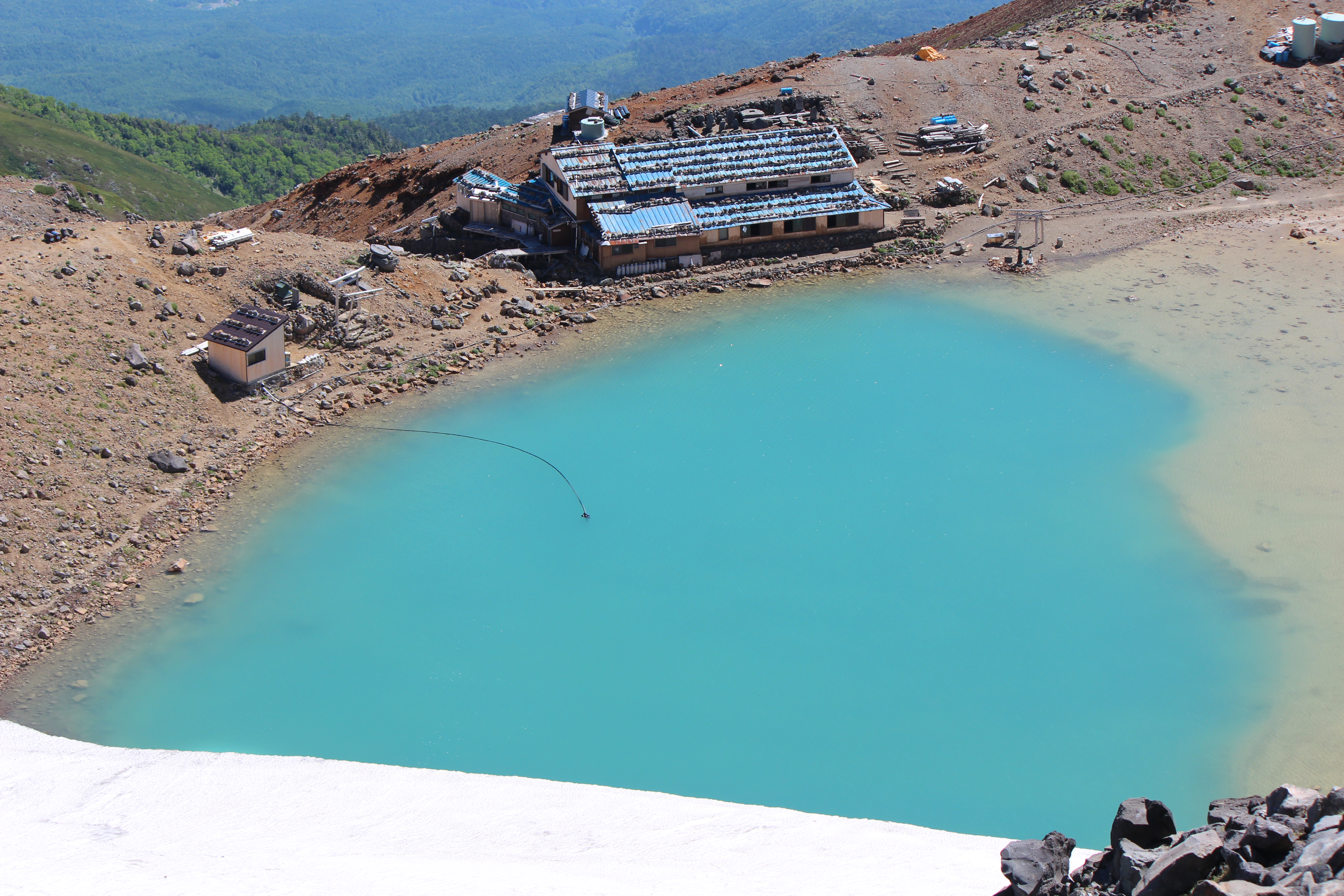
二之池畔的二之池小屋，池畔有幫浦抽取池水供給周邊各山小屋

御嶽山的宗教登山興盛，因此山上有許多山小屋或宗教小屋。其中五之池小屋是近代的阿爾卑斯風格山小屋。各登山道與山頂都設有山小屋與避難小屋。這些山小屋的客廳與客房內多掛著御嶽神社的掛軸。另外，有許多小屋是在王瀧口、黑澤口開山祭的7月1日以後開始營業，至8月底至9月底為止。御嶽神社、御嶽教、木曾御嶽本教的開山是在7月10日至9月10日，這段期間在小屋可見許多穿著白裝束的宗教登山者。五之池小屋的營業時間是6月1日至10月15日，時間較其他小屋長。8合目與7合目的山小屋僅在紅葉季營業。
許多山小屋是以二之池池水做為水源來源，其中距離二之池較遠的「五之池小屋」與7合目以下山小屋以外的各山小屋合組「二之池水組合」，共同建設與維護水道設施。擁有豐富水源的「二之池本館」、「二之池新館」、「石室山莊」、「覺明堂」可讓住宿者洗澡，也有某些山小屋在人數少的時候開放讓住宿者使用工作人員的浴室。然而，人類活動也帶來環境問題，政府正推動山小屋改善廁所與排泄物處理設施。
露營可利用胡桃島口登山口的「胡桃島露營場」，其他登山道上沒有露營地。

#### 有人山小屋

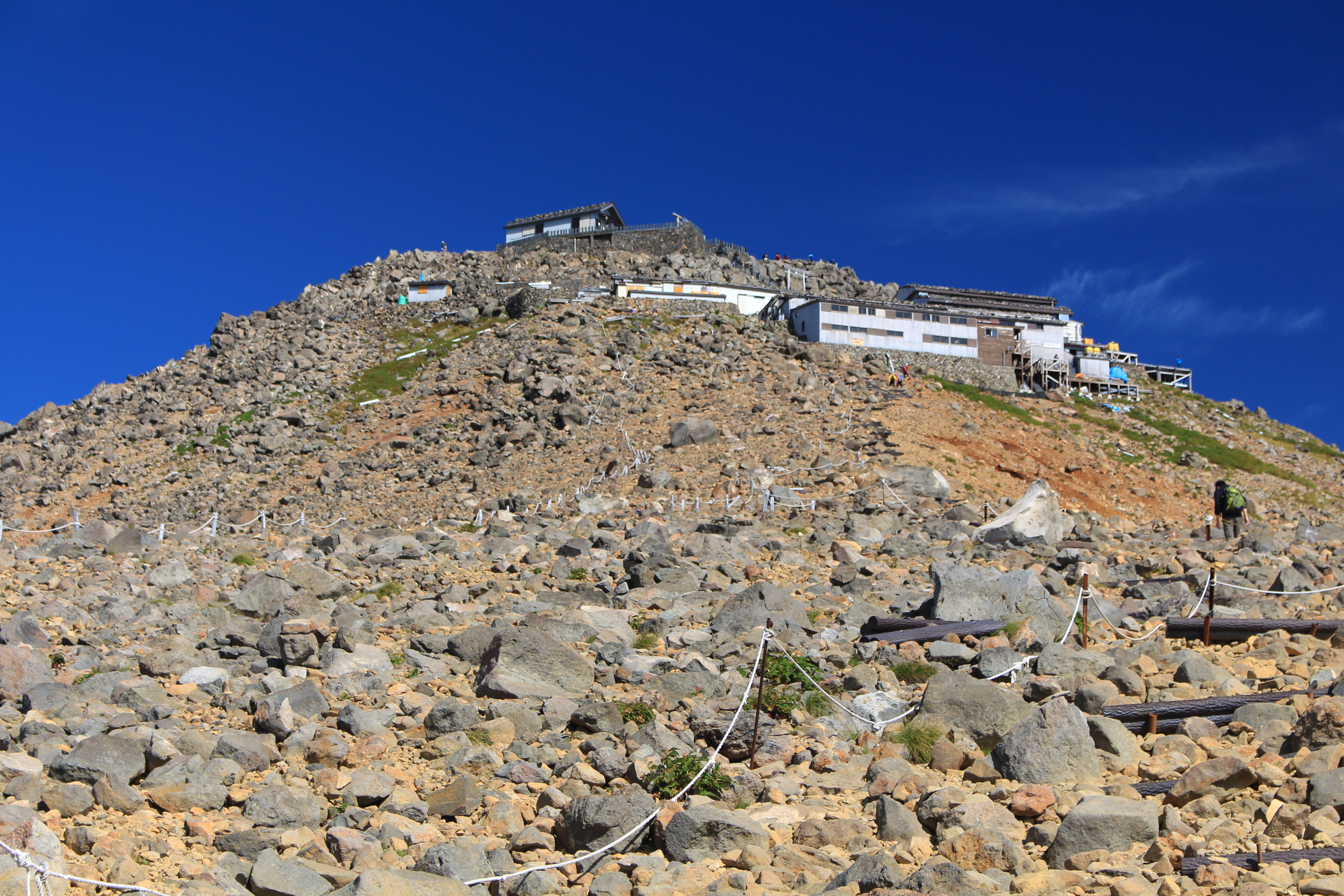
八丁ダルミ的登山道望向御嶽山最高點劍峰、山頂部有御嶽神社、御嶽劍峰山莊、御嶽頂上山莊（2014年9月6日）

- 王瀧口：田之原登山口2間（田之原山莊與御嶽觀光中心，後者一般不被視為山小屋）、王瀧頂上（王瀧頂上山莊）、劍峰山頂（御嶽劍峰山莊，舊稱「劍峰旭館」）
- 黑澤口：6合目（中之湯，近年纜車完成後使用人數減少，有時平常日不營業）、7合目（行場山莊，舊稱「一之又行者小屋」或「覺明行場小屋」）、8合目（女人堂，別稱「金剛堂」）、9合目（石室山莊）、9合目半（覺明堂與「覺明堂休泊所」）、劍峰山頂（御嶽頂上山莊，王瀧口的御嶽劍峰山莊旁）
- 小坂口：飛驒頂上（五之池小屋）
- 二之池周邊：池畔（二之池本館）、飛驒側（二之池新館）（二之池本館與二之池新館分別經營）

| 圖片 | 名稱         | 所在地                    | 標高 (公尺) | 御嶽山為基準的 方位與距離 (公里) | 收容 人數 | 備註                 |
| ---- | ------------ | ------------------------- | ----------- | -------------------------------- | --------- | -------------------- |
|      | 五之池小屋   | 小坂口飛驒頂上 五之池北畔 | 2,780       | 北 1.8                           | 100       | 2010年增建           |
|      | 女人堂       | 黑澤口8合目               | 2,470       | 東 1.6                           | 120       | 別名金剛堂           |
|      | 石室山莊     | 黑澤口9合目               | 2,800       | 東南東 0.7                       | 80        |                      |
|      | 二之池新館   | 二之池西北方              | 2,900       | 北 0.7                           | 250       | 有入浴設施           |
|      | 二之池本館   | 二之池東畔                | 2,900       | 北北東 0.6                       | 100       | 有入浴設施           |
|      | 覺明堂       | 黑澤口9合半               | 3,000       | 東北東 0.6                       | 100       | 旁邊有覺明行者的靈場 |
|      | 御嶽頂上山莊 | 山頂下東南方              | 3,040       | 東南 0.03                        | 70        |                      |
|      | 御嶽劍峰山莊 | 山頂下東南方              | 3,040       | 東南 0.03                        | 150       |                      |
|      | 王瀧頂上山莊 | 王瀧口頂上                | 2,930       | 南南東 0.5                       | 100       | 鄰接王瀧御嶽神社奥社 |
|      | 田之原山荘   | 王瀧口7合目               | 2,200       | 東南 3.0                         | 136       | 鄰接御嶽觀光中心     |

#### 避難小屋
山上沒有如阿蘇山可抵擋火山噴發飛石的庇護所。
- 王瀧口：8合目避難小屋、9合目避難小屋
- 開田口：7合目避難小屋（已荒廢傾倒）、三之池避難小屋、白龍避難小屋

#### 燒印
有些有人山小屋與山頂神社社務所可為宗教登山使用的金剛杖進行燒印。1891年（明治24年），登山道的神社會立起提供「登山杖紀念燒印」的看板。雖然燒印在富士山非常熱門，但在御嶽山，提供燒印的山小屋正在不斷減少。此外，不同於富士山有大量需求，由於御嶽山的需求者少，登山客需要多等待燒印加熱的時間，費用也較富士山高。

### 登山人數估計
昭和中期以前，從木曾側上山的登山人數估計如下表。2010年左右，每年從黑澤口入山的人數者約在三萬人左右。
| 年度               | 登山人數 | 備註                 |
| ------------------ | -------- | -------------------- |
| 1887年（明治20年） | 8,000    | 出自耆老談話         |
| 1914年（大正3年）  | 30,000   | 出自『木曽案内』     |
| 1917年（大正6年）  | 50,000   | 出自丸山梓水『木曽』 |
| 1929年（昭和4年）  | 37,900   | 木曾福島站調査       |
| 1936年（昭和11年） | 41,999   | 木曾福島站調査       |
| 1939年（昭和14年） | 63,020   | 木曾福島站調査       |
| 1951年（昭和26年） | 26,900   | 木曾福島站調査       |
| 1955年（昭和30年） | 31,458   | 木曾福島站調査       |

## 地理
御嶽山是木曾川水系的源頭，西側有飛驒川、東與南側有王瀧川。劍峰山頂有一等三角點（點名「御岳山」、標高3,063.41 m），為一等三角點百名山之一。最高點在御嶽神社西側的岩石標高點。在日本所有山岳中排名第14高。
東南中腰的王瀧村一帶稱為「御岳高原」。

### 周邊各山

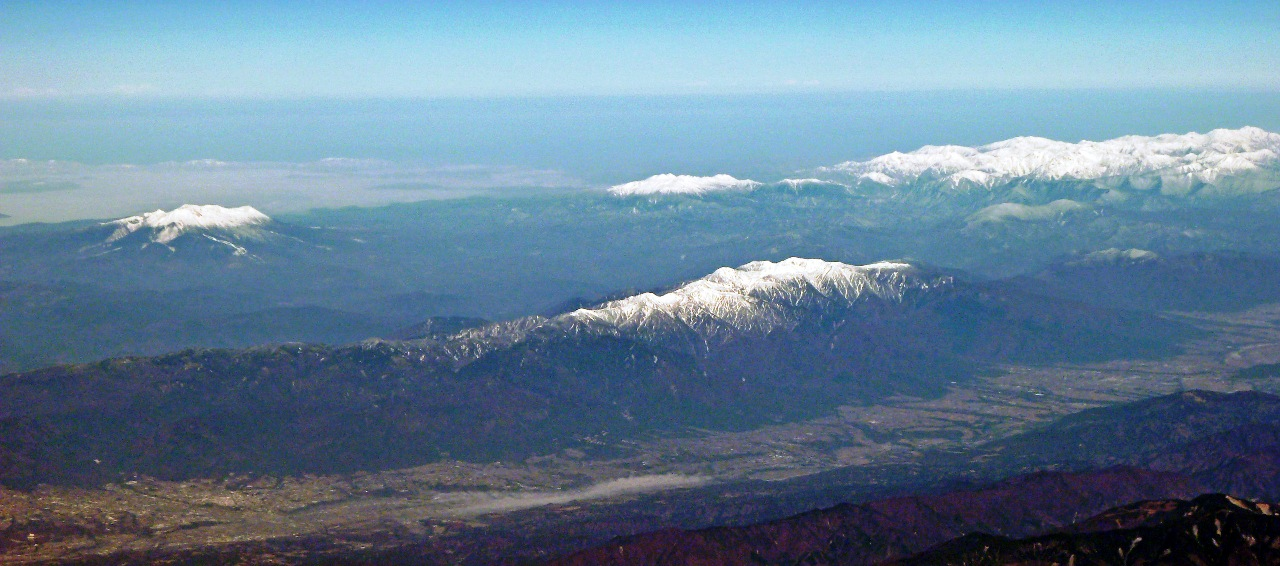
前方是木曾山脈，左後是御嶽山，右後是飛驒山脈。之間沒有稜線相連

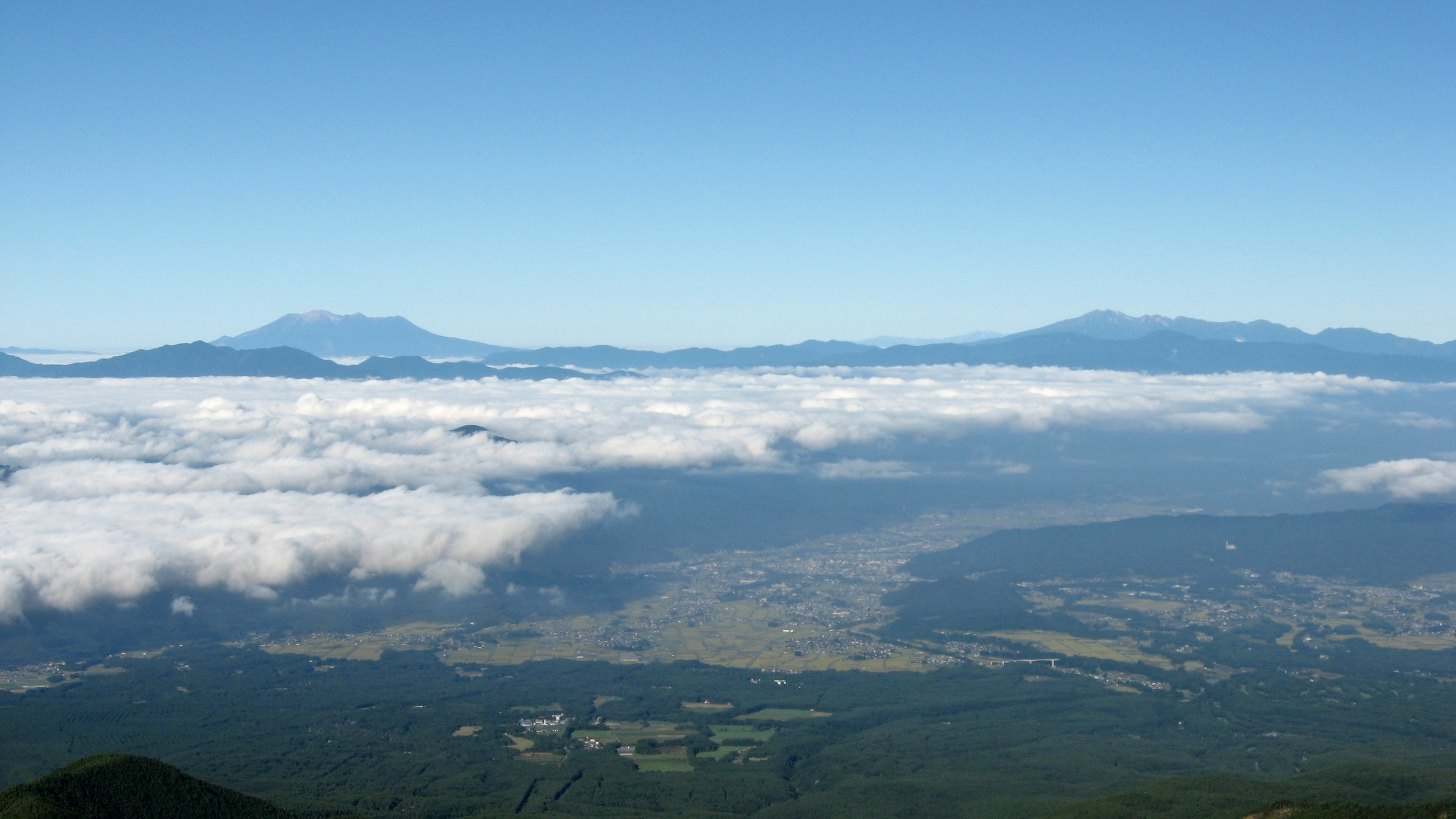
八岳眺望御嶽山（左）與乘鞍岳（右）

由於是獨立峰，周圍許多山岳都可見到御嶽山的山容。山頂寬廣，形成複數尖峰。在岐阜縣側有前衛山，分別為岐阜百山之一的御前山（1,646公尺）與同為岐阜百山的下呂御前山（1,412公尺）。
| 山容                                                                 | 山名     | 標高 (m) | 三角點等級 基準點名             | 御嶽山為基準的 方位與距離（公里） | 備註         |
| -------------------------------------------------------------------- | -------- | -------- | ------------------------------- | --------------------------------- | ------------ |
| 御嶽山王瀧頂上方向望向白山（2013年7月9日）                           | 白山     | 2,702.14 | 一等 「白山」                   | 西北西 70.2                       | 日本百名山   |
| 御嶽山眺望乘鞍岳與槍岳（2014年9月6日）                               | 乘鞍岳   | 3,025.73 | 一等 「乘鞍岳」                 | 北北東 24.6                       | 日本百名山   |
| 野麥峠滑雪場眺望鎌峰（2009年4月19日）                                | 鎌峰     | 2,121.25 | 二等 「鎌岳」                   | 東北 18.3                         |              |
| 鉢盛山眺望御嶽山，右前方是繼子岳（日和田富士）（2008年4月25日）      | 御嶽山   | 3,067    | （一等） 「御岳山」 (3,063.61m) | 0                                 | 日本百名山   |
| 御嶽山望向小秀山周邊的阿寺山地群山（2014年9月6日）                   | 小秀山   | 1,981.86 | 二等 「小秀山」                 | 南南西 14.1                       | 日本二百名山 |
| 御嶽山王瀧口登山道眺望中央阿爾卑斯的木曾駒岳與寶劍岳（2014年5月2日） | 木曾駒岳 | 2,956.14 | 一等 「信駒岳」                 | 東南東 31.4                       | 日本百名山   |
| 御嶽山望向冒出雲海的惠那山（2012年10月17日）                         | 惠那山   | 2,191    | （一等） 「惠那山」 (2,190.28m) | 南南東 51.0                       | 日本百名山   |

### 河川

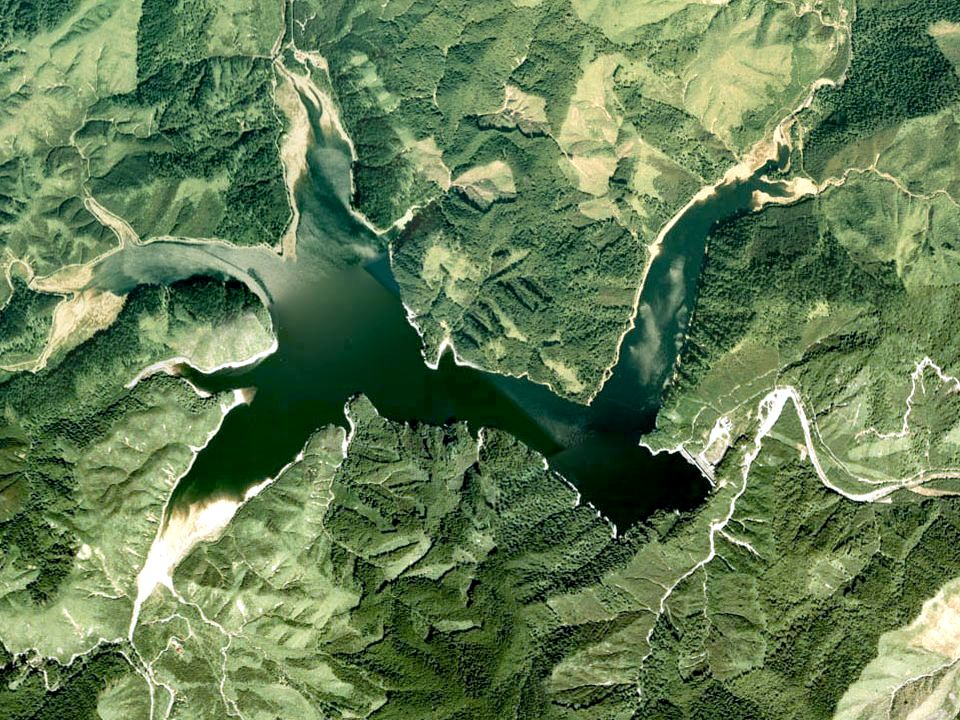
南山腹木曾川水系王瀧川上游的三浦水壩

御嶽山是木曾川水系的源頭，最後流入伊勢灣。山頂東南方13.4公里處有王瀧川的牧尾水壩與水庫御岳湖，負責供給愛知縣等地的飲用水、工業用水及農業用水，其上游有關西電力發電用的的三浦水壩（山頂西南方11.0公里）。王瀧川支流濁川的上游赤川有激烈侵蝕的地形，被稱作「地獄谷」。
- 西野川、白川、王瀧川（木曾川支流）
- 飛驒川
- 秋神川、小坂川（飛驒川支流）

### 主要山口
- 野麥峠 - 御嶽山與乘鞍岳之間。標高1,672公尺。主要道路長野縣道、岐阜縣道39號奈川野麥高根線（日语：長野県道・岐阜県道39号奈川野麦高根線）。
- 長峰峠 - 國道361號（日语：国道361号）岐阜縣與長野縣交界處，是暮岩川（飛驒川支流）與西野川（木曾川支流）的分水嶺。
- 九藏峠 - 國道361號至開田高原的山口，九藏峠展望台可往西南西方遠望御嶽山。
- 濁河峠 - 秋神川與濁河川（小坂川支流）的分水嶺。
- 白巣峠 - 白川（王瀧川支流）與付知川（日语：付知川）的分水嶺，有林道通過。
- 鞍掛峠 - 水無川（王瀧川支流）與竹原川（飛驒川支流）的分水嶺，有林道通過。

### 交通
南山麓的王瀧川在1923年（大正12年）完成木曾森林鐵道王瀧森林鐵道的鋪設，1975年（昭和50年）5月30日以前負責國有林的材木運輸。1925年（大正14年），御嶽自動車商會（現在的御嶽交通）開業，營運山麓往來御嶽山登山口的路線巴士。1963年（昭和38年），西山腹的名古屋營林局小坂營林署營運的小坂森林鐵道濁河溫泉線開通，負責運送採伐的，但在1971年（昭和46年）改由卡車運輸而廢止。1966年（昭和41年），從山麓的王瀧村長野縣道256號御岳王瀧黑澤線至田之原的「收費道路林道黑石線」全線開通，1997年（平成9年）4月1日改為村道41號線（御岳Skyline）免費開放。長野縣道473號上松御岳線在東南山麓經白崩林道可是山岳中段的中之湯。東山麓有長野縣道20號開田三岳福島線通過，「御岳Blue Line」可從木曾町三岳的木曾溫泉附近至御岳空中纜車滑雪場。其中鹿之瀨溫泉往上的路段在冬季關閉。東南山麓的縣道20號開田三岳福島線旁有道之驛三岳。東北山麓有國道361號、北山腹有岐阜縣道463號朝日高根線、西北山腹岐阜縣道435號御岳山朝日線通過。西山麓的下呂市小坂町可由岐阜縣道441號濁河溫泉線至濁河溫泉，又稱「御嶽Panolama Line」。小三笠山（標高2,029公尺）南面有御岳林道與王瀧林道。

#### 主要交通機關
- 松本機場在御嶽山東北方50公里處。
- JR東海中央本線木曾福島站在御嶽山東南東方20.0公里處[5]，JR東海高山本線飛驒小坂站在西北西方21.2公里處。
- 中部縱貫自動車道（高山清見道路）高山交流道在西北方37.8公里處，中央自動車道伊那交流道在西方42.0公里處，中津川交流道在南方46.3公里處，鹽尻交流道在東北東方51.4公里。

#### 路線巴士
2007年（平成19年）11月30日以前，岐阜縣側的JR東海高山本線小坂站及高山站有前往御嶽山登山口濁河溫泉的濃飛巴士。
- 王瀧、田之原線（黑澤、王瀧線） - 長野縣木曾合同廳舍前 - 木曾福島站前 - 王瀧 - 田之原（御嶽山登山口），2006年7月起從御嶽交通移交王瀧村營巴士（日语：王滝村営バス）運行。
- 御岳空中纜車線 - 木曾福島站前至御岳空中纜車，2006年（平成18年）6月1日起從御嶽交通移交木曾町生活交通系統（日语：木曽町生活交通システム）運行。
- CIAO滑雪度假村線（御嶽交通） - 木曾福島站前 - CIAO御岳滑雪度假村 - 濁河溫泉

## 觀光

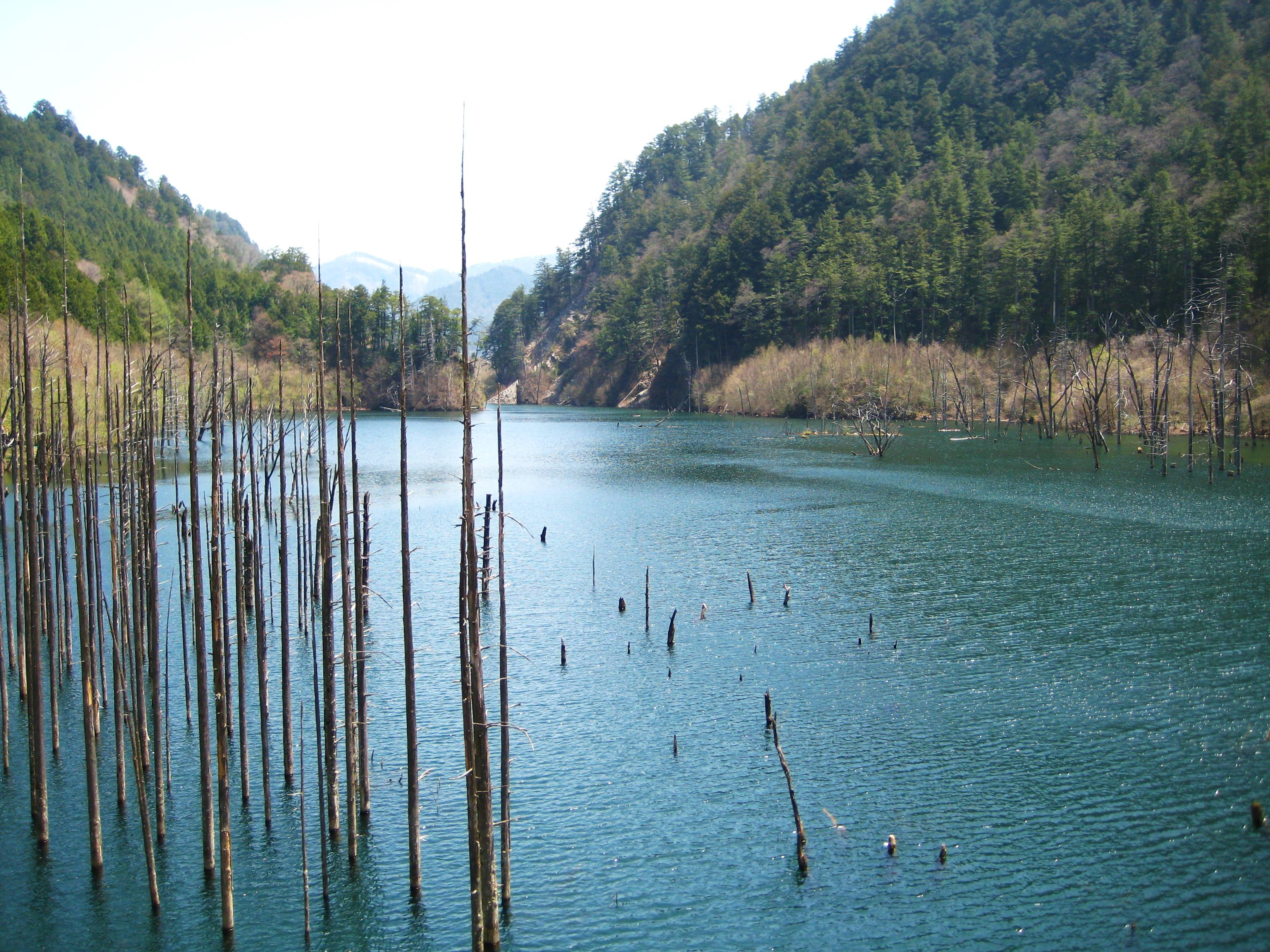
1984年（昭和59年）9月14日的長野縣西部地震所造成的王瀧川堰塞湖

### 主要景點
- 御嶽山資料館 - 位於王瀧口二合目。
- 田之原天然公園 - 御嶽山登山道王瀧口附近的天然公園，有穿越濕原與針葉林的步道與展望台[154]。
- 御岳空中纜車 - 御岳空中纜車滑雪場在2013年結束滑雪場業務，冬季停開[216]。
- 開田高原 - 知名的蕎麥產地與木曾馬之里，有騎馬體驗設施。
- 自然湖 - 長野縣西部地震在木曾川支流王瀧川上游造成的堰塞湖，湖中豎立許多枯木，夏季獨木舟盛行[217]。
- 御岳湖（日语：牧尾ダム） - 王瀧川牧尾水壩所形成的湖。
- 御嶽休暇村 - 御岳高原的名古屋市保險休養地，周邊有木曾御岳鄉村俱樂部的高爾夫球場。
- 濁河溫泉（日语：濁河温泉） - 御嶽山濁河口登山口的溫泉
- 東京大學天文台木曾觀測所 - 東京大學大學院理學系研究科附屬天文學教育研究中心的木曾觀測所。1977年（昭和55年）2月，香西洋樹與古川麒一郎在此發現小行星，命名為『御嶽』。
- 飛驒御嶽高原高地訓練區（日语：飛騨御嶽高原高地トレーニングエリア） - 西北山腹的高地訓練設施。2007年（平成19年）在濁河溫泉附近的下呂市開設「御嶽環景運動場」。濁河溫泉與CIAO御岳渡假村之間有「飛驒御嶽尚子Boulder Road」[218]。
- 小坂瀑布周遊路線 - 西山腹下呂市小坂町的飛驒川支流小坂川有200處落差達五公尺以上的瀑布[6][39]，該網站介紹了許多多瀑布周遊路線[91]。

- 三瀧路線（椹谷） - 三瀧（上段落差5公尺、中段11公尺、下段6公尺）、銅雨樋（あかがねとよ）（落差14公尺）、柄谷（からたに）瀑布（落差15公尺）
- 仙人瀑布路線（濁河川上流部） - 仙人瀑布（落差30公尺）、無名瀑布（落差15公尺）、白糸瀑布（落差15公尺）、緋瀧（落差20公尺）

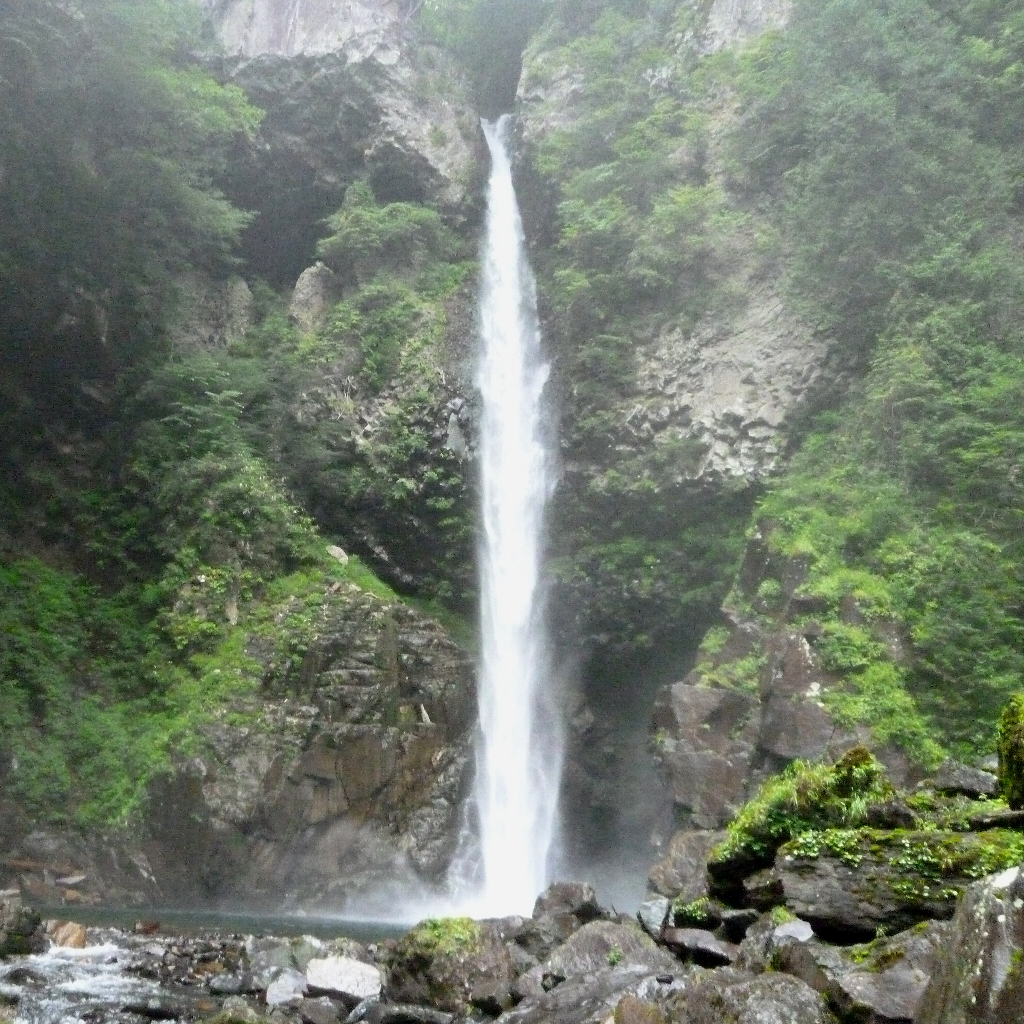
根尾瀑布

- 根尾瀑布路線（濁河川） - 根尾瀑布（落差63公尺、日本瀑布百選）
- 材木瀑布路線（兵衛谷） - 材木瀑布（落差23公尺）、翡翠瀑布（上段落差10公尺、下段8公尺）
- あまつばの滝路線（椹谷） - あまつばの滝（落差17公尺）、二段瀑布（上段落差10公尺、下段3公尺）、孫八瀑布（落差15公尺）、燒小屋瀑布（落差17公尺）
- 觀音瀑布路線（大洞川） - 觀音瀑布（落差9公尺）、立岩瀑布（落差45公尺）、鹽瀧（落差15公尺）
- 濁瀧路線（濁河川） - 二段瀑布（上段の落差10公尺、下段10公尺）、く字瀑布（落差15公尺）、濁瀧（落差27公尺）
- 岩折瀑布路線（兵衛谷） - 岩折瀑布（落差21公尺）、屏風瀑布（落差28公尺）、吹上瀑布（落差25公尺）
- 千疊瀑布路線（真谷） - 千疊瀑布（落差50公尺）
- 竹箕（しょうけ）瀑布路線（兵衛谷） - 竹箕瀑布（落差23公尺）、扇瀧（落差6公尺）
- 龍門瀑布路線（兵衛谷） - 龍門瀑布（落差15公尺）、袴瀧（落差20公尺）
- 回廊瀑布路線（椹谷） - 回廊瀑布（落差40公尺）、開門瀑布（落差40公尺）
- 百間瀑布路線（兵衛谷） - 環景瀑布（上段落差50公尺、下段10公尺）、百間瀑布（落差60公尺）

### 滑雪場
北側與東側山腹有以下滑雪場，海拔高（場地上部標高2,000公尺以上），雪質優良，可開放至黃金周左右。
- 御嶽2240（日语：おんたけ2240）（舊御嶽滑雪場）
- 御岳空中纜車滑雪場（日语：御岳ロープウェイスキー場） - 平成22年度起冬季停止營業
- 開田高原MIA滑雪場（日语：開田高原マイアスキー場）
- CIAO御岳滑雪場（日语：チャオ御岳スノーリゾート）

### 眺望點
由於位在深山中，能完整看見山體的地點並不多。高山市中切町的「中切町附近的山眺望御嶽山」、高山市久久野町無數河的「舟山山頂道路眺望御嶽山」、高山市朝日町西洞的「鈴蘭高原眺望御嶽山」、高山市朝日町胡桃島的「胡桃島露營場附近展望台眺望御嶽山」與「秋神地域眺望繼子岳」入選「新高山市100景」。
- 長野縣側有九藏峠（日语：九蔵峠）與地藏峠等[118]。
- 岐阜縣側有御嶽Panolama Line（日语：岐阜県道441号濁河温泉線）、日和田高原、御嶽鈴蘭高原等。

## 風景
御嶽山是個有壯大山容的獨立峰，從濃尾平野（尾張與美濃）與遠方山岳都可望見。東海地方有許多學校將山名加入校歌中。5月中旬，東面的9合目附近的殘雪是知名的雪形（殘留的白雪背景與黑色地面形成的圖案）。

### 各方向的山容
|                    |                    |                  |                       |
| 東方風越山所見山容 | 南方小秀山所見山容 | 西方位山所見山容 | 北方國道361號所見山容 |

### 御嶽山的展望景色
從御嶽山山上往東可見八岳、中央阿爾卑斯、南阿爾卑斯、富士山，往南可見小秀山等阿寺山地、濃尾平野，往西可見白山等兩白山地，往北可見二之池、乘鞍岳等北阿爾卑斯。
|                          |            |              |                                |
| 中央阿爾卑斯後方的富士山 | 八岳與日出 | 繼母岳與白山 | 二之池與飛驒山脈（北阿爾卑斯） |

## 媒體

### 古文書
- 《御嶽登山社礼傳祝詞巻》 - 1576年（天正4年）的古祭文
- 《御嶽緣起》 - 室町時代中期1592年（天正20年）祭祀御嶽神明的祝詞、祭文、緣起等
- 《御嶽藏王權現登山次第》 - 1704年-1710年（寶永年間）的筆寫本，記述道者從王瀧口登拜的方法[223]。
- 《登山古例之事》 - 道者從黑澤口登拜的方法[223]。
- 《御嶽由来傳記》
- 《御嶽登山案內》
- 《御嶽一山記錄》
- 《木曾採藥記》 - 1804年-1818年（文化年間）水谷豐文出版[177]。

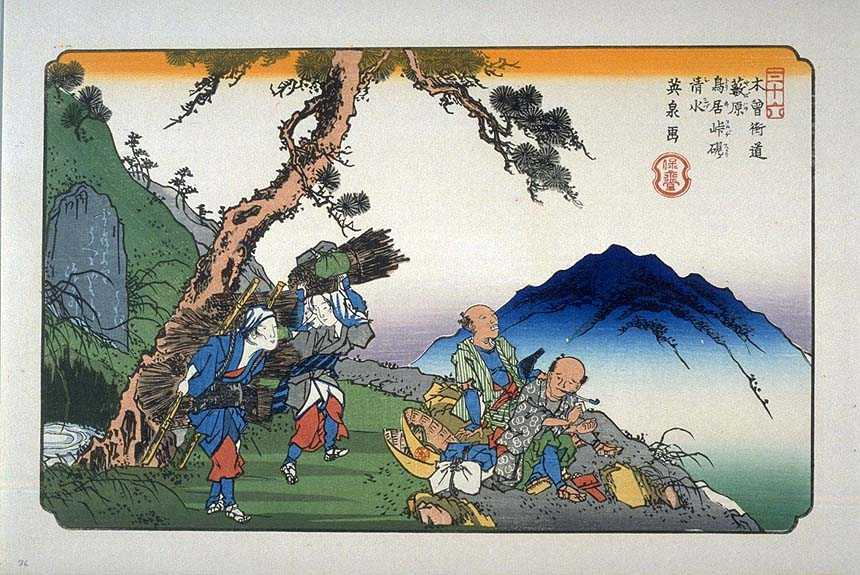
《木曾街道六拾九次 藪原宿》（溪齋英泉畫）描繪從鳥居峠 (長野縣)眺望御嶽山的景色

- 《中山道六十九次》藪原宿（日语：藪原宿）與奈良井宿a（日语：奈良井宿） - 1835-1837年（天保6-8年）左右，溪齋英泉描繪從鳥居峠眺望御嶽山的景色。
- 《木曾產草花根皮類》 - 1844年（天保15年）在周邊木曾谷山域採取植物做成的「壓葉標本」[178]
- 《御嶽山總圖》 - 1848年（嘉永元年）
- 《日本名山圖會》 - 江戶後期，江戶南畫（日语：南画）畫派的谷文晁描繪的御嶽山風景[224]。

### 新聞
- 大型照片計畫「御岳山」 - 信濃每日新聞於2009年（平成21年）7月至2010年（平成22年）4月的39回連載[225]

### 寫真集
- 宮原卓司. . 遊人工房. 2001-12. ISBN 4946562346.

### 相關書籍
- 青木保. . 講談社. 1994-10. ISBN 4061591487.
- 上野ミチオ. . 近代文藝社. 1994-11-15. ISBN 4773322586.
- 三浦清吉. . 登山・ハイキング(5). ゼンリン. 1999-07. ISBN 4432901535.
- 久山喜久雄. . ナカニシヤ出版. 2007-01. ISBN 4888487111.
- 中山郁. . 弘文堂. 2007-07-09. ISBN 978-4335100826.
- 木股文昭. . 信濃每日新聞社. 2010-06. ISBN 9784784071395.
- 飛騨山岳会. . ナカニシヤ出版. 2010-11: 160–161. ISBN 9784779505041.
- 菅原壽清. . 岩田書院. 2012-10. ISBN 978-4872947687.
- 其他請參照參考文獻

### 電視節目
- 《こころの時代 宗教・人生 山の信仰 霊山御嶽》 NHK教育頻道，1985年9月8日撥放[226]
- 《日本百名山 御嶽》 NHK衛星第2頻道，1994年11月3日撥放[227]
- 《いのち輝く山 〜四季・御嶽〜》 NHK綜合頻道，2005年1月1日撥放[228]
- 《週刊 日本の名峰 御嶽山》 NHK數位衛星高清頻道，2007年6月11日撥放[229]
- 《絶景！夏の御嶽山 〜御嶽山〜 》 綜合頻道（NHK名古屋放送局）《ウイークエンド中部》，2010年8月21日撥放[230]
- 《小さな旅 山の歌 祈りの峰 いまも〜御嶽山〜》 NHK綜合頻道《小さな旅》，2010年8月28日撥放[86]
- 《天空の宿へ 〜にっぽん山小屋物語〜》 東京電視台《土曜スペシャル》，2011年9月3日撥放[82]
- 《にっぽん百名山 御嶽山》 NHK BS Premium《にっぽん百名山》，2012年9月10日撥放[231]

## 噴發事故

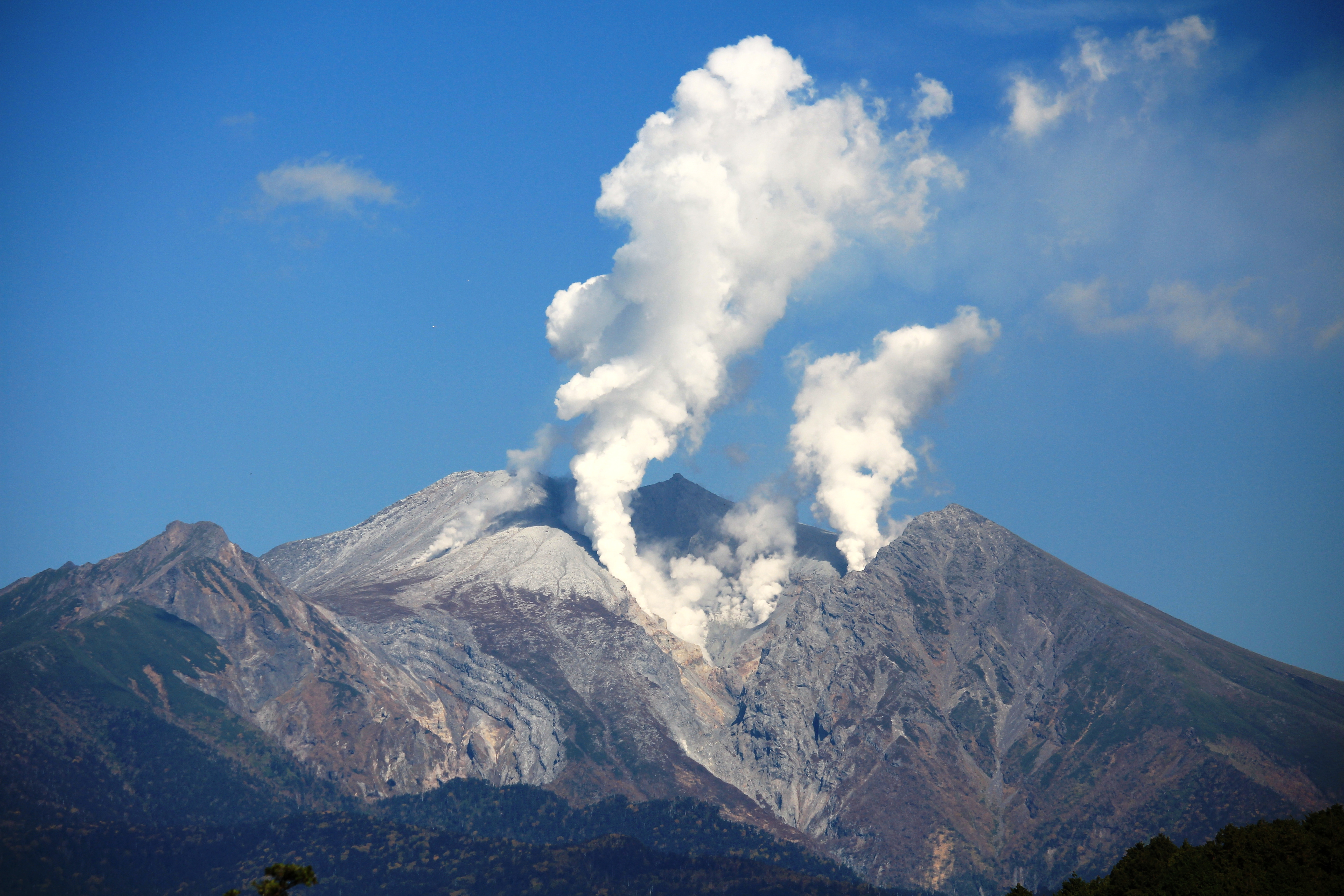

2014年9月27日，當地時間11點52分，御嶽山再次噴發，事前並無預警，因而造成多人死傷。此次噴發，濃煙往南向山麓蔓延至3公里以外地方，根據途徑附近的飛機報告，高度可能達到11000米以上。火山灰覆蓋近山頂許多小屋，地上累積達15公分。同日12時36分，日本氣象廳發佈火山口周邊警報，並將火山噴發警戒級別提升到級別3的 入山限制（最高警戒級別為級別5），並指出於火山口附近4公里範圍內，有必要警戒隨著火山爆發而飛出的岩石與火山礫。噴發時，正逢賞楓季及週末休假日，山頂附近估計有超過250名遊客，火山在强烈喷发几分钟后，一度有所“停息”，趁这一间隙大部分登山者得以安全撤离，但仍有近40人被困在山上的度假屋（部分受困者於28日成功下山）。
9月27日下午，日本氣象廳地震火山部火山課課長北川贞之在新闻发布会上称，自進入2014年9月以後御嶽山地震频度开始增加，仅9月11日一天便发生了超过80次地震；但日本氣象廳没有观测到山表面因地下熔岩上升而导致的膨胀现象，“仅基于地震的次数判断是否为喷发前兆，这难度很大。”
日本氣象廳從8月29日起開始觀測到火山性地震，9月10日地震52次，11日地震85次。12日以後呈現減少態勢，26日僅為6次。其他測量儀器（除了地震儀，設置了測量岩漿上升導致的山體變化的全球導航衛星系統、傾斜測量儀、長焦相機等）的地殼變動數據並未明顯變化，因此未將警戒級別上調。東京大學火山學名譽教授荒牧重雄分析稱「噴發前未發現山體膨脹，噴煙呈白色」很有可能是「蒸汽爆炸」即岩漿的熱量將其上方的地下水膨脹成水蒸氣，將聚集在火山口的岩石爆炸或吹飛。較難以發現前兆且可能短時間內多次反覆噴發。
长野县警方10月1日发布消息称，此次喷发共造成48人死亡，死者人数超过了1991年长崎县云仙普贤岳喷发事故的43人，成为战后日本最严重的火山灾难。
日本列島位於多個地球板塊交界處，有110座活火山，20世紀日本最大火山噴發是1914年鹿兒島縣櫻島，流出的熔岩湧向大海，將櫻島和大隅半島連為一體，櫻島變成半島，58人死亡。最大傷亡是1926年5月北海道十勝岳噴發發生「融雪型火山土石流」。導致144人死亡和失蹤。
10月23日長野縣資訊:御嶽山噴發造成57人死亡，6人失蹤。下山136人(重傷27人，輕傷32人)。由於擔心降雪等原因，搜救要等到明年春季之後才能重啟。

## 外部連結
- ，国土地理院
- 日本政府觀光局 禦嶽山 Mt. Mitake-san （页面存档备份，存于）
- 日本長野縣官網 9月27日御嶽山噴火に関する情報 （页面存档备份，存于）

### 備註
1. ↑  有一說是「王嶽」（おうたき）在室町時代中期演變為「おんたけ」。
2. ↑  第3高的火山是乘鞍岳（3,026公尺）。日本標高超過3000公尺的活火山只有富士山、御嶽山、乘鞍岳三座。
3. 1 2  基準點標高為國土地理院2014年3月的修正値。
4. ↑  一說是賣魚。
5. ↑  一說是7月23日。
6. ↑  「御座」是普寛行者以普及的巫術所進行的祈禱儀式。
7. ↑  木曽山行巻の下《義昌登嶽本意事》「永禄三年木曽長政御嶽之登り山神を享祭すべきと、黒沢に百日斎して同月十三日登御なり。」
8. ↑  岐阜縣列為絕滅危懼I類。
9. ↑  岐阜縣列為準絕滅危懼。
10. ↑  東鄰的木曾駒岳也因御神草採集而滅絕。
11. ↑  分布於御嶽山與白馬岳的稀少植物。
12. ↑  為直線距離，非登山道距離。
13. ↑  例如：愛知縣立一宮北高等學校「みはるかす尾張の平野独り立つ御岳」、愛知縣立小牧南高等學校「朝あけの山なみ越えて空かぎる御岳はるか」、北名古屋市立師勝中學校「御嶽の峰に雲たなびきて」、稻澤市立大里東小學校「雪の御岳伊吹や多度の山なみ遠く望む時」

### 資料來源
1. 1 2 3 4 5 6  . 国土地理院.   [2011-03-24]. （原始内容存档于2012-05-02）.
2. ↑  . 岐阜地方気象台.   [2013-02-12]. （原始内容存档于2013-02-19）.
3. ↑   (PDF). 気象庁. 2003-01-21  [2013-02-15]. （原始内容存档 (PDF)于2013-01-21）.
4. 1 2 3  気象庁地震火山部. .   [2017-10-10]. （原始内容存档于2017-10-12）.
5. 1 2 3 4 5 6 7 8 9 10 11 12  日本山名辞典 (1992)、116頁
6. 1 2 3 4 5  . 国土地理院.   [2013-02-25]. （原始内容存档于2013-05-02）.
7. 1 2 3  深田久弥 (1982)、227-230頁
8. 1 2 3 4 5 6 7 8 9 10 11 12  曽屋龍典、近藤善教、下坂康哉.  (PDF). 地質ニュース (産業技術総合研究所). 1980, 306 (1980年2月号): 6–13  [2013-02-13]. （原始内容存档 (PDF)于2014-10-06）.
9. 1 2 3 4 5 6 7 8 9 10  新日本山岳誌 (2005)、972-973頁
10. 1 2 3  現代日本名山図会 (2003)、146-149頁
11. 1 2 3 4 5 6  . 国土地理院.   [2015-02-14]. （原始内容存档于2015-02-09）.
12. 1 2 3 4 5  日本三百名山 (1997)、148頁
13. ↑  木曽のおんたけさん―その歴史と信仰(2009)、125頁
14. ↑  新日本百名山 (2006)、49-51頁
15. 1 2  花の百名山 (1997)、274-277頁
16. ↑  ぎふ百山 (1987)
17. ↑  信州ふるさと120山 (2011)
18. 1 2  . 長野県.   [2016-11-17]. （原始内容存档于2016-11-17）.
19. 1 2  . 岐阜県.   [2013-02-17]. （原始内容存档于2017-11-05）.
20. 1 2   (PDF). 気象庁. 2013-01  [2013-02-12]. （原始内容存档 (PDF)于2014-03-18）.
21. 1 2  気象庁地震火山部. .   [2014-09-27]. （原始内容存档于2016-12-09）.
22. ↑  気象庁地震火山部. .   [2017-10-10]. （原始内容存档于2017-06-18）.
23. 1 2  岐阜県庁. .   [2017-10-10]. （原始内容存档于2018-09-02）.
24. ↑  よみがえる木曽人の物語 (1996)、117頁
25. ↑  御岳の信仰と登山の歴史 (1988)、7頁
26. 1 2 3 4 5  いちどは行ってみたい日本の聖地(2010)、36-37頁
27. ↑  . 日野製薬.   [2011-10-05]. （原始内容存档于2012-02-24）.
28. ↑  御岳の信仰と登山の歴史 (1988)、5頁
29. 1 2  花かおる御嶽山 (2000)、4頁
30. ↑  よみがえる木曽人の物語 (1996)、118頁
31. ↑  ふるさとの富士200名山 (1996)、52頁
32. ↑  . 国土地理院.   [2014-09-27]. （原始内容存档于2014-10-06）.
33. ↑  日本列島ジオサイト地質百選 (2007)、90-91頁
34. 1 2 3 4 5  山岡耕春.  (PDF). 砂防と治水 (国土交通省). 2011-03-20, (第199巻): 109–110  [2016-11-17]. （原始内容存档 (PDF)于2016-05-13）.
35. 1 2  . 岐阜県教育委員会社会教育文化課. 1957-12-19  [2016-11-17]. （原始内容存档于2016-11-17）.
36. 1 2 3 4  日本の名山(1998)、161-165頁
37. 1 2  日本200名山 (1987)、166頁
38. 1 2 3 4 5 6 7   (PDF). 御嶽山火山噴火緊急減災対策砂防計画検討会. 2011-07  [2013-02-15]. （原始内容存档 (PDF)于2014-10-06）.
39. 1 2 3 4 5 6   (PDF). 国土交通省中部地方整備局多治見砂防国道事務所. 2010-12  [2013-02-15]. （原始内容存档 (PDF)于2013-01-23）.
40. 1 2 3 4 5 6  . 気象庁. 2007-06-21  [2011-03-24]. （原始内容存档于2014-03-18）.
41. 1 2 3 4  及川輝樹.  (PDF). 地質調査報告 (気象研究所). 2008, (第59巻、第5/6号): 203–210  [2011-03-24]. （原始内容存档 (PDF)于2014-10-06）.
42. ↑   (PDF). 火山噴火予知連絡会火山活動評価検討会: 7. 2009-06  [2013-02-12]. （原始内容存档 (PDF)于2014-11-10）.
43. ↑   (PDF). 国土交通省中部地方整備局多治見砂防国道事務所. 2011-02  [2011-03-24]. （原始内容存档 (PDF)于2012-01-13）.
44. ↑  御岳山霊なる山の素顔(2010)、58頁
45. ↑   (PDF). 名古屋大学大学院環境学研究科. 2006-02-28  [2016-11-17]. （原始内容 (PDF)存档于2016-11-17）.
46. ↑  諏訪彰：1965〜79年の本邦火山活動と観測・研究の発展 地学雑誌 Vol.89 (1980) No.4 P247-255
47. ↑  活火山カタログの改訂と火山活動度による活火山の分類（ランク分け）についてPDF 林豊・宇平幸一　験震時報71巻　pp.43-57
48. 1 2 3 4   (PDF). 気象研究所研究報告 (気象研究所). 1984, (第12号): 172–178  [2011-03-24]. （原始内容存档 (PDF)于2011-07-13）.
49. 1 2  . 気象庁.   [2013-02-12]. （原始内容存档于2014-03-18）.
50. ↑  中部・近畿・中国の火山 (2000)、59頁
51. ↑  . 気象庁.   [2013-02-15]. （原始内容存档于2014-03-18）.
52. ↑   (PDF). 国土地理院. 2012-03  [2016-11-17]. （原始内容存档 (PDF)于2016-09-02）.
53. 1 2  竹下欣宏. . 地質学雑誌. 2004, 110 (3): 158–174  [2017-12-25]. doi:10.5575/geosoc.110.158. （原始内容存档于2017-12-26）.
54. ↑  御嶽火山の概略 （页面存档备份，存于） 産総研 中野俊
55. ↑  Kiota;  et al. . Earth Science. 1998, 52 (6): 464–474  [2017-12-26]. doi:10.15080/agcjchikyukagaku.52.6_464. （原始内容存档于2017-12-26）.
56. ↑  松本哲一; 小林武彦. . 火山. 1999, 44 (1): 1–12  [2017-12-25]. doi:10.18940/kazan.44.1_1. （原始内容存档于2017-12-26）.
57. ↑  Suganuma;  et al. . Geology. 2015, 43 (6): 491–494  [2017-12-25]. doi:10.1130/G36625.1. （原始内容存档于2017-12-26）.
58. ↑  加藤茂弘ほか. . 日本第四紀学会講演要旨集. 2014, 44: 38  [2017-12-26]. （原始内容存档于2017-12-26）.
59. ↑  竹下欣宏; 三宅康幸; 酒井潤一. . 地質学雑誌. 2005, 111 (7): 417–433  [2017-12-25]. doi:10.5575/geosoc.111.417. （原始内容存档于2017-12-26）.
60. 1 2   (JPEG). 国土地理院.   [2013-02-15]. （原始内容存档于2013-01-23）.
61. ↑  . 産総研 中野俊.   [2013-02-15]. （原始内容存档于2013-02-01）.
62. ↑  小林国夫ほか. . 地質学雑誌. 1967, 73 (6): 291–308  [2017-12-25]. doi:10.5575/geosoc.73.291. （原始内容存档于2017-12-26）.
63. 1 2   (PDF). 国土交通省中部地方整備局多治見砂防国道事務所. 2012-03  [2013-02-15]. （原始内容存档 (PDF)于2013-01-23）.
64. ↑  鈴木雄介、千葉達朗、岸本 博志、ほか(2009)：御嶽山の新期活動に関する新知見- マグマ噴火を中心としてPDF 日本地球惑星科学連合2009年大会予稿集 セッションJ237
65. 1 2   (PDF). 国土交通省 中部地方整備局 多治見砂防国道事. 2011-08  [2013-02-15]. （原始内容存档 (PDF)于2013-01-23）.
66. ↑  及川輝樹、奥野充：御嶽火山の最近の火山活動史PDF 日本地球惑星科学連合2009年大会予稿集 セッションJ237
67. 1 2  小林武彦：1979年御岳山火山活動 （页面存档备份，存于） 地学団体研究会 地球科學 33(6), ii-iib, 1979-11-25
68. ↑  1979年御岳山噴火による災害現地調査報告 PDF1980/3 国立防災科学技術センター（現：防災科学技術研究所）
69. ↑  小坂丈予ほか(1983)、木曾御岳火山 1979 年噴火後の活動状況と地球化学的研究 （页面存档备份，存于） 日本火山学会 火山. 第2集 28(1), 59-74, 1983-04-01
70. ↑  小坂丈予、平林順一：火山活動に伴う粘土鉱物 鉱物学雜誌 Vol.15 (1981-1982) No.Special P223-238
71. ↑  木曽御岳火山における小規模な噴火(1991年 5月) （页面存档备份，存于） 日本火山学会講演予稿集 1991(2), 168, 1991-10-14
72. ↑  . 名古屋大学 環境学研究科 地震火山・防災研究センター.   [2014-10-13]. （原始内容存档于2014-10-17）.
73. ↑  山岡耕春：2014年御嶽山噴火 日本自然災害学会 自然災害科学112 Vol.33,No.4PDF
74. ↑  御嶽山 火山活動解説資料（平成19年3月）PDF 気象庁
75. ↑  . 名古屋大学 環境学研究科 地震火山・防災研究センター 木股文昭.   [2014-10-13]. （原始内容存档于2014-10-17）.
76. ↑   (PDF). 気象庁地震火山部 火山監視・情報センター. 2014-09-28  [2014-09-30]. （原始内容存档 (PDF)于2014-10-06）.
77. 1 2 3 4 5  日本登山図集 (1986)、54-57頁
78. ↑   (PDF). 国土交通省中部地方整備局多治見砂防国道事務所. 2011-10  [2013-02-15]. （原始内容存档 (PDF)于2013-01-23）.
79. 1 2 3 4 5 6 7 8  日本の名山(1998)、246頁
80. 1 2 3 4 5 6 7  御岳の信仰と登山の歴史 (1988)、272頁
81. 1 2 3 4  日本の山1000 (1992)、350-351頁
82. 1 2  . テレビ東京土曜スペシャル. 2011-09-03  [2011-10-05]. （原始内容存档于2012-01-11）.
83. 1 2 3  岐阜県の山 (2009)、79-81頁
84. 1 2  木曽のおんたけさん―その歴史と信仰(2009)、97頁
85. ↑  長野県の山 (1998)、88-89頁
86. 1 2 3 4  . NHK小さな旅. 2010-08-28  [2016-11-17]. （原始内容存档于2016-04-07）.
87. ↑  . 長野県環境部. 2013-08-27  [2016-11-17]. （原始内容存档于2016-11-17）.
88. ↑  . 木曽町観光協会.   [2011-03-24]. （原始内容存档于2016-03-04）.
89. ↑  . 中日新聞 (愛知縣名古屋市). 2013-02-20: 1.
90. 1 2 3 4  木曽のおんたけさん―その歴史と信仰(2009)、107-108頁
91. 1 2  . 小坂の滝めぐり.   [2013-02-15]. （原始内容存档于2013-05-09）.
92. ↑  中央アルプス 御嶽山・白山 (2009)
93. ↑  御岳の信仰と登山の歴史 (1988)、前書
94. ↑  日本アルプスの登山と探検 (1997)、285頁
95. ↑  御岳の信仰と登山の歴史 (1988)、95頁
96. ↑  巻162：御山禅定は百日精進せずしては上り得ず、其間は行場に入りて修行をなす、昼夜光明真言を誦し、水垢離をとるなり。其の料金三両二分百日間の行用とす。斯くのごとくなれば軽賦の者は登り得ず生涯大切の旨願ならねば籠らずとなり。
97. ↑  御岳山霊なる山の素顔(2010)、12-14頁
98. ↑  御岳の信仰と登山の歴史 (1988)、128頁
99. ↑  御岳の信仰と登山の歴史 (1988)、132頁
100. 1 2  御岳の信仰と登山の歴史 (1988)、142頁
101. 1 2 3 4 5 6 7 8 9  日本百名山地図帳(2005)、158-161頁
102. ↑  信州一の大山なり、嶽の形大抵浅間に類して、清高これに過ぐ、毎年6月諸人潔斎して登る、福島より十里、全く富士山に登るが如し。
103. ↑  御岳の信仰と登山の歴史 (1988)、84頁
104. ↑  木曽のおんたけさん―その歴史と信仰(2009)、2頁
105. ↑  木曽のおんたけさん―その歴史と信仰(2009)、80頁
106. ↑  木曽のおんたけさん―その歴史と信仰(2009)、111頁
107. 1 2 3  御岳の信仰と登山の歴史 (1988)、271頁
108. ↑  木曽のおんたけさん―その歴史と信仰(2009)、91頁
109. ↑  御岳山霊なる山の素顔(2010)、47頁
110. 1 2 3 4 5 6 7 8 9 10 11 12  御岳の信仰と登山の歴史 (1988)、267頁
111. 1 2  木曽御嶽信仰 (2002)、132頁
112. ↑  御岳の信仰と登山の歴史 (1988)、75頁
113. ↑  木曽御嶽信仰 (2002)、133頁
114. 1 2  よみがえる木曽人の物語 (1996)、70頁
115. ↑  松平君山『御嶽縁起』
116. 1 2 3 4  御岳の信仰と登山の歴史 (1988)、62-66頁
117. ↑  木曽御嶽信仰 (2002)、130頁
118. 1 2 3 4  山と高原地図 (1993)、地図表面
119. ↑  よみがえる木曽人の物語 (1996)、258頁
120. ↑  御岳の信仰と登山の歴史 (1988)、15頁
121. 1 2 3  木曽のおんたけさん―その歴史と信仰(2009)、27-28頁
122. 1 2 3  よみがえる木曽人の物語 (1996)、125頁
123. 1 2 3 4 5  木曽のおんたけさん―その歴史と信仰(2009)、30-33頁
124. 1 2  御岳の信仰と登山の歴史 (1988)、134-143頁
125. 1 2  御岳の信仰と登山の歴史 (1988)、270頁
126. ↑  木曽のおんたけさん―その歴史と信仰(2009)、25頁
127. 1 2 3 4  木曽のおんたけさん―その歴史と信仰(2009)、40-44頁
128. ↑  木曽のおんたけさん―その歴史と信仰(2009)、47頁
129. 1 2 3 4  木曽のおんたけさん―その歴史と信仰(2009)、108-110頁
130. ↑  御岳の信仰と登山の歴史 (1988)、182-193頁
131. ↑  木曽のおんたけさん―その歴史と信仰(2009)、127-131頁
132. 1 2  よみがえる木曽人の物語 (1996)、119頁
133. ↑  御岳の信仰と登山の歴史 (1988)、19-22頁
134. ↑  よみがえる木曽人の物語 (1996)、76頁
135. 1 2  八ヶ岳・御岳と中央アルプス(1983)、164-165頁
136. ↑  御岳の信仰と登山の歴史 (1988)、113頁
137. 1 2 3  木曽のおんたけさん―その歴史と信仰(2009)、72頁
138. ↑  木曽のおんたけさん―その歴史と信仰(2009)、74頁
139. 1 2  御岳の信仰と登山の歴史 (1988)、115頁
140. ↑  御岳の信仰と登山の歴史 (1988)、4頁
141. 1 2  . 御嶽教.   [2013-02-18]. （原始内容存档于2013-03-10）.
142. ↑  御岳の信仰と登山の歴史 (1988)、24-25頁
143. 1 2 3 4 5  . 日野製薬.   [2013-02-04]. （原始内容存档于2013-02-16）.
144. ↑  御岳の信仰と登山の歴史 (1988)、109頁
145. 1 2  目で見る日本登山史・日本登山史年表 (1995)、5頁
146. ↑  御岳の信仰と登山の歴史 (1988)、269頁
147. 1 2 3  . 長野県製薬.   [2013-02-04]. （原始内容存档于2013-02-23）.
148. ↑  御岳の信仰と登山の歴史 (1988)、125頁
149. ↑  . NHK.   [2016-11-17].[]
150. ↑  木曽のおんたけさん―その歴史と信仰(2009)、5頁
151. ↑  . 日本山岳修験学会.   [2013-02-07]. （原始内容存档于2013-06-10）.
152. ↑  その東の峰に三つの池有り、一の池は水涸る、一の池は水少し、一の池は水満る、その水は流れて西のに至る。この北を地獄谷と云う硫黄多し、その水流れて王滝に至る、濁川と云う、往々硫黄を取得す、その水甚だ臭し
153. ↑  御岳の信仰と登山の歴史 (1988)、203-204頁
154. 1 2  . 中部森林管理局.   [2011-03-24]. （原始内容存档于2011-03-23）.
155. ↑  . 林野庁中部森林管理局.   [2013-01-31]. （原始内容存档于2013-02-01）.
156. 1 2  よみがえる木曽人の物語 (1996)、12頁
157. ↑  . 文化庁.   [2016-11-17]. （原始内容存档于2016-11-17）.
158. ↑   (PDF). 環境省. 2012-08-28  [2013-01-31]. （原始内容存档于2012-11-02）.
159. ↑  . （エンビジョン環境保全事務局）.   [2016-11-17]. （原始内容存档于2016-11-17）. - 「都道府県指定状況を一覧表で表示」をクリックすると、出典元の各都道府県のレッドデータブックのカテゴリー名が一覧表示される。
160. ↑  御岳山霊なる山の素顔(2010)、119頁
161. ↑  . 岐阜県.   [2016-11-17]. （原始内容存档于2016-11-17）.
162. ↑  . 文化庁.   [2016-11-17]. （原始内容存档于2016-11-17）.
163. ↑   (PDF). 長野県.   [2016-11-17]. （原始内容 (PDF)存档于2016-09-21）.
164. ↑  . 岐阜県.   [2016-11-17]. （原始内容存档于2016-11-17）.
165. ↑  . 岐阜県.   [2016-11-17]. （原始内容存档于2016-11-17）.
166. ↑  花かおる御嶽山 (2000)、58頁
167. ↑  日本の高山植物 (1988)、398頁
168. 1 2 3  山と高原地図 (1993)、地図裏面
169. 1 2 3  花かおる御嶽山 (2000)
170. ↑  . 王滝村.   [2011-03-24]. （原始内容存档于2011-05-17）.
171. ↑  日本の高山植物 (1988)、502頁
172. ↑  花かおる御嶽山 (2000)、63頁
173. ↑  日本の高山植物 (1988)、388頁
174. ↑  . 林野庁中部森林管理局.   [2013-02-01]. （原始内容存档于2013-01-28）.
175. ↑  門田裕一. . 国立科学博物館専報 (国立科学博物館). 1984, 17: 89.
176. ↑  . （エンビジョン環境保全事務局）.   [2013-02-03]. （原始内容存档于2016-08-13）.
177. 1 2  御岳の信仰と登山の歴史 (1988)、205頁
178. 1 2 3  御岳の信仰と登山の歴史 (1988)、201-202頁
179. 1 2 3  御岳山霊なる山の素顔(2010)、77-79頁
180. ↑  よみがえる木曽人の物語 (1996)、126頁
181. 1 2   (PDF). 林野庁中部森林管理局.   [2013-01-31]. （原始内容存档 (PDF)于2013-01-28）.
182. ↑   (PDF). 林野庁中部森林管理局.   [2013-02-01]. （原始内容存档 (PDF)于2013-02-01）.
183. ↑  御岳山霊なる山の素顔(2010)、24頁
184. 1 2 3  . 女人堂.   [2013-02-14]. （原始内容存档于2013-02-13）.
185. ↑  日本アルプスの登山と探検 (1997)、291頁
186. 1 2  御岳の信仰と登山の歴史 (1988)、207頁
187. ↑  パーシヴァル・ローウェル (1895)、第1章「御嶽」
188. ↑  長野県中信・南信日帰りの山 (2006)、74-78頁
189. ↑  御岳山霊なる山の素顔(2010)、15頁
190. ↑  日本雪山登山ルート集 (1996)、158-159頁
191. ↑   (PDF). 岐阜県防災課: 9.   [2016-11-17]. （原始内容存档 (PDF)于2016-11-17）.
192. ↑  . モバイル長野県警察.   [2016-11-17]. （原始内容存档于2016-11-17）.
193. ↑  気象庁. .   [2017-10-10]. （原始内容存档于2017-10-12）.
194. ↑  日本アルプスの登山と探検 (1997)、372頁
195. 1 2 3  目で見る日本登山史・日本登山史年表 (1995)、9頁
196. ↑  日本アルプスの登山と探検 (1997)、283-305頁
197. ↑  田部重治 (1996)、385-393頁
198. ↑  . POWER SPORTS.   [2011-03-24]. （原始内容存档于2011-06-18）.
199. 1 2 3  山と高原地図(2011)の付属図
200. ↑  東海・北陸の200秀山 (2009)、56-57頁
201. ↑  . 王滝村.   [2011-03-24]. （原始内容存档于2011-05-17）.
202. ↑  木曽のおんたけさん―その歴史と信仰(2009)、7頁
203. ↑  . 木曽町観光協会.   [2011-03-24]. （原始内容存档于2016-04-20）.
204. ↑  . 下呂市. 2009-06-12  [2013-02-12]. （原始内容存档于2013-04-23）.
205. ↑  . 五の池小屋.   [2016-11-17]. （原始内容存档于2016-11-11）.
206. ↑  . 山と溪谷社. 2010-12-15: 166–178. ASIN B004DPEH6G.
207. ↑   (PDF). 長野県環境部. 2010-10  [2016-11-17]. （原始内容 (PDF)存档于2016-11-17）.
208. ↑  日本アルプスの登山と探検 (1997)、284頁、287頁
209. ↑  御岳の信仰と登山の歴史 (1988)、256-257頁
210. ↑   (PDF). 木曽町: 2. 2010-11  [2013-02-28]. （原始内容存档 (PDF)于2014-09-12）.
211. ↑  一等三角点百名山 (1988)
212. ↑  . 国土地理院.   [2013-02-02]. （原始内容存档于2012-05-02）.
213. ↑  . 国土地理院.   [2011-10-05]. （原始内容存档于2012-05-05）.
214. ↑  . 王滝村.   [2013-01-31]. （原始内容存档于2016-08-22）.
215. ↑  . 木曽町.   [2016-11-17]. （原始内容存档于2016-10-22）.
216. ↑  . 御岳ロープウェイ.   [2013-02-14]. （原始内容存档于2013-02-16）.
217. ↑  御岳山霊なる山の素顔(2010)、49頁
218. ↑  . 飛騨御嶽高原高地トレーニングエリア.   [2013-02-12]. （原始内容存档于2012-12-09）.
219. ↑  . 高山市.   [2013-02-28]. （原始内容存档于2014-08-12）.
220. ↑  木曽のおんたけさん―その歴史と信仰(2009)、126-127頁
221. ↑  . 安曇野市. 2015-12-28  [2016-11-17]. （原始内容存档于2016-08-14）.
222. ↑  木曽のおんたけさん―その歴史と信仰(2009)、95頁
223. 1 2  御岳の信仰と登山の歴史 (1988)、96-104頁
224. ↑  谷文晁. . 国書刊行会. 1970-05. ISBN 4336034133.
225. ↑  御岳山霊なる山の素顔(2010)、6頁
226. ↑  . NHK.   [2016-11-17].[]
227. ↑  . NHK.   [2016-11-17].[]
228. ↑  菅原文太出演。. NHK.   [2016-11-17]. （原始内容存档于2018-01-08）.
229. ↑  . NHK.   [2011-03-24]. （原始内容存档于2012-01-17）.
230. ↑  . NHK.   [2011-03-24]. （原始内容存档于2012-01-17）.
231. ↑  . NHK.   [2016-11-17]. （原始内容存档于2016-11-17）.
232. ↑  .   [2014-09-28]. （原始内容存档于2014-10-01）.
233. ↑  . 日經中文網. 2014年9月28日  [2014年9月29日]. （原始内容存档于2014年9月28日）.
234. ↑  .   [2014-10-01]. （原始内容存档于2014-10-06）.
235. ↑  . 産経新聞社. 2014-09-29  [2014-09-30]. （原始内容存档于2015-01-22）.
236. ↑  御嶽山噴火、47人の死亡確認　戦後最悪の火山災害に  （页面存档备份，存于）2014年10月2日閲覧
237. ↑  .   [2014-10-03]. （原始内容存档于2014-10-06）.

## 外部連結
- 氣象廳
  - 御嶽山・火山 （页面存档备份，存于）
  - 日本活火山総覧(第4版)Web掲載版 御嶽山PDF
- 日本の火山 御嶽山 （页面存档备份，存于） - 產業技術綜合研究所 地質調査綜合中心
- 火山土地条件図（御嶽山 1:25,000） （页面存档备份，存于） - 國土地理院
- 地理院地図（剣ヶ峰） - 國土地理院